# Bunuri mobile din domeniul artă decorativă clasate în patrimoniul cultural național al României aflate în județul Sibiu
Acestă listă conține bunurile mobile din domeniul artă decorativă clasate în Patrimoniul cultural național al României aflate la momentul clasării în județul Sibiu.

## Fond
| Foto | Informații generale | Detalii tehnice | Descriere | Deținător                                                  | Legături |
| ---- | --- | --- | --- | ---------------------------------------------------------- | -------- |
|      | "Nürnberger Ei" Autor: Necunoscut | Datare: ca. 1600 Școală: Atelier german Descoperit: München, Germania Material: aurit; alamă | Ceas de tipul "Nürnberger Ei", cu cadran argintiu ornamentat cu un arabesc presat, prevăzut cu cifre romane (arătătoarele nu se păstrează) și cutie din alamă traforată cu motive vegetale. | Muzeul Național Brukenthal, Sibiu                          | Cimec    |
|      | Ac de voal Autor: Necunoscut | Datare: secolul al XVI-lea Școală: Atelier transilvănean Descoperit: Sibiu Material: argint; aurit parțial; 6 turcoaze | Ac de voal în formă semisferică, cu decor filigranat perlat și șase turcoaze prinse în monturi tubulare înalte din argint. | Muzeul Național Brukenthal, Sibiu                          | Cimec    |
|      | Ac de voal Autor: Necunoscut | Datare: secolul al XVI-lea Școală: Atelier transilvănean Descoperit: Sibiu Material: argint; aurit parțial; 6 turcoaze | Ac de voal în formă semisferică, cu decor filigranat perlat și șase turcoaze prinse în monturi tubulare înalte din argint. | Muzeul Național Brukenthal, Sibiu                          | Cimec    |
|      | Toc pentru tacâmuri Autor: Necunoscut | Datare: secolul al XVII-lea Școală: Atelier transilvănean Descoperit: Mediaș Material: aur; argint; email; filigran | Formă conică alungită, decorată cu motive vegetale conturate cu filigran din argint, umplute în interior cu email multicolor. Influență orientală. | Muzeul Național Brukenthal, Sibiu                          | Cimec    |
|      | Inel Autor: Necunoscut | Datare: secolul al XVII-lea Școală: Atelier transilvănean Material: aur; argint; 1 turcoaz | Decor vegetal turnat și un turcoaz de formă dreptunghiulară, într-o montură înaltă, hașurată. | Muzeul Național Brukenthal, Sibiu                          | Cimec    |
|      | Inel cu gemă Autor: Necunoscut | Datare: secolul al XVII-lea Școală: Atelier transilvănean Material: argint; 1 gemă | Decor vegetal stilizat și o gemă cărămizie, ovală. | Muzeul Național Brukenthal, Sibiu                          | Cimec    |
|      | Inel Autor: Necunoscut | Datare: secolul al XVII-lea Școală: Atelier transilvănean Material: argint; 1 sticlă | Decor baroc, cu elemente vegetale stilizate turnate; piatra (semi)prețioasă originală pierdută a fost înlocuită cu o sticlă incoloră. | Muzeul Național Brukenthal, Sibiu                          | Cimec    |
|      | Inel de damă Autor: Necunoscut | Datare: secolul al XVIII-lea Școală: Atelier transilvănean (?) Descoperit: Sibiu Material: aur; 1 ametist | Inel de damă din aur, decorat cu motive romboidale incizate și un ametist mare, oval, fațetat. | Muzeul Național Brukenthal, Sibiu                          | Cimec    |
|      | Inel Autor: Necunoscut | Datare: secolul al XVII-lea Școală: Atelier transilvănean Material: argint; 1 piatră roșie | Inel din argint aurit, cu o piatră (sticlă roșie) și ornamente vegetale stilizate. | Muzeul Național Brukenthal, Sibiu                          | Cimec    |
|      | Inel Autor: Necunoscut | Datare: secolul al XVIII-lea Școală: Atelier transilvănean Material: argint; 1 sticlă | nel din argint aurit, decorat cu ornamente vegetale stilizate și o piatră (sticlă). | Muzeul Național Brukenthal, Sibiu                          | Cimec    |
|      | Inel cu camee Autor: Necunoscut | Datare: secolul al Xviii-lea Școală: Atelier central-european Descoperit: Sibiu Material: bronz; 1 camee | Inel din bronz, decorat cu o camee care reprezintă portretul-bust, văzut din profil, al unui bărbat îmbrăcat după moda secolului al XVIII-lea. | Muzeul Național Brukenthal, Sibiu                          | Cimec    |
|      | Ac de voal Autor: Necunoscut | Datare: secolul al XVIII-lea Școală: Atelier transilvănean Descoperit: Broșov Material: argint | Ac de voal, în formă cilindrică, cu decor ovoidal în relief. | Muzeul Național Brukenthal, Sibiu                          | Cimec    |
|      | Ac de voal Autor: Necunoscut | Datare: secolul al XVIII-lea Școală: Atelier transilvănean Descoperit: Brașov Material: argint | Ac de voal, în formă cilindrică, cu decor spiralat traforat. | Muzeul Național Brukenthal, Sibiu                          | Cimec    |
|      | Nasture Autor: Necunoscut | Datare: secolul al XVII-lea Școală: Atelier transilvănean (?) Material: argint | Cataramă mică ovală sau nasture, decorată cu un portret de femeie situat sub o coroană princiară, sub care, între vrejuri stilizate sunt intercalate inițialele"JB". | Muzeul Național Brukenthal, Sibiu                          | Cimec    |
|      | Cataramă Autor: Necunoscut | Datare: secolul al XVIII-lea Școală: Atelier transilvănean Material: argint; 12 pietre albastre (sticlă) | Cataramă (pafta) din argint, compusă din două plăcuțe în formă de frunze, decorate cu filigran și 12 pietre albastre. | Muzeul Național Brukenthal, Sibiu                          | Cimec    |
|      | Copci Autor: Necunoscut | Datare: secolul al XVIII-lea Școală: Atelier transilvănean Material: argint | Copci ("moș și babă") decorate cu motive vegetale turnate. | Muzeul Național Brukenthal, Sibiu                          | Cimec    |
|      | Copci Autor: Necunoscut | Datare: secolul al XVIII-lea Școală: Atelier transilvănean Material: argint | Copci ("moș și babă") decorate cu motive florale turnate. | Muzeul Național Brukenthal, Sibiu                          | Cimec    |
|      | Copcă Autor: Necunoscut | Datare: secolul al XVIII-lea Școală: Atelier transilvănean Descoperit: Sibiu Material: argint | Copcă cu decor vegetal stilizat. | Muzeul Național Brukenthal, Sibiu                          | Cimec    |
|      | Copcă Autor: Necunoscut | Datare: secolul al XVIII-lea Școală: Atelier transilvănean Descoperit: Sibiu Material: argint; 1 piatră verde | Copcă cu decor vegetal stilizat. | Muzeul Național Brukenthal, Sibiu                          | Cimec    |
|      | Copcă Autor: Necunoscut | Datare: secolul al XVIII-lea Școală: Atelier transilvănean Descoperit: Sibiu Material: argint | Copcă cu decor vegetal stilizat. | Muzeul Național Brukenthal, Sibiu                          | Cimec    |
|      | Copcă Autor: Necunoscut | Datare: secolul al XVIII-lea Școală: Atelier transilvănean Descoperit: Sibiu Material: argint; email albastru, verde, alb | Copcă cu decor vegetal stilizat și email colorat. | Muzeul Național Brukenthal, Sibiu                          | Cimec    |
|      | Copcă Autor: Necunoscut | Datare: secolul al XVIII-lea Școală: Atelier transilvănean Descoperit: Sibiu Material: argint; 1 piatră verde | Copcă cu decor vegetal stilizat. | Muzeul Național Brukenthal, Sibiu                          | Cimec    |
|      | Copcă Autor: Necunoscut | Datare: secolul al XVIII-lea Școală: Atelier transilvănean Descoperit: Sibiu Material: argint | Copcă cu decor vegetal stilizat. | Muzeul Național Brukenthal, Sibiu                          | Cimec    |
|      | Copcă Autor: Necunoscut | Datare: secolul al XVIII-lea Școală: Atelier transilvănean Descoperit: Sibiu Material: argint | Copcă cu decor vegetal stilizat. | Muzeul Național Brukenthal, Sibiu                          | Cimec    |
|      | Copcă Autor: Necunoscut | Datare: secolul al XVIII-lea Școală: Atelier transilvănean Descoperit: Sibiu Material: argint; 1 piatră verde | Copcă cu sistem "moș și babă", decorată cu motive vegetale turnate și un caboșon central cu o piatră de culoare verde. Are un cârlig atașat. | Muzeul Național Brukenthal, Sibiu                          | Cimec    |
|      | Copcă Autor: Necunoscut | Datare: secolul al XVIII-lea Școală: Atelier transilvănean Descoperit: Sibiu Material: argint; 1 piatra verde | Copcă cu sistem "moș și babă", decorată cu motive vegetale turnate și o piatră de culoare verde, așezată central. Are un cârlig atașat. | Muzeul Național Brukenthal, Sibiu                          | Cimec    |
|      | Copcă Autor: Necunoscut | Datare: secolul al XVIII-lea Școală: Atelier transilvănean Descoperit: Sibiu Material: argint; | Copcă cu sistem "moș și babă", decorată cu motive vegetale turnate | Muzeul Național Brukenthal, Sibiu                          | Cimec    |
|      | Copcă Autor: Necunoscut | Datare: secolul al XVII-lea Școală: Atelier transilvănean Descoperit: Sibiu Material: argint; | Copcă cu sistem "moș și babă", decorată cu motive vegetale turnate. | Muzeul Național Brukenthal, Sibiu                          | Cimec    |
|      | Copcă Autor: Necunoscut | Datare: secolul al XVII-lea Școală: Atelier transilvănean Descoperit: Sibiu Material: argint; | Copcă cu sistem "moș și babă", decorată cu motive vegetale turnate. | Muzeul Național Brukenthal, Sibiu                          | Cimec    |
|      | Copcă Autor: Necunoscut | Datare: secolul al XVII-lea Școală: Atelier transilvănean Descoperit: Sibiu Material: argint; | Copcă cu sistem "moș și babă", decorată cu motive vegetale turnate | Muzeul Național Brukenthal, Sibiu                          | Cimec    |
|      | Copcă Autor: Necunoscut | Datare: secolul al XVIII-lea Școală: Atelier transilvănean Descoperit: Sibiu Material: argint; | Copcă cu sistem "moș și babă", decorată cu motive vegetale turnate. Central e reprezentată o inimă, susținută de o pereche de palme. Are un cârlig atașat. | Muzeul Național Brukenthal, Sibiu                          | Cimec    |
|      | Copcă Autor: Necunoscut | Datare: sec XVIII Școală: Atelier transilvănean Descoperit: Sibiu Material: argint; | Copcă cu sistem "moș și babă", decorată cu motive vegetale turnate. Central e reprezentată o inimă, susținută de o pereche de palme. Are un cârlig atașat. | Muzeul Național Brukenthal, Sibiu                          | Cimec    |
|      | Copcă Autor: Necunoscut | Datare: secolul al XVIII-lea Școală: Atelier transilvănean Descoperit: Sibiu Material: argint; | Copcă cu sistem "moș și babă", decorată cu motive vegetale turnate. Central este reprezentată o inimă, susținută de o pereche de palme. Are un cârlig atașat. | Muzeul Național Brukenthal, Sibiu                          | Cimec    |
|      | Copcă Autor: Necunoscut | Datare: secolul al XVIII-lea Școală: Atelier transilvănean Descoperit: Sibiu Material: argint; | Copcă cu sistem "moș și babă", decorată cu motive vegetale turnate. Central e reprezentată o inimă, susținută de o pereche de palme. Are un cârlig atașat. | Muzeul Național Brukenthal, Sibiu                          | Cimec    |
|      | Copcă Autor: Necunoscut | Datare: secolul al XVIII-lea Școală: Atelier transilvănean Descoperit: Sibiu Material: argint; | Copcă cu sistem "moș și babă", decorată cu motive vegetale turnate. Central este reprezentată o inimă, susținută de o pereche de palme. Are un cârlig atașat. | Muzeul Național Brukenthal, Sibiu                          | Cimec    |
|      | Copcă Autor: Necunoscut | Datare: sec XVII Școală: Atelier transilvănean Descoperit: Sibiu Material: argint; | Copcă cu sistem "moș și babă", decorată cu motive vegetale turnate. Are două cârlige atașate, unul realizat prin răsucirea unui fir de argint, celălalt turnat. | Muzeul Național Brukenthal, Sibiu                          | Cimec    |
|      | Copcă Autor: Necunoscut | Datare: secolul al XVII-lea Școală: Atelier transilvănean Descoperit: Sibiu Material: argint; | Copcă cu sistem "moș și babă", decorată cu motive vegetale turnate. Are un cârlig atașat. | Muzeul Național Brukenthal, Sibiu                          | Cimec    |
|      | Copcă Autor: Necunoscut | Datare: secolul al XVIII-lea Școală: Atelier transilvănean Descoperit: Sibiu Material: argint; | Copcă cu sistem "moș și babă", decorată cu motive vegetale turnate. Central este reprezentată o inimă susținută de o pereche de palme. Are 2 cârlige atașate, unul cu fir răsucit, celălalt turnat. | Muzeul Național Brukenthal, Sibiu                          | Cimec    |
|      | Copcă Autor: Necunoscut | Datare: secolul al XVIII-lea Școală: Atelier transilvănean Descoperit: Sibiu Material: argint; | Copcă cu sistem "moș și babă", decorată cu motive vegetale turnate. Central este reprezentată o inimă susținută de o pereche de palme. Are 2 cârlige atașate, unul cu fir răsucit, celălalt turnat. | Muzeul Național Brukenthal, Sibiu                          | Cimec    |
|      | Copcă Autor: Necunoscut | Datare: secolul al XVIII-lea Școală: Atelier transilvănean Descoperit: Sibiu Material: argint; | Copcă cu sistem "moș și babă", decorată cu motive vegetale turnate. Central este reprezentată o inimă susținută de o pereche de palme. Are 2 cârlige atașate, unul cu fir răsucit, celălalt turnat. | Muzeul Național Brukenthal, Sibiu                          | Cimec    |
|      | Copcă Autor: Necunoscut | Datare: secolul al XVIII-lea Școală: Atelier transilvănean Descoperit: Sibiu Material: argint; | Copcă cu sistem "moș și babă", decorată cu motive vegetale turnate. | Muzeul Național Brukenthal, Sibiu                          | Cimec    |
|      | Copcă Autor: Necunoscut | Datare: secolul al XVIII-lea Școală: Atelier transilvănean Descoperit: Sibiu Material: argint; | Copcă cu sistem "moș și babă", decorată cu motive vegetale turnate. Prezintă 2 cârlige, unul cu fir răsucit și celălalt turnat. | Muzeul Național Brukenthal, Sibiu                          | Cimec    |
|      | Copcă Autor: Necunoscut | Datare: secolul al XVIII-lea Școală: Atelier transilvănean Descoperit: Sibiu Material: argint; | Copcă cu sistem "moș și babă", decorată cu motive vegetale turnate. Prezintă 1 cârlig cu fir răsucit. | Muzeul Național Brukenthal, Sibiu                          | Cimec    |
|      | Copcă Autor: Necunoscut | Datare: secolul al XVIII-lea Școală: Atelier transilvănean Descoperit: Sibiu Material: argint; | Copcă cu sistem "moș și babă", decorată cu motive vegetale turnate. Prezintă 1 cârlig cu fir răsucit. | Muzeul Național Brukenthal, Sibiu                          | Cimec    |
|      | Copcă Autor: Necunoscut | Datare: secolul al XVIII-lea Școală: Atelier transilvănean Descoperit: Sibiu Material: argint; | Copcă cu sistem "moș și babă", decorată cu motive vegetale turnate. Prezintă 1 cârlig cu fir răsucit. | Muzeul Național Brukenthal, Sibiu                          | Cimec    |
|      | Copcă Autor: Necunoscut | Datare: secolul al XVIII-lea Școală: Atelier transilvănean Descoperit: Sibiu Material: argint; | Copcă cu sistem "moș și babă", decorată cu motive vegetale turnate. Prezintă 1 cârlig cu fir turnat, fragmentar. | Muzeul Național Brukenthal, Sibiu                          | Cimec    |
|      | Copcă Autor: Necunoscut | Datare: secolul al XVIII-lea Școală: Atelier transilvănean Descoperit: Sibiu Material: argint; | Copcă cu sistem "moș și babă", decorată cu motive vegetale turnate. Prezintă 1 cârlig cu fir răsucit. | Muzeul Național Brukenthal, Sibiu                          | Cimec    |
|      | Copcă Autor: Necunoscut | Datare: secolul al XVIII-lea Școală: Atelier transilvănean Descoperit: Sibiu Material: argint; | Copcă cu sistem "moș și babă", decorată cu motive vegetale turnate. Prezintă 1 cârlig cu fir răsucit. | Muzeul Național Brukenthal, Sibiu                          | Cimec    |
|      | Copcă Autor: Necunoscut | Datare: secolul al XVII-lea Școală: Atelier transilvănean Descoperit: Sibiu Material: argint; | Copcă cu sistem "moș și babă", decorată cu motive vegetale turnate. | Muzeul Național Brukenthal, Sibiu                          | Cimec    |
|      | Copcă Autor: Necunoscut | Datare: secolul al XVIII-lea Școală: Atelier transilvănean Descoperit: Sibiu Material: alamă; 1 turcoaz | Copcă cu decor vegetal stilizat și 1 turcoaz, prevăzută cu 2 cârlige de prindere. | Muzeul Național Brukenthal, Sibiu                          | Cimec    |
|      | Medalion Autor: Necunoscut | Datare: 1908 Școală: Atelier vienez Material: argint; turnat | Medalion octogonal, din argint, pe care se reliefează un portret feminin - văzut din profil -, cu părul strâs sub o diademă. Pe piesă este ștanțată marca orașului Viena (A) și anul 1908. | Muzeul National Brukenthal - Sibiu, Sibiu                  | Cimec    |
|      | Pandantiv Autor: Necunoscut | Datare: secolul al XIX-lea Școală: Atelier european (venețian?) Material: aur; email | Pandantiv în formă de coșuleț, din aur, decorat cu o dantelărie de filigran perlat și medalion frontal cu un leu (zodiacal). | Muzeul National Brukenthal - Sibiu, Sibiu                  | Cimec    |
|      | Nasture Autor: Necunoscut | Datare: secolele XVII - XVIII Școală: Atelier transilvănean Descoperit: Sibiu Material: argint | Nasture în formă de bostan, decorat cu striațiuni în zigzag. | Muzeul National Brukenthal - Sibiu, Sibiu                  | Cimec    |
|      | Nasture Autor: Necunoscut | Datare: secolele XVII-XVIII Școală: Atelier transilvănean Descoperit: Sibiu Material: argint | Nasture în formă de bostan, decorat cu striațiuni în zigzag. | Muzeul National Brukenthal - Sibiu, Sibiu                  | Cimec    |
|      | Nasture Autor: Necunoscut | Datare: secolele XVII-XVIII Școală: Atelier transilvănean Descoperit: Sibiu Material: argint | Formă ovoidală, formată din vrejuri spiralate și perluțe din argint. | Muzeul National Brukenthal - Sibiu, Sibiu                  | Cimec    |
|      | Nasture Autor: Necunoscut | Datare: secolele XVII-XVIII Școală: Atelier transilvănean Descoperit: Sibiu Material: argint | Formă ovoidală, formată din vrejuri spiralate și perluțe din argint. | Muzeul Național Brukenthal, Sibiu                          | Cimec    |
|      | Cataramă de pantof Autor: Necunoscut | Datare: a doua jumătate a secolului al XVIII-lea Școală: Atelier vienez Descoperit: Sibiu Material: argint | Cataramă de pantof bărbătesc, decorată cu motivul rocaille și palmetă. | Muzeul National Brukenthal - Sibiu, Sibiu                  | Cimec    |
|      | Ceas de buzunar Autor: Necunoscut | Datare: primul sfert al secolului al XIX-lea Școală: Atelier francez Descoperit: Sibiu Material: carcasă din aur; email | Ceas de buzunar în carcasă din aur, cu cadran cu cifre romane. Mecanismul folosește eșapament tip cilindru, cu 4 bucșe de rubin. (Inscripție: 370 / ECHAPPEMENT A CYLYNDRE / QUATRE TROUS EN RUBIS / (Nr.) 370.) | Muzeul Național Brukenthal, Sibiu                          | Cimec    |
|      | Ceas de buzunar și medalion (calendar) Autor: André Hefsen, á Paris                                                                           | Datare: sfârșitul secolului al XVIII-lea Școală: Atelier francez Descoperit: Sibiu Material: carcasă din aur | Ceas de buzunar în carcasă din aur, cu cadran cu cifre arabe (pentru ore și minute). (Cheia și capacul din sticlă lipsesc, iar mecanismul nu funcționează.) Ceasul este însoțit de un medalion oval, decorat frontal cu o figură feminină sprijinită de o coloană, iar pe verso este un calendar săptămânal în limba franceză. Pe cadranul ceasului se află inscripția cu numele atelierului: "A. Hefsen / À Paris / (Nr.) 4737". Ceasornicarul suedez André Hefsen a lucrat la Paris, la curtea fratelui regelui Franței, între anii 1775-1790, după care s-a întors la Stockholm. | Muzeul Național Brukenthal, Sibiu                          | Cimec    |
|      | Ceas de buzunar | Datare: ca. 1800 Școală: Atelier german Descoperit: Sibiu Material: metal comun | Ceas de buzunar fără carcasă și mecanism incomplet. | Muzeul Național Brukenthal, Sibiu                          | Cimec    |
|      | Pafta (fragment) Autor: Necunoscut | Datare: sfârșitul secolului al XVI-lea Școală: Atelier transilvănean Descoperit: Sibiu Material: argint; 1 piatră roșie; 1 transparentă | Una dintre cele două părți componenete ale unei paftale - provenind de la un veșmânt feminin - din argint aurit, în formă semisferică, decorată cu filigran perlat turnat, un brâu de palmete, 2 pietricele din sticlă și o fundă pe care sunt aplicate două frunzulițe din foiță de argint. | Muzeul Național Brukenthal, Sibiu                          | Cimec    |
|      | Pafta (fragment) Autor: Necunoscut | Datare: sfârșitul secolului al XVI-lea Școală: Atelier transilvănean Descoperit: Sibiu Material: argint; 1 piatră roșie | Una dintre cele două părți componenete ale unei paftale - provenind de la un veșmânt feminin - din argint aurit, în formă semisferică, decorată cu filigran perlat turnat, un brâu de palmete și o piatră (sticlă) roșie. | Muzeul Național Brukenthal, Sibiu                          | Cimec    |
|      | Nasturi Autor: Necunoscut | Datare: Secolul al XVII-lea Școală: Atelier transilvănean Descoperit: Sibiu Material: argint | Nasturi (7 piese identice) din argint aurit, decorați cu motive vegetale realizate din filigran. | Muzeul Național Brukenthal, Sibiu                          | Cimec    |
|      | Flacon de parfum Autor: Necunoscut | Datare: secolul al XVIII-lea Școală: Atelier oriental Descoperit: Cernăuți, Ucraina Material: argint | Flacon de parfum în formă de ou, decorat cu peisaje în medalioane și arabescuri orientale. | Muzeul Național Brukenthal, Sibiu                          | Cimec    |
|      | Nasture Autor: necunoscut | Datare: secolul XVIII Școală: Atelier transilvănean Descoperit: Sibiu, Romania Material: aur; argint | Formă ovoidală, decorată cu striațiuni gravate. | Muzeul Național Brukenthal, Sibiu                          | Cimec    |
|      | Nasture Autor: necunoscut | Datare: secolul XVIII Școală: Atelier transilvănean Descoperit: Sibiu, Romania Material: aur; argint | Formă ovoidală, decorată cu striațiuni gravate. | Muzeul Național Brukenthal, Sibiu                          | Cimec    |
|      | Nasture Autor: Necunoscut | Datare: secolul al XVIII-lea Școală: Atelier transilvănean Descoperit: Sibiu Material: argint | Formă ovoidală, decorată cu striațiuni gravate. | Muzeul Național Brukenthal, Sibiu                          | Cimec    |
|      | Nasture Autor: necunoscut | Datare: secolul XVIII Școală: Atelier transilvănean Descoperit: Sibiu, Romania Material: aur; argint | Formă ovoidală, decorată cu striațiuni gravate. | Muzeul Național Brukenthal, Sibiu                          | Cimec    |
|      | Nasture Autor: necunoscut | Datare: secolul XVIII Școală: Atelier transilvănean Descoperit: Sibiu, Romania Material: aur; argint | Formă ovoidală, decorată cu striațiuni gravate. | Muzeul Național Brukenthal, Sibiu                          | Cimec    |
|      | Nasture Autor: necunoscut | Datare: secolul XVIII Școală: Atelier transilvănean Descoperit: Sibiu, Romania Material: aur; argint | Formă ovoidală, decorată cu striațiuni gravate. | Muzeul Național Brukenthal, Sibiu                          | Cimec    |
|      | Ac de voal Autor: Necunoscut | Datare: prima jumătate a secolului al XIX-lea Școală: Atelier transilvănean Descoperit: Sibiu Material: argint; 1 sticlă roșie | Formă ovoidală, decorată cu motive vegetale stilizate, două păsărele și un caboșon cu sticlă roșie. | Muzeul Național Brukenthal, Sibiu                          | Cimec    |
|      | Ac de voal Autor: Necunoscut | Datare: secolul al XIX-lea Școală: Atelier transilvănean Descoperit: Sibiu Material: argint; 1 piatră roșie | Formă de floare, cu petale din argint, și ac spiralat. | Muzeul Național Brukenthal, Sibiu                          | Cimec    |
|      | Ac de voal Autor: Necunoscut | Datare: secolul al XIX-lea Școală: Atelier transilvănean Descoperit: Bazna Material: argint; 1 sticlă roșie, 1 sticlă incoloră (și alte 2 lipsă) | Formă de floare, cu petale și perle din argint. | Muzeul Național Brukenthal, Sibiu                          | Cimec    |
|      | Ac pentru buchet de flori Autor: Necunoscut                                                                                                   | Datare: 1712 Școală: Atelier transilvănean Descoperit: Sibiu Material: argint; | Formă de inel, prins în vârful unui ac lung, ușor spiralat, decorat cu o inimioară pe care sunt gravate inițialele "AH" și respectiv, anul "1712", pe avers. | Muzeul Național Brukenthal, Sibiu                          | Cimec    |
|      | Ac pentru buchet de flori Autor: Necunoscut                                                                                                   | Datare: începutul secolului al XIX-lea Școală: Atelier transilvănean Descoperit: Sibiu Material: argint; 1 piatră verde | Formă de inel, prins în vârful unui ac lung, ușor spiralat, decorat cu o piatră (sticlă) verde. | Muzeul Național Brukenthal, Sibiu                          | Cimec    |
|      | Ac pentru buchet de flori Autor: Necunoscut                                                                                                   | Datare: începutul secolului al XIX-lea Școală: Atelier transilvănean Descoperit: Sibiu Material: argint; 2 turcoaze | Formă de inel, prins în vârful unui ac lung, ușor spiralat, decorat cu o câte un turcoaz pe ambele fețe. | Muzeul Național Brukenthal, Sibiu                          | Cimec    |
|      | Ac pentru buchet de flori Autor: Necunoscut                                                                                                   | Datare: începutul secolului al XIX-lea Școală: Atelier transilvănean Material: argint | Formă de inel, prins în vârful unui ac lung, ușor spiralat, decorat cu o câte floricică din argint aplicată pe ambele fețe. | Muzeul Național Brukenthal, Sibiu                          | Cimec    |
|      | Inel de damă Autor: Necunoscut | Datare: secolul al XVIII-lea Școală: Atelier transilvănean Descoperit: Sibiu Material: argint; 1 piatră transparentă | Inel de damă în stil baroc, din argint aurit, cu o piatră transparentă (în locul celei originale). | Muzeul Național Brukenthal, Sibiu                          | Cimec    |
|      | Inel de damă Autor: Necunoscut | Datare: secolul al XVIII-lea Școală: Atelier transilvănean Material: argint; 1 piatră roșie, 2 pietre verzi | Inel de damă în stil baroc, din argint aurit, cu o piatră roșie și două verzi (dintre care una este deteriorată). | Muzeul Național Brukenthal, Sibiu                          | Cimec    |
|      | Inel Autor: Necunoscut | Datare: secolul al XVII-lea Școală: Atelier transilvănean Material: argint; 1 piatră roșie | Inel în stil renascentist, din argint aurit, cu o piatră patrată roșie, în montură înaltă gravată. | Muzeul Național Brukenthal, Sibiu                          | Cimec    |
|      | Inel de damă Autor: Necunoscut | Datare: seclolul al XVII-lea Școală: Atelier transilvănean Material: argint; 1 piatră roșie | Inel în stil renascentist, din argint aurit, cu o piatră patrată roșie. | Muzeul Național Brukenthal, Sibiu                          | Cimec    |
|      | Inel de damă Autor: Necunoscut | Datare: a doua jumătate a secolului al XVI-lea - prima jumătate a secolului al XVII-lea Școală: Atelier transilvănean (?) Material: argint; 1 turcoaz | Inel în stil renascentist, din argint aurit, cu un turcoaz verde. | Muzeul Național Brukenthal, Sibiu                          | Cimec    |
|      | Inel Autor: Necunoscut | Datare: secolul al XVII-lea Școală: Atelier transilvănean Material: argint; 1 topaz verde, 2 pietre verzi | Inel în stil renascentist, din argint aurit, cu o piatră verde mare (topaz) și două verzi mai mici laterale.. | Muzeul Național Brukenthal, Sibiu                          | Cimec    |
|      | Inel Autor: Necunoscut | Datare: secolul al XVII-lea Școală: Atelier transilvănean Material: argint; 1 almandin | Inel în stil renascentist, din argint aurit, cu o piatră mare (almandin). | Muzeul Național Brukenthal, Sibiu                          | Cimec    |
|      | Inel Autor: Necunoscut | Datare: a doua jumătate a secolul al XVII-lea Școală: Atelier transilvănean Material: argint; 1 sticlă | Inel în stil baroc, din argint aurit, cu o piatră mare (sticlă). | Muzeul Național Brukenthal, Sibiu                          | Cimec    |
|      | Inel Autor: Necunoscut | Datare: secolul al XVII-lea Școală: Atelier transilvănean Material: argint; 1 sticlă | Inel în stil renascentist, din argint aurit, cu o piatră roșie (sticlă). | Muzeul Național Brukenthal, Sibiu                          | Cimec    |
|      | Inel Autor: Necunoscut | Datare: a doua jumătate a secolului al XVII-lea Școală: Atelier transilvănean Material: argint | Inel din argint, ornamentat cu elemente decorative baroc. | Muzeul Național Brukenthal, Sibiu                          | Cimec    |
|      | Inel Autor: Necunoscut | Datare: secolul al XVII-lea Școală: Atelier transilvănean Material: argint; 1 sticlă | Inel în stil renascentist, din argint aurit, cu o piatră mare roșie (sticlă) în caboșon hexagonal. | Muzeul Național Brukenthal, Sibiu                          | Cimec    |
|      | Inel Autor: Necunoscut | Datare: secolul al XVIII-lea Școală: Atelier transilvănean Descoperit: Cisnădie Material: argint; 1 piatră roșie | Inel bărbătesc în stil baroc, din argint aurit, cu o piatră mare roșie. | Muzeul Național Brukenthal, Sibiu                          | Cimec    |
|      | Inel Autor: Necunoscut | Datare: secolul al XVII-lea Școală: Atelier transilvănean Descoperit: Sibiu Material: argint; 1 piatră (sticlă transparentă) | Inel în stil renascentist, din argint aurit, cu o piatră (sticlă). | Muzeul Național Brukenthal, Sibiu                          | Cimec    |
|      | Inel Autor: Necunoscut | Datare: secolul al XVII-lea Școală: Atelier transilvănean Descoperit: Sibiu Material: argint; 1 piatră (sticlă) | Inel în stil renascentist, din argint aurit, cu o piatră (sticlă). | Muzeul Național Brukenthal, Sibiu                          | Cimec    |
|      | Inel Autor: Necunoscut | Datare: secolul al XVII-lea Școală: Atelier transilvănean Material: argint; 1 sticlă | Inel în stil renascentist, din argint aurit, cu o piatră (sticlă) prinsă într-o montură hexagonală înaltă. | Muzeul Național Brukenthal, Sibiu                          | Cimec    |
|      | Inel Autor: Necunoscut | Datare: ătate a secolul al XVII-lea Școală: Atelier transilvănean Material: argint; 1 sticlă | Inel în stil baroc, din argint aurit, cu o piatră mare (sticlă). | Muzeul Național Brukenthal, Sibiu                          | Cimec    |
|      | Inel Autor: Necunoscut | Datare: a doua jumătate a secolului al XVII-lea Școală: Atelier transilvănean Material: argint; 1 piatră | Inel în stil baroc, din argint aurit, cu o piatră (sticlă) și ornamente vegetale stilizate. | Muzeul Național Brukenthal, Sibiu                          | Cimec    |
|      | Inel Autor: Necunoscut | Datare: secolul al XVIII-lea Școală: Atelier transilvănean Descoperit: Sibiu Material: argint; gemă (opal negru) | Inel cu gemă din opal negru (spartă), gravată cu profilul unui luptător cu coif (Dragonerhelm). | Muzeul Național Brukenthal, Sibiu                          | Cimec    |
|      | Inel Autor: Necunoscut | Datare: secolul al XIX-lea Școală: Atelier transilvănean Material: argint; 3 sticle (1 mare roșie, 2 mici verzi) | Inel cu 1 sticlă mare roșie și 2 sticle mici verzi. | Muzeul Național Brukenthal, Sibiu                          | Cimec    |
|      | Amice Autor: Necunoscut | Datare: a doua jumătate a secolului al XV-lea Școală: Atelier italian (venețian?) Descoperit: Sibiu Material: brocart din catifea de mătase roșie; pânză albă; țesut | Piesă vestimentară liturgică tradițională, purtată de preoții catolici pe umeri, compusă dintr-o pânză albă dreptunghiulară (pe care era aplicat un fragment de brocart de mătase) și care se lega cu două panglici lungi prinse în colțurile laterale superioare (cu L. 62 și respectiv, 15 cm). Fragmentul de brocart din catifea de mătase roșie este similar celui al casulei Bisericii ev. Daia (MNB inv. M. 2191) și are dimensiunile: 39 cm x 13 cm; este tivit pe trei părți cu o panglică din mătase aurie (LA. 2 cm). | Muzeul Național Brukenthal, Sibiu                          | Cimec    |
|      | Ceas de perete Autor: Necunoscut | Datare: ca. 1820 - 1830 Școală: Atelier austriac Descoperit: Noul Săsesc Material: lemn; alamă; oțel; sticlă; stucatură | Ceas de perete, de tipul "Austrian Frame Clock" ("Bidermeier Frame Clock"), montat într-o ramă specifică, din lemn aurit. Mecanismul nu funcționează, datorită lipsei mai multor componente. | Muzeul Național Brukenthal, Sibiu                          | Cimec    |
|      | Ceas de perete Autor: Necunoscut | Datare: ca. 1820 Școală: Atelier austriac Descoperit: Noul Săsesc Material: lemn; alamă; oțel; porțelan; sticlă, sculptat; traforat | Ceas de perete, de tipul "Austrian Frame Clock" ("Bidermeier Frame Clock"), montat într-o ramă specifică, din lemn aurit. Motive decorative traforate în lemn și aurite sunt aplicate în jurul cadranului, pe placa vopsită în albastru. Mecanismul nu funcționează, datorită lipsei mai multor componente. | Muzeul Național Brukenthal, Sibiu                          | Cimec    |
|      | Pendul Autor: Kienzle | Datare: sfârșitul secolului al XIX-lea Școală: Atelier german Descoperit: Sibiu Material: mecanism; lemn; alamă; email alb; sticlă | Ceas de perete cu pendul (din categoria "Altdeutsche Pendeluhr des 19. Jahrhunderts"), ștanțat cu o roată înaripată (simbolul stilizat al lui Mercur) - marca firmei germane Kienzle - și numărul de serie: 43 - 121494. Cadranul din email alb are cifre arabe (goticizante) și este prevăzut cu limbi arătătoare elegante, negre. Carcasa ceasului este realizată din lemn masiv, cu elemente decorative neo-renascentiste (colonete strunjite, fronton cu rozetă, palmetă și fiale), adăugate formei predominante Biedermeier. | Muzeul Național Brukenthal, Sibiu                          | Cimec    |
|      | Cafetieră Autor: DS | Datare: 1818 Școală: Atelier vienez Descoperit: Sibiu Material: argint; lemn | Cafetiera are corpul ovoidal, capac arcuit, buton și toartă din lemn negru (abanos?); este ornamentată cu un brâu de ove vegetale pe umărul vasului și protomă de berbec sub șarniera de prindere a capacului și a torții. | Muzeul Național Brukenthal, Sibiu                          | Cimec    |
|      | Antependium (fragment de casula) Autor: Necunoscut                                                                                            | Datare: mijlocul secolului al XV-lea Școală: Atelier central-european (transilvănean?) Descoperit: Sânmiclăuș / Klosdorf (jud. Alba) Material: broderie de mătase; brocart din catifea de mătase, țesut în altobasso                                                               | Fragmentul de cruce dorsală aparținând cândva unei casule reflectă arta unor meșteri – posibil transilvăneni – de la mijlocul secolului al XV-lea, care nu au lucrat după un tipar special, ci au transpus în broderia câmpurilor crucii imagini inspirate din compozițiile iconografice devoționale existente în cadrul spiritualității evului mediu târziu, cu impact vizual puternic. Pe brațele laterale ale crucii sunt reprezentați destul de schematic doi îngeri cu aripile larg deschise, iar pe brațul vertical, în picioare, Fecioara Maria cu Pruncul, urmată de Sf. Ecaterina cu roata, ambele dispuse sub bolta centrală a unei triple arcade; din câmpul următor se mai păstrează doar cadrul arhitectural și capul unei sfinte. Câteva fâșii de brocart de mătase roșie-cărămizie, cu decor de arabescuri vegetale aurii au fost asamblate împreună cu alte fragmente de brocart din catifea de mătase, în vederea confecționării unui antependium, pe care s-a aplicat crucea dorsală descrisă mai sus. Brocart de mătase: Atelier italian (Veneția?), sec. XVI și respectiv, brocart din catifea de mătase, țesut în altobasso: Atelier italian, secolele XVI – XVII. | Muzeul Național Brukenthal, Sibiu                          | Cimec    |
|      | Amice Autor: Necunoscut | Datare: ultimul sfert al secolului al XV-lea Școală: Atelier florentin Descoperit: Sibiu Material: brocart de mătase aurie; motive vegetale țesute cu mătase roșie | Piesă vestimentară liturgică tradițională, purtată de preoții catolici pe umeri, compusă dintr-o pânză albă dreptunghiulară (pe care era aplicat un fragment de brocart de mătase) și care se lega cu două panglici lungi prinse în colțurile laterale superioare (cu L. 68 cm și respectiv, 53 cm). Fragmentul de brocart din catifea de mătase aurie, țesut cu motive vegetale conturate cu mătase roșie, este identic cu cel al casulei Bisericii ev. Sibiu (MNB inv. AD. 221) și are dimensiunile: 35 cm x 10,5 cm. | Muzeul Național Brukenthal, Sibiu                          | Cimec    |
|      | Amice Autor: Necunoscut | Datare: sfârșitul secolului al XV-lea Școală: Atelier florentin Descoperit: Sibiu Material: brocart de mătase aurie; motive vegetale țesute cu mătase roșie | Piesă vestimentară liturgică tradițională, purtată de preoții catolici pe umeri, compusă dintr-o pânză albă dreptunghiulară (pe care era aplicat un fragment de brocart de mătase) și care se lega cu două panglici lungi prinse în colțurile laterale superioare (ambele cu L. 95 cm). Fragmentul de brocart din catifea de mătase aurie, țesut cu motive vegetale conturate cu mătase roșie, este similar celui al acoperământului de potir (MNB inv. M. 2198) și are dimensiunile: 35 cm x 10 cm. | Muzeul Național Brukenthal, Sibiu                          | Cimec    |
|      | Acoperământ pentru potir (Velum) Autor: Necunoscut                                                                                            | Datare: sfârșitul secolului al XV-lea Școală: Atelier florentin Descoperit: Sibiu Material: brocart de mătase aurie; motive vegetale țesute cu mătase roșie | Scumpe și spectaculoase, brocarturile grele din mătase cu imprimeuri decorative țesute cu mătase roșie pe fond auriu erau folosite la sfârșitul secolului al XV-lea atât pentru confecționarea veșmintelor liturgice, cât și a celor laice. Motivul predominant rămâne în continuare (ca și la brocardurile din catifea de mătase) rodia, interpretată deschis, în secțiune transversală, într-o variantă derivată din motivul florii de lotus chinezești; compoziția decorativă este însă mai închegată, din bogăția desenului rezultând un arabesc vegetal tipic Renașterii târzii. Țesăturile de acest tip au făcut celebre manufacturile florentine unde se produceau și au fost importate în toată Europa. Fragmentul de textilă liturgică - de formă pătrată - provine de la un acoperământ de potir (velum) – denumire cu care este identificată piesa în registrul vechi de inventar al MNB. | Muzeul Național Brukenthal, Sibiu                          | Cimec    |
|      | Amice Autor: Necunoscut | Datare: sfârșitul secolului al XV-lea Școală: Atelier florentin Descoperit: Sibiu Material: brocart de mătase aurie; motive vegetale țesute cu mătase roșie | Piesă vestimentară liturgică tradițională, purtată de preoții catolici pe umeri, compusă dintr-o pânză albă dreptunghiulară (pe care era aplicat un fragment de brocart de mătase) și care se lega cu două panglici lungi prinse în colțurile laterale superioare (cu L. 95 cm și respectiv, 63 cm). Fragmentul de brocart din catifea de mătase aurie, țesut cu motive vegetale conturate cu mătase roșie, este similar celui al acoperământului de potir (MNB inv. M. 2198) și are dimensiunile: 35 cm x 10,5 cm. | Muzeul Național Brukenthal, Sibiu                          | Cimec    |
|      | Amice Autor: Necunoscut | Datare: ultimul sfert al secolului al XV-lea Școală: Atelier florentin Descoperit: Sibiu Material: brocart de mătase aurie; motive vegetale țesute cu mătase roșie | Piesă vestimentară liturgică tradițională, purtată de preoții catolici pe umeri, compusă dintr-o pânză albă dreptunghiulară (pe care era aplicat un fragment de brocart de mătase) și care se lega cu două panglici lungi prinse în colțurile laterale superioare (cu L. 66 cm). Fragmentul de brocart din catifea de mătase aurie, țesut cu motive vegetale conturate cu mătase roșie, este identic cu cel al casulei Bisericii ev. Sibiu (MNB inv. AD. 221) și are dimensiunile: 37 cm x 11 cm. | Muzeul Național Brukenthal, Sibiu                          | Cimec    |
|      | Amice Autor: Necunoscut | Datare: sfârșitul secolului al XV-lea Școală: Atelier florentin Descoperit: Sibiu Material: brocart de mătase aurie; motive vegetale țesute cu mătase roșie | Piesă vestimentară liturgică tradițională, purtată de preoții catolici pe umeri, compusă dintr-o pânză albă dreptunghiulară (pe care era aplicat un fragment de brocart de mătase) și care se lega cu două panglici lungi prinse în colțurile laterale superioare (cu L. 100 cm). Fragmentul de brocart din catifea de mătase aurie, țesut cu motive vegetale conturate cu mătase roșie, este similar celui al acoperământului de potir (MNB inv. M. 2198) și are dimensiunile: 35 cm x 10,5 cm. | Muzeul Național Brukenthal, Sibiu                          | Cimec    |
|      | Amice Autor: Necunoscut | Datare: a doua jumătate a secolului al XV-lea Școală: Atelier florentin Descoperit: Sibiu Material: brocart din catifea de mătase roșie; pânză albă; țesut | Piesă vestimentară liturgică tradițională, purtată de preoții catolici pe umeri, compusă dintr-o pânză albă dreptunghiulară (pe care era aplicat un fragment de brocart de mătase) și care se lega cu două panglici lungi prinse în colțurile laterale superioare (cu L. 68 și respectiv, 83 cm). Fragmentul de brocart din catifea de mătase roșie este identic cu cel al casulei Bisericii ev. Sibiu (MNB inv. AD. 240) și are dimensiunile: 35 cm x 13,5 cm. | Muzeul Național Brukenthal, Sibiu                          | Cimec    |
|      | Amice Autor: Necunoscut | Datare: a doua jumătate a secolului al XV-lea Școală: Atelier florentin Descoperit: Sibiu Material: brocart din catifea de mătase roșie; pânză albă; țesut | Piesă vestimentară liturgică tradițională, purtată de preoții catolici pe umeri, compusă dintr-o pânză albă dreptunghiulară (pe care era aplicat un fragment de brocart de mătase) și care se lega cu două panglici lungi prinse în colțurile laterale superioare (cu L. 68 și respectiv, 53 cm). Fragmentul de brocart din catifea de mătase roșie este identic cu cel al casulei Bisericii ev. Sibiu (MNB inv. AD. 240) și are dimensiunile: 35 cm x 13,9 cm; este tivit pe trei părți cu o panglică din mătase aurie (LA. 2cm). | Muzeul Național Brukenthal, Sibiu                          | Cimec    |
|      | Pahar cu soclu Autor: Birthelmer I, Hans, alias Repser sr.                                                                                    | Datare: al doilea sfert al secolului al XVII-lea Școală: Atelier brașovean Descoperit: Sibiu Material: aur; argint | Pahar cu soclu, care prin destinația sa a fost și un „pahar de vecinătate”. O bordură de volute vegetale stilizate se desfășoară sub buză, iar pe soclul paharului se reliefează o scenă de vânătoare, cu un iepure urmărit de un câine. | Muzeul Național Brukenthal, Sibiu                          | Cimec    |
|      | Pahar cu soclu Autor: Melchior, Hermann, zis Stuckart                                                                                         | Datare: mijlocul secolului al XVII-lea Școală: Atelier sibian Descoperit: Sibiu Material: aur; argint | Pahar cu soclu, donat de Christian Hoch (croitor) vecinătății „Niedersten Wiese” în anul 1659; (în registrul vechi de inventar al Muzeului Brukenthal se menționează că originea inițială a paharului a fost vecinătatea „Unterwiesengasse”). Inițialele IS și HK, gravate în interiorul unei coronițe de lauri - prinsă în brâul ornamental vegetal decorativ - sunt probabil ale comanditarilor, destinația piesei din argint aurit fiind astfel ca pahar de alianță. Corpul ușor evazat al paharului este decorat sub buză cu un brâu lat de volute vegetale stilizate, aurite; soclu cilindric se sprijină pe o talpă circulară bombată, pe care se înlănțuie un șir de ove aurite. Inscripția gravată grosier pe corpul paharului este ulterioară realizării piesei de către cunoscutul meșter sibian. | Muzeul Național Brukenthal, Sibiu                          | Cimec    |
|      | Pahar cu soclu Autor: Rothberger, Seimen | Datare: sfârșitul secolului al XVII-lea - începutul secolului al XVII-lea Școală: Atelier sibian Descoperit: Sibiu Material: aur; argint | Pahar cu soclu, decorat cu brâuri vegetale stilizate, aurite. | Muzeul Național Brukenthal, Sibiu                          | Cimec    |
|      | Pahar cu soclu Autor: Schuller, Hans I | Datare: 1656 Școală: Atelier sibian Descoperit: Sibiu Material: aur; argint | Pahar cu soclu, care prin destinația sa a fost un „pahar de vecinătate”. Corpul cilindric este ușor evazat înspre gură; soclul cilindric pornește sub o „despicătură” ondulată și se sprijină pe o talpă circulară plată, îngustă. Decorul simplu este format din brâuri vegetale stilizate. | Muzeul Național Brukenthal, Sibiu                          | Cimec    |
|      | Pahar cu soclu Autor: Johann Hermann II | Datare: al treilea sfert al secolului al XVII-lea Școală: Atelier sibian Descoperit: Sibiu Material: aur; argint | Corpul cilindric este ușor evazat înspre gură; soclul cilindric pornește sub o „despicătură” ondulată și se sprijină pe o talpă circulară plată, îngustă. Decorul simplu este format din brâuri vegetale auriculare. | Muzeul Național Brukenthal, Sibiu                          | Cimec    |
|      | Pahar cu soclu Autor: Hetzeldorffer, Georg | Datare: 1656 Școală: Atelier medieșan Descoperit: Sibiu Material: aur; argint | Corpul cilindric este ușor evazat înspre gură; soclul cilindric pornește sub o „despicătură” ondulată și se sprijină pe o talpă circulară plată, îngustă. Decorul simplu este format din brâuri vegetale auriculare. | Muzeul Național Brukenthal, Sibiu                          | Cimec    |
|      | Vârf de steag Autor: Johannes Friedrich II | Datare: 1650; 1663 Școală: Atelier sibian Descoperit: Sibiu Material: aur; argint | Placă cu formă lanceolată, gravată cu inscripție (care îndeplinește și un rol decorativ), anul „1650” și însemnele breslei; la bază este aplicat un ornament floral stilizat decupat în argint. Această placă a fost montată mai târziu într-un suport cilindric cu glob în vârf, executat din argint, pe care este ștanțată de două ori sigla meșterului argintar sibian, atestat din anul 1663. | Muzeul Național Brukenthal, Sibiu                          | Cimec    |
|      | Brățară | Datare: secolele XVII - XVIII Școală: Atelier transilvănean Descoperit: Sibiu Material: argint; 12 pietre semiprețioase (almandine/granate) | Brățara nu păstrează toate componentele originale, fiind formată din șase rozete din argint aurit, din care trei au un model asemănător unei perechi de cercei renascentiști din colecțiile Muzeului Național Brukenthal (T. 215 și T.218), o a patra rozetă are doar câteva elemente comune cu piesele menționate anterior, iar alte două sunt adăugate ulterior (înlocuindu-le probabil pe cele lipsă). | Muzeul Național Brukenthal, Sibiu                          | Cimec    |
|      | Închizătoare de corset | Datare: secolul XVIII Școală: Atelier transilvănean Descoperit: Sibiu Material: aur; argint; 1 piatră incoloră | Pafta formată din două piese semisferice, decorate prin turnare cu o imitație de filigran perlat și bordură de flori stilizate de crin; în centrul celor două piese este montată câte o piatră incoloră (inițial probabil au fost pietre semiprețioase). | Muzeul Național Brukenthal, Sibiu                          | Cimec    |
|      | Nasture | Datare: secolul XVIII Școală: Atelier transilvănean Descoperit: Sibiu Material: aur; argint | Formă ovoidală, spiralată, hașurată cu motivul penei, iar în vârf cu o floare cu petale duble. | Muzeul Național Brukenthal, Sibiu                          | Cimec    |
|      | Ac | Datare: secolul XVIII Școală: Atelier transilvănean Descoperit: Sibiu Material: aur; argint; 1 turcoaz, 4 sticle roșii | Formă ovoidală, pe care este aplicată o plăcuță turnată cu motive vegetale și sunt montate un turcoaz și patru sticle roșii. | Muzeul Național Brukenthal, Sibiu                          | Cimec    |
|      | Inel | Datare: secolul XVIII Școală: Atelier transilvănean Descoperit: Sibiu Material: aur; 1 turcoaz; email | Inel feminin, în stil baroc, decorat cu un caboșon din turcoaz și două perle din metal prețios, înconjurate fiecare de petale florale colorate cu email pictural; veriga inelului este turnată cu motive vegetale sinuoase în relief. | Muzeul Național Brukenthal, Sibiu                          | Cimec    |
|      | Ac | Datare: secolul XVIII Școală: Atelier transilvănean Descoperit: Bunești Material: argint; 6 turcoaze | Formă florală semisferică, cu rozeta formată din șase turcoaze montate în jurul unei perle din argint, iar pe verso petale hașurate alternativ în zigzag. | Muzeul Național Brukenthal, Sibiu                          | Cimec    |
|      | Cordon | Datare: secolul XVIII Școală: Atelier transilvănean Descoperit: Brașov Material: alamă; tablă de fier; 7 sticle roșii; 6 sticle verzi; catifea albastră-cenușie; bordură din șnur de lână                                                                                          | Cingătoare de tipul "Mainz", cu cele două plăcuțe mari, articulate, ale închizătorii turnate și decupate cu motive florale în relief, care se prind la capetele exterioare în câte un cârlig în formă de cap de delfin. Pe brâul din catifea albastră-cenușie sunt aplicați 12 butoni mari din argint, ajurați și decorați alternativ cu câte o sticlă verde și roșie; o altă sticlă roșie este montată separat, pe clapa din argint a lănțișorului. | Muzeul Național Brukenthal, Sibiu                          | Cimec    |
|      | Ac | Datare: secolul XVIII Școală: Atelier transilvănean Descoperit: Sibiu Material: alamă; 4 sticle roșii; email | Formă de floare, cu petale formate din trei sticle roșii montate pe un disc din alamă și un pistil cu o a patra sticlă roșie montată în vârf, înconjurată de mici petale verzi. | Muzeul Național Brukenthal, Sibiu                          | Cimec    |
|      | Ac | Datare: secolul XVIII Școală: Atelier transilvănean Descoperit: Sbiu Material: alamă; 3 sticle roșii (a 4-a lipsește); email | Formă de floare, cu petale formate din trei sticle roșii montate pe un disc din alamă și un pistil cu o a patra sticlă roșie montată în vârf (lipsă), înconjurată de mici petale verzi alternate cu petale roșii, emailate. | Muzeul Național Brukenthal, Sibiu                          | Cimec    |
|      | Pandantiv Autor: Necunoscut | Datare: a doua jumătate a secolului al XVIII-lea Școală: Atelier transilvănean Descoperit: Sibiu Material: metal comun (alamă); 4 olivine (peridote); 1 sticlă roșie; 2 perle | Pandativ din metal comun, turnat în formă de fundă, în mijlocul căreia este montată o sticlă roșie; plăcuța perforată care atârnă, prinsă într-un inel, este decorată cu 4 olivine (peridote) și 2 perluțe naturale. | Muzeul Național Brukenthal, Sibiu                          | Cimec    |
|      | Broșă Autor: Necunoscut | Datare: a doua jumătate a secolului al XVIII-lea Școală: Atelier transilvănean Descoperit: Sibiu Material: aur; argint; email; 1 sticlă roșie; 4 olivine (peridote), 4 perle de cultură                                                                                            | Broșă formată dintr-o plăcuță patrată, perforată cu motive vegetale stilizate, în care sunt montate simetric 1 sticlă roșie, 4 olivine și 4 perluțe de cultură. | Muzeul Național Brukenthal, Sibiu                          | Cimec    |
|      | Purtarea Crucii Autor: Necunoscut | Datare: 1642 Școală: Atelier transilvănean Descoperit: Brașov Material: aur; cupru | Placa de cupru a fost destinată să facă parte din ferecătura unui Evangheliar, dar aparent nu a fost finalizată (vezi capetele de soldați schițate din fața crucii purtate de Isus, precum și deteriorările plăcii produse probabil încă din timpul ciocăniri scenei reprezentate). Tema scenei face parte din ciclul Patimilor lui Isus, "Purtarea Crucii" (denumită și "Via Crucis") și este reprodusă narativ după un model comun cu al unei cahle din colecțiile Muzeului Național din Wroclaw / Breslau, Polonia (fostul Das Schesischen Museum). (Nu este clar dacă data și inițialele din inscripție îl reprezintă pe comanditar sau pe meșterul aurar.) | Muzeul Național Brukenthal, Sibiu                          | Cimec    |
|      | Ceașcă polilobă Autor: Renner Georg | Datare: al doilea sfert al secolului al XVII-lea Școală: Atelier sibian Descoperit: Brașov Material: aur; argint | Ceașcă polilobă (folosită pentru degustarea vinului), prevăzută cu două tortițe laterale în formă de vrejuri. În medalionul central se reliefează un vultur cu aripile deschise, înconjurat de o ghirlandă vegetală; pereții lobați sunt decorați cu frunze de acant. Marcă de meșter: GRG; datarea din inscripție (17 Nov. 1693) este mai târzie. | Muzeul Național Brukenthal, Sibiu                          | Cimec    |
|      | Ceașcă polilobă Autor: Necunoscut | Datare: a doua jumătate a secolului al XVII-lea Școală: Atelier transilvănean Descoperit: Cisnădie Material: aur; argint | Ceașcă polilobă (folosită pentru degustarea vinului), prevăzută cu două tortițe laterale în formă de vrejuri. Decor vegetal stilizat. | Muzeul Național Brukenthal, Sibiu                          | Cimec    |
|      | Ceașcă polilobă Autor: Lörintz Stephan | Datare: sfârșitul secolului al XVII-lea - începutul secolului al XVIII-lea Școală: Atelier sibian Descoperit: Sibiu Material: argint | Ceașcă polilobă (folosită pentru degustarea vinului), prevăzută cu două tortițe laterale în formă de vrejuri; decor vegetal stilizat. (Pe eticheta veche se menționează: "Einer Zunft gehörig?"). | Muzeul Național Brukenthal, Sibiu                          | Cimec    |
|      | Pahar cu picior Autor: Necunoscut | Datare: ultimul sfert al secolului al XVII-lea Școală: Atelier brașovean? Descoperit: Sibiu Material: aur; argint | Formă și decor simple, dar elegante: cupă conică alungită, nod piriform, picior tronconic pornind direct dintr-o talpă circulară ușor bombată, ornamentate cu brâuri de frunze stilizate, aurite. | Muzeul Național Brukenthal, Sibiu                          | Cimec    |
|      | Pahar cu picior Autor: Brölff Paul II | Datare: 1678 Școală: Atelier sibian Descoperit: Sibiu Material: aur; argint | Formă și decor simple, dar elegante: cupă conică alungită, nod compus din vrejuri sinuoase de argint, picior tronconic pornind direct dintr-o talpă circulară ușor bombată, ornamentate cu brâuri de frunze stilizate, aurite. Inscripția de pe pahar menționează numele donatorului paharului Vecinătății "Hundsrücken" din Sibiu, în anul 1678, și anume al meșterul aurar Paul Brelfft (Brölfft), fără îndoială autor al piesei. La moartea aurarului în anul 1713, inscripția de pe piatra sa de mormânt îl menționează ca patrician și centumvir sibian. | Muzeul Național Brukenthal, Sibiu                          | Cimec    |
|      | Potir Autor: Necunoscut | Datare: 1711 Școală: Atelier sibian Descoperit: Sibiu Material: aur; argint | Potir-pahar (Kelchbecher) de mici dimensiuni, având cupa cilindrică, curbată la bază, nod piriform, picior și talpă polilobe, ornamentate cu motive vegetale stilizate. | Muzeul Național Brukenthal, Sibiu                          | Cimec    |
|      | Pahar cu soclu Autor: Johann Hermann I, alias Stuckart                                                                                        | Datare: 1656 Școală: Atelier sibian Descoperit: Sibiu Material: aur; argint | Pahar de vecinătate (ajuns în posesia vecinătății „Saggasse” din Sibiu, de la care a fost cumpărat de bijutierul sibian Ludwig; anterior fusese al vecinătății „Pfarres-Mühl” din Sibiu, după cum rezultă din inscripție), ștanțat cu sigla meșterului sibian: IH 46. O ghirlandă aurită - de volute vegetale stilizate - se desfășoară sub buză, iar la baza corpului cilindric al paharului este reliefată și aurită imaginea unei vulpi în trei ipostaze, alternând cu câte un arbust. Soclul paharului este decorat cu mici volute stilizate, aurite. | Muzeul Național Brukenthal, Sibiu                          | Cimec    |
|      | Pahar cu soclu Autor: Necunoscut | Datare: mijlocul secolului al XVII-lea Școală: Atelier transilvănean Descoperit: Sibiu Material: aur; argint | Pahar de vecinătate, de tipul paharelor cu soclu (ajuns în posesia vecinătății „Saggasse” din Sibiu, de la care a fost cumpărat de bijutierul sibian Ludwig; anterior fusese al vecinătății „Rosen Anger” din Sibiu, după cum rezultă din inscripție). Reminiscențe ale ornamenticii Renașterii târzii le regăsim în bordura de volute vegetale stilizate de sub buză și brâurile cu motive vegetale dispuse de o parte și de alta a "despicăturii" ondulate a soclului, realizate însă foarte schematic. | Muzeul Național Brukenthal, Sibiu                          | Cimec    |
|      | Pahar cu soclu Autor: Birthelmer Hans I, alias Repser Senior                                                                                  | Datare: al doilea sfert al secolului al XVII-lea Școală: Atelier brașovean Descoperit: Sibiu Material: aur; argint | Pahar de vecinătate, de tipul paharelor cu soclu, decorat cu o bordură aurită de volute vegetale sub buză și o scenă de vânătoare pe soclu (o căprioară urmărită de un câine de vânătoare, printre niște copaci). | Muzeul Național Brukenthal, Sibiu                          | Cimec    |
|      | Sfeșnic Autor: A.S | Datare: sfârșitul secolului al XIX-lea Școală: Atelier central-european Descoperit: Sibiu Material: argint | Piesă descoperită cu ocazia demolării Fabricii "13 Decembrie" din Sibiu în anul 1964, ascunsă împreună cu alte piese de argintărie de masă în podul clădirii (tot lotul de piese găsit acolo a fost predat Muzeului Brukenthal de către de organele de poliție). Inscripția gravată pe sfeșnic dezvăluie numele proprietarului din Sibiu (fabrica de pielărie a fost deținută în perioada interbelică, până la naționalizare, de Artenie Brașoveanu) și intenția acestuia de a dona piesa în anul 1944 (probabil unei biserici sau mănăstiri), fapt ce nu s-a mai întâmplat însă în acea perioada istorică tulbure. Piciorul și talpa sfeșnicului sunt turnate împreună, în formă de clopot, și sunt gravate cu motive vegetale stilizate. (Sfeșnicul urmează să fie restaurat.) | Muzeul Național Brukenthal, Sibiu                          | Cimec    |
|      | Pahar cu soclu Autor: Johann Hermann I, alias Stuckart                                                                                        | Datare: 1648 Școală: Atelier sibian Descoperit: Sibiu Material: aur; argint | Pahar "cu soclu", care prin destinația sa a fost și un "pahar de vecinătate". Pe soclu este reliefată (prin tehnica ciocănirii "au repoussé") o scenă de vânătoare, cu doi câini urmărind printre arbori un cerb; sub buza paharului se desfășoară o bordură de volute mari din benzi răsucite sul și flori. Pe piesă este ștanțată sigla de meșter (lizibilă parțial): IH [46] (Johann Hermann I, alias Stuckart, activ la Sibiu între anii 1646 – m. 1662). | Muzeul Național Brukenthal, Sibiu                          | Cimec    |
|      | Pahar cu soclu Autor: Necunoscut | Datare: 1654 Școală: Atelier sibian Descoperit: Sibiu Material: aur; argint | Pahar "cu soclu", care prin destinația sa a fost și un "pahar de vecinătate". O bordură vegetală lată, de frunze și legume, se desfășoară sub buza ușor evazată a paharului, iar la baza cilindrică a acestuia, deasupra despicăturii soclului, se profilează păsări (un șoim și o rață sălbatică). Soclul este decorat cu motivul palmetei și al scoicii stilizate. | Muzeul Național Brukenthal, Sibiu                          | Cimec    |
|      | Pahar "piele de șarpe" Autor: Necunoscut | Datare: a doua jumătate a secolului al XVII-lea Școală: Atelier german (Augsburg) Descoperit: Sibiu Material: aur; argint | Pahar ușor conic, cu peretele incizat cu motivul „pielii de șarpe” sau al „pielii de rechin” (tip de pahar cunoscut în literatura de specialitate sub decumirile: "Schlangenhauptbecher" / "Fischhauptbecher" / "Schwitzbecher"). Mărci ștanțete pe talpă (marca orașului Augsburg și o marca cu un rechin, neidentificată). | Muzeul National Brukenthal - Sibiu, Sibiu                  | Cimec    |
|      | Pahar "piele de șarpe" Autor: Thomas Melchior                                                                                                 | Datare: ultimul sfert al secolului al XVII-lea Școală: Atelier brașovean Descoperit: Cincu Mare Material: aur; argint | Pahar ușor conic, cu peretele incizat cu motivul „pielii de șarpe” sau al „pielii de rechin” (tip de pahar cunoscut în literatura de specialitate sub decumirile: "Schlangenhauptbecher" / "Fischhauptbecher" / "Schwitzbecher"). | Muzeul National Brukenthal - Sibiu, Sibiu                  | Cimec    |
|      | Pahar Autor: Johann Schuster Clos Aurifaber; Joh. Ongert Aurifaber                                                                            | Datare: 1694 Școală: Atelier sibian Descoperit: Sibiu Material: aur; argint | Pahar al Frăției calfelor de croitori ("Der Schneider Bruderschaft"). Fără siglă de meșter; din inscripție rezultă că autorii piesei sunt staroștii calfelor de aurari: Johann Schuster Clos Aurifaber și Joh. Ongert Aurifaber (Johann Ongert II, activ ca meșter la Sibiu între anii 1701–1734). Cupa cilindrică, boselată la bază și ușor evazată înspre gură, este sprijinită pe trei piciorușe în formă de frunze arcuite. | Muzeul National Brukenthal - Sibiu, Sibiu                  | Cimec    |
|      | Crucifix Autor: Necunoscut | Datare: 1747 Școală: Atelier transilvănean Descoperit: Sibiu Material: argint; lemn | Crucifix de altar, cu statueta lui Isus răstignit și ornamente din argint montate pe suport de lemn. | Muzeul National Brukenthal - Sibiu, Sibiu                  | Cimec    |
|      | Potir Autor: Necunoscut | Datare: 1770 Școală: Atelier transilvănean Material: cositor | Cupa scundă, evazată înspre buză; fus cu un nod mare sferic și alte patru noduri mai mici, de formă sferică turtită; talpă mare circulară. | Muzeul National Brukenthal - Sibiu, Sibiu                  | Cimec    |
|      | Sfeșnic;cult Autor: Necunoscut | Datare: al doilea sfert al secolului al XIX-lea Școală: Atelier transilvănean Descoperit: Sibiu Material: argint; alamă; chihlimbar vișiniu | Talpă triunghiulară din alamă, sprijinită pe trei piciorușe din chihlimbar în formă de bostan; fus din chihlimbar în montură de argint; cupa cilindrică a suportului lumânării este ornamentată cu motive vegetale stilizate decupate și prevăzută cu o farfurioară detașabilă pentru ceara topită a lumânării. | Muzeul National Brukenthal - Sibiu, Sibiu                  | Cimec    |
|      | Sfeșnic; cult Autor: Necunoscut | Datare: al doilea sfert al secolului al XIX-lea Școală: Atelier transilvănean Descoperit: Sibiu Material: argint; alamă; chihlimbar vișiniu | Talpă triunghiulară din alamă, sprijinită pe trei piciorușe din chihlimbar în formă de bostan; fus din chihlimbar în montură de argint; cupa cilindrică a suportului lumânării este ornamentată cu motive vegetale stilizate decupate și prevăzută cu o farfurioară detașabilă pentru ceara topită a lumânării. | Muzeul National Brukenthal - Sibiu, Sibiu                  | Cimec    |
|      | Potir Autor: Necunoscut | Datare: ultimul sfert al secolului al XVIII-lea Școală: Atelier transilvănean Descoperit: Sibiu Material: cositor | Cupa largă, înaltă, ușor evazată înspre buză; fus cu un nod mare sferic și alte două noduri mai mici; talpă tronconică. Decor cu flori stilizate și brâuri de liniuțe în zigzag incizate. | Muzeul National Brukenthal - Sibiu, Sibiu                  | Cimec    |
|      | Potir Autor: Necunoscut | Datare: ultimul sfert al secolului al XVIII-lea Școală: Atelier transilvănean Descoperit: Sibiu Material: cositor | Cupa cilindrică înaltă, ușor evazată înspre buză; fus cu două imitații de nodi; talpă semisferică. | Muzeul National Brukenthal - Sibiu, Sibiu                  | Cimec    |
|      | Pocal Autor: CP | Datare: primul sfert al secolului al XIX-lea Școală: Atelier german Descoperit: Sibiu Material: aur; argint | Pocal al breslei franzelarilor, cu inscripție și blazonul breslei gravate și aurite.(Marca de calitate a argintului "13" ștanțată alături de sigla meșterului "CP".) | Muzeul National Brukenthal - Sibiu, Sibiu                  | Cimec    |
|      | Pocal Autor: CP | Datare: primul sfert al secolului al XIX-lea Școală: Atelier german Descoperit: Sibiu Material: aur; argint | Pocal al breslei franzelarilor, cu inscripție și blazonul breslei gravate și aurite.(Marca de calitate a argintului "13" ștanțată alături de sigla meșterului "CP".) | Muzeul National Brukenthal - Sibiu, Sibiu                  | Cimec    |
|      | Sfeșnic Autor: PG | Datare: 1815 Școală: Atelier german Descoperit: Sibiu Material: argint | Sfeșnic de masă dintr-un set de două piese, decorat cu protome de leu pe nodul cubic și borduri de frunze stilizate (pe talpa circulară, pe suportul și farfurioara cupei sfeșnicului). | Muzeul National Brukenthal - Sibiu, Sibiu                  | Cimec    |
|      | Sfeșnic Autor: PG | Datare: 1815 Școală: Atelier german Descoperit: Sibiu Material: argint | Sfeșnic de masă dintr-un set de două piese, decorat cu protome de leu pe nodul cubic și borduri de frunze stilizate (pe talpa circulară, pe suportul și farfurioara cupei sfeșnicului). | Muzeul National Brukenthal - Sibiu, Sibiu                  | Cimec    |
|      | Pahar jubiliar Autor: BNR | Datare: 1830 Școală: Atelier vienez Descoperit: Sibiu Material: argint; sticlă | Pahar jubiliar, compus dintr-un pahar de sticlă, cu capac și suport din argint, sprijinit pe o farfurioară din argint. Pe farfurioară este ștanțată marca orașului Viena "A" (Alt Wien) cu data "1830" și titlul argintului de "13" loți, însoțită de sigla meșterului BNR; pe bordura farfurioarei este gravată o inscripție dedicată aniversării, în anul 1831, a 50 de ani de activitate a parohului și profesorului Johann Fieltsch. | Muzeul National Brukenthal - Sibiu, Sibiu                  | Cimec    |
|      | Pocal jubiliar Autor: Necunoscut | Datare: 1832 Școală: Atelier vienez Descoperit: Sibiu Material: sticlă; vopsea | Imitând stilul pocalelor de sticlă din Bohenmia, pocalul vienez este realizat din sticlă transparentă, cu talpa în formă de floare și fațetele cupei pictate în nuanțe de albastru, negru, roz, mov și chihlimbar, peste care sunt gravate și șlefuite motive decorative diverse. Mențiune în registrul vechi de inventar: Auf einen im Pokal aufbewahrten Zettel wird angeben: „Dieser Pokal hat geschenkt der K.K. rechts Akademie in Hermannstadt der gewesene Professor dieser Lehranstall. In D.or. Josef Grimm, 17 / 12. 1850 wird eigravirt”. | Muzeul National Brukenthal - Sibiu, Sibiu                  | Cimec    |
|      | Capac de pocal jubiliar Autor: FM | Datare: 1832 Școală: Atelier vienez Descoperit: Sibiu Material: cositor | Capacul din argint (al paharului jubiliar din sticlă cu nr. inv. T. 171) este decorat cu două brâuri de motive vegetale dispuse în ghirlande și un buton în forma unui uliu. În interiorul capacului este ștanțată marca orașului Viena, cu titlul argintului și data: "A. 13 / 1832", însoțită de sigla meșterului argintar neidentificat: "FM". | Muzeul National Brukenthal - Sibiu, Sibiu                  | Cimec    |
|      | Farfurie-suport a pocalului jubiliar Autor: FM                                                                                                | Datare: 1832 Școală: Atelier vienez Descoperit: Sibiu Material: cositor | Farfuria din argint (a paharului jubiliar din sticlă cu nr. inv. T. 171) alternează pe bordura lată ornamente decupate cu fluturi, motive vegetale stilizate și harpe. Pe partea exterioară a tîlpii este ștanțată marca orașului Viena, cu titlul argintului și data: "A. 13 / 1832", însoțită de sigla meșterului argintar neidentificat: "FM". | Muzeul National Brukenthal - Sibiu, Sibiu                  | Cimec    |
|      | Teacă de pumnal, cu sigiliu atașat Autor: PS                                                                                                  | Datare: al doilea sfert al secolului al XVII-lea Școală: Atelier sibian Descoperit: Sibiu Material: aur; argint; 4 turcoaze albastre; 2 turcoaze verzi; 4 pietre roșii; 1 piatră verde; 1 sticlă incoloră                                                                          | Teacă de pumnal, de inspirație orientală, formată din două învelișuri din argint; cel exterior, aurit, este încrustat cu turcoaze și decupat cu motive vegetale stilizate. De teaca sunt atașate - prin câte un inel - un sigiliu și o imitație de sigiliu, decorativă, în forma unui minibust cu turban, încrustat cu pietricele semiprețioase. | Muzeul National Brukenthal - Sibiu, Sibiu                  | Cimec    |
|      | Pocal jubiliar Autor: Necunoscut | Datare: începutul anilor 1920' Școală: Atelier central-european Descoperit: Sibiu Material: aur; argint | Pocal jubiliar, cu picior tronconic scund și cupă ovoidală înaltă, decorată cu un brâu lat de frunze de stejar. Cupa pocalului este aurită în interior. Pe cupă este gravată inscripția jubiliară din anul 1926. | Muzeul National Brukenthal - Sibiu, Sibiu                  | Cimec    |
|      | Pocal jubiliar Autor: HL | Datare: al treilea sfert al secolului al XIX-lea Școală: Atelier central-european Descoperit: Sibiu Material: aur; argint | Pocal jubiliar, cu picior tronconic scund, cupa înaltă și capac. Decor bogat cu ghirlande de frunze. Pe cupă sunt gravate două inscripții, una în anul 1873, cealaltă ulterioară. | Muzeul National Brukenthal - Sibiu, Sibiu                  | Cimec    |
|      | Amforă jubiliară Autor: Necunoscut | Datare: al doilea deceniu al secolului al XIX-lea Școală: Atelier central-european Descoperit: Sibiu Material: metal; argint | Vas jubiliar în formă de amforă, decorat cu un brâu de trandafiri. Inscripția menționează aniversarea a 60 de ani de la înființarea Societății corale “Concordia” din București (1858-1918). | Muzeul National Brukenthal - Sibiu, Sibiu                  | Cimec    |
|      | Pocal jubiliar Autor: Necunoscut | Datare: 1863 Școală: Atelier vienez Descoperit: Sibiu Material: argint | Pocal cu capac, ornamentat cu frunze de stejar și stema Sibiului. Pe piesă este ștanțată marca orașului Viena (A), calitatea argintului (13 loți) și datarea (1863). | Muzeul National Brukenthal - Sibiu, Sibiu                  | Cimec    |
|      | Diademă Autor: Necunoscut | Datare: ca. 1800 Școală: Atelier transilvănean Descoperit: Sibiu Material: aur; argint | Diademă / bandă de păr (Haarspange) realizată din argint aurit. Descoperită în 1853 în mormintele din Biserica ev. din Sibiu. | Muzeul National Brukenthal - Sibiu, Sibiu                  | Cimec    |
|      | Brățară Autor: Necunoscut | Datare: secolul al XVIII-lea Școală: Atelier transilvănean Descoperit: Sibiu Material: argint; email (bleu, albastru închis, alb, verde); pietre prețioase (28 almandine, 7 perle mari, 27 perle mijlocii [+ 1 lipsă!])                                                            | Brățara este alcătuită din 7 plăcuțe - fiecare în forma corolei unei flori -, decorate cu pietre semiprețioase și email pictural; plăcuțele sunt legate între ele cu verigi din argint aurit. | Muzeul National Brukenthal - Sibiu, Sibiu                  | Cimec    |
|      | Cruciulița unui rozariu Autor: Necunoscut | Datare: al doilea sfert al secolului al XIX-lea Școală: Atelier german Descoperit: Sibiu Material: argint; porțelan; 2 granate; 2 sticle roșii; lemn | Cruciuliță (-relicvar?) - provenind de la un rozariu care nu se mai păstrează -, realizată din filigran de argint, de tipul celor produse în renumitul centru german Schwäbisch Gmünd, între ca. 1820-1850. Brațele filigranate din argint ale crucii cuprind în interior o bucată de lemn (presupus - in registrul vechi de inventar - a proveni din Sf. Cruce, dar care poate fi și un suport pentru ornamenția inițială cu pietre semiprețioase). Partea frontală este decorată cu un medalion rotund din porțelan pictat cu un bust de înger, sub care este aplicat pe brațul vertical al crucii un granat mare, în formă de lacrimă. Pe avers, au fost aplicate pietre roșii, din care se mai păstrează un granat și două sticle roșii. | Muzeul National Brukenthal - Sibiu, Sibiu                  | Cimec    |
|      | Brățară | Datare: 1830 Școală: Atelier german Descoperit: Sibiu Material: aur; păr | Brățară împletită din păr feminin, cu închizătoare din aur - decorată cu figura unui amoraș. | Muzeul National Brukenthal - Sibiu, Sibiu                  | Cimec    |
|      | Brățară Autor: Necunoscut | Datare: a doua jumătate a secolului XVII Școală: Atelier transilvănean Descoperit: Sibiu Material: aur; argint; 3 pietre sticlă roșie; emailuri | Formă și ornamentație în stil renascentist târziu. | Muzeul National Brukenthal - Sibiu, Sibiu                  | Cimec    |
|      | Broșă Autor: Necunoscut | Datare: prima jumătate a secolului al XIX-lea Școală: Atelier transilvănean Material: argint; | Broșă sau insignă, probabil a unei asociații viticole, decorată cu stema stilizată a Transilvaniei (acvila, cele șapte turnuri, soarele și luna), iar central cu struguri, frunze și vrejuri de vie. | Muzeul National Brukenthal - Sibiu, Sibiu                  | Cimec    |
|      | Medalion Autor: Necunoscut | Datare: ca. 1800 Școală: Atelier central-european Descoperit: Sighișoara Material: argint; sticlă | Medalion oval, din sticlă colorată, în montură din argint în formă de șnururi răsucite; partea frontală reproduce o figură feminină, într-o rochie elegantă și cu o pălărie cu pană, iar pe verso, figura unui bărbat, cu veston până la genunchi și pălărie neagră (după moda secolului al XVIII-lea). | Muzeul National Brukenthal - Sibiu, Sibiu                  | Cimec    |
|      | Inel | Datare: Sec. XVII-XVIII Școală: Atelier vienez Descoperit: Sibiu Material: argint; turnat; aurit; carmeol | Inelul cu veriga și montura din argint aurit; chaton de forma unei rame eliptice, cu gemă din carneol roșu, cu suprafața plană gravată cu efigia (atribuită) poetului Homer. | Muzeul Național Brukenthal, Sibiu                          | Cimec    |
|      | Inel | Datare: Sec. XVII-XVIII Școală: Atelier vienez Descoperit: Sibiu Material: argint; turnat; aurit; agat | Inel cu veriga și montura din argint aurit; chanton în forma unei rame eliptice, cu gemă din agat coraille, gravată pe suprafața plată cu figura atletică a lui Achilles. | Muzeul Național Brukenthal, Sibiu                          | Cimec    |
|      | Inel | Datare: Sec. XVIII; (gema: sec. III-IV e.n.) Școală: Atelier vienez Descoperit: Sibiu Material: argint; turnat; aurit; jasp | Inel cu verigă și montură din argint; chaton eliptic cu gemă din jasp gălbui gravată pe suprafața plană cu zeița Fortuna (așezată înspre dreapta, pe un scaun fără spătar, ținând în mâna dreaptă un corn al abundenței, iar cu mâna stângă întinsă înspre un adorator îngenuncheat la picioarele ei). | Muzeul Național Brukenthal, Sibiu                          | Cimec    |
|      | Inel | Datare: sfârșitul sec. XVIII - începutul sec. XIX Școală: Atelier vienez Descoperit: Sibiu Material: metal comun; opal | Inel cu veriga și montura din metal comun; chanton eliptic, cu gemă din opal alb-gălbui, pe suprafața căruia este gravat un blazon modern, cu scut spaniol (portugez sau flamand). | Muzeul Național Brukenthal, Sibiu                          | Cimec    |
|      | Inel | Datare: sec. XVI-XVII Școală: Atelier vienez Descoperit: Sibiu Material: argint; aurit; onix | Inel cu verigă și montură din argint; chanton eliptic, cu gemă din onix, cu suprafața plană gravată cu Mucius Scaevola, în echipament militar, poziționat înspre dreapta, sprijinindu-se în mâna dreaptă într-o lance de tip medieval, iar mâna sa stângă sacrificând-o în flăcările de pe un altar votiv. | Muzeul Național Brukenthal, Sibiu                          | Cimec    |
|      | Tavă | Datare: Sec. XIX Școală: Atelier vienez Descoperit: Sibiu Material: argint; turnat; ciocănit „au repoussé”; gravat | Tavă ovală, cu bordură bombată, terminată într-un cap de delfin și decor cu frunze de acant stilizate. | Muzeul Național Brukenthal, Sibiu                          | Cimec    |
|      | Patenă | Datare: 1692 Școală: Atelier sibian Descoperit: Sibiu Material: aur; argint | Formă circulară, cu fundul ușor adâncit. | Muzeul Național Brukenthal, Sibiu                          | Cimec    |
|      | Farfurie Autor: PS; AH | Școală: Atelier vienez Descoperit: Sibiu Material: argint | Set de 12 farfurii, identice ca formă și mărime - cu bordura în acoladă (5 dintre ele poartă sigla meșterului PS și anul 1743, iar 7 au ștanțate sigla meșterului AH și anul 1774). Pe fiecare farfurie este gravat blazonul familiei proprietarului (scut cu o sirenă, sub o coroană baronială). Cele două tipuri de inscripții redau inițialele proprietarului IBMF, la prima sa căsătorie din anul 1751 si apoi la cea de a doua, din anul 1774 (când probabil a fost și comanditar, fiindcă data din inscripție coincide cu data pe care a ștanțat-o și meșterul pe piesă). | Muzeul Național Brukenthal, Sibiu                          | Cimec    |
|      | Pocal Autor: K & U | Datare: ultima treime a secolului al XIX-lea Școală: Atelier vienez Descoperit: Sibiu Material: aur; argint | Decor cu frunze de acant, dispuse într-un brâu lat pe talpă și formând un medalion „rocaille” pe cupă. (Cupa și piciorul pocalului, găsite rupte în timpul demolării Fabricii „13 Decembrie” și inventariate separat, au fost reasamblate în urma restaurării făcute.) | Muzeul Național Brukenthal, Sibiu                          | Cimec    |
|      | Pahar jubliliar Autor: VAC | Datare: 1898 Școală: Atelier vienez Descoperit: Sibiu Material: argint | Pahar jubiliar realizat cu ocazia împlinirii a 50 de ani de domnie a Împăratului Franz Joseph I. Panglicele coroanei imperiale și o ghirlandă de crenguțe de lauri încadrează inițialelele reliefate ale numelui împăratului și anii aniversați. | Muzeul Național Brukenthal, Sibiu                          | Cimec    |
|      | Pocal cu capac | Datare: sfârștul secolului al XIX-lea Școală: Atelier central-european Descoperit: Sibiu Material: aur; argint | Formă sinuoasă și ornamentație bogată, de inspirație Rococo. (Pe piesă sunt ștanțate 5 mărci de calitate a argintului.) | Muzeul Național Brukenthal, Sibiu                          | Cimec    |
|      | Pahar cu soclu Autor: Baussnert, Hannes | Datare: 1635 Școală: Atelier sibian Descoperit: Sibiu Material: aur; argint | Pahar „de vecinătate”, de tipul paharelor cu soclu (germ. „Sockelbecher”). O bordură amplă de volute vegetale gravate și aurite îmbracă buza larg deschisă a paharului, cu monede false intercalate din loc în loc (care reprezintă profilul unui sultan, împărat și respectiv, al unui un principe). Un brâu stilizat și mult mai îngust de volute se desfășoară de ambele părți ale despicăturii ondulate a soclului paharului. | Muzeul Național Brukenthal, Sibiu                          | Cimec    |
|      | Pahar cu soclu Autor: Melchior, Hermann, zis Stuckart                                                                                         | Datare: 1642 Școală: Atelier sibian Descoperit: Sibiu Material: aur; argint | Pahar de breaslă, de tipul paharelor cu soclu, decorat cu volute mari sub buză, „despicătura” ondulată încadrată între două brâuri de volute stilizate, iar pe talpa bombată se înșiruie un rând de ove alungite. Blazonul comanditarului (un înger deasupra unui scut) este gravat într-un medalion rotund, marcat de o ghirlandă de frunze de măslin. | Muzeul Național Brukenthal, Sibiu                          | Cimec    |
|      | Pahar cu soclu Autor: Fleischer, Simon alias Brenner                                                                                          | Datare: mijlocul secolului al XVII-lea Școală: Atelier sibian Descoperit: Sibiu Material: aur; argint | Pahar de vecinătate, de tipul paharelor cu soclu, decorat sub buză cu o bordură lată, aurită, de volute auriculare; de o parte și alta a despicăturii ondulate a soclului se desfășoară o mică bordură vegetală stilizată. | Muzeul Național Brukenthal, Sibiu                          | Cimec    |
|      | Pahar cu soclu Autor: Melchior, Hermann, zis Stuckart                                                                                         | Datare: 1646 Școală: Atelier sibian Descoperit: Sibiu Material: aur; argint | Pahar de vecinătate, de tipul paharelor cu soclu. Decor elegant prin simplitatea sa: la baza și în partea superioară a soclului, precum și deasupra „despicăturii” se desfășoară câte un brâu îngust de volute; sub buză, o bordură de volute din frunze de acant, care alternează cu mănunchiuri de fructe. | Muzeul Național Brukenthal, Sibiu                          | Cimec    |
|      | Pahar cu soclu Autor: Hermann I, Johann, zis Stuckart                                                                                         | Datare: 1650 Școală: Atelier sibian Descoperit: Sibiu Material: aur; argint | Pahar de vecinătate, de tipul paharelor cu soclu. Deasupra „despicăturii” ondulate a soclului se desfășoară (în tehnica ciocănirii „au repoussé”) o scenă de vânătoare – doi câini de vânătoare urmărind printre arbori o căprioară. Un brâu de volute mari, formate din vrejuri și frunze viguroase, se modelează sub buză. | Muzeul Național Brukenthal, Sibiu                          | Cimec    |
|      | Pahar Autor: Schnell, Peter I | Datare: 1651 Școală: Atelier sibian Descoperit: Sibiu Material: aur: argint | Pahar cilindric, ușor evazat înspre gură, incizat pe tot peretele cu motivul „pielii de rechin”. Inscripția de sub buză (inițiale comanditarului și anul) încadrează un blazon - fără scut - reprezentând un braț, orientat cu mâna în care ține o pană înspre dreapta. | Muzeul Național Brukenthal, Sibiu                          | Cimec    |
|      | Pahar Autor: Schuller, Hans | Datare: mijlocul secolului al XVII-lea Școală: Atelier sibian Descoperit: Sibiu Material: aur: argint | Pahar cilindric, ușor evazat înspre gură, cu peretele incizat cu motivul „pielii de rechin”. Inscripție cu inițialele comanditarului, gravate într-un medalion ghirlandă. | Muzeul Național Brukenthal, Sibiu                          | Cimec    |
|      | Pahar | Datare: a doua secolului al XVII-lea Școală: Atelier central-european Descoperit: Sibiu Material: aur: argint | Pahar cilindric, ușor evazat înspre gură; sub o bandă lăsată netedă sub buză, peretele paharului este decorat, prin contururi incizate adânc, cu portrete de împărați romani purtând cunună de lauri pe cap, dispuse în trei medalioane ovale; câmpul dintre medalioane este umplut de frunze mari de acant, cu lobii și nervurile pronunțate. | Muzeul Național Brukenthal, Sibiu                          | Cimec    |
|      | Tavă Autor: ID | Datare: 1743 Școală: Atelier vienez Descoperit: Sibiu Material: argint | Platou rotund, cu peretele ondulat și buza în acoladă, susținut lateral de două tortițe. Pe piesă este ștanțată sigla de meșter „ID” și marca orașului Viena, cu cifra „13” (reprezentând calitatea argintului) și data „1743”. Pe partea dorsală a platoului sunt gravate inițialele proprietarului, ale soției sale și anul căsătoriei, probabil, iar în exteriorul bordurii piesei, blazonul proprietarului (stemă cu sirenă, surmontată de o coroană baronială). | Muzeul Național Brukenthal, Sibiu                          | Cimec    |
|      | Tavă Autor: JCK | Datare: al doilea sfert al secolului al XVIII-lea Școală: Atelier german (Lubeck?) Descoperit: Sibiu Material: argint | Platou rotund, cu peretele ondulat și buza în acoladă, susținut lateral de două tortițe. Pe piesă este ștanțată sigla de meșter „JCK”, o marcă de oraș (Lubeck, Germania?) - un vulturul bicefal înscris într-un cerc - și o marcă austriacă (ulterioară) de calitate a argintului, în formă de floare, cu profilul Dianei în interior. Pe partea dorsală a platoului este gravat blazonul proprietarului (stemă cu sirenă, surmontată de o coroană baronială). | Muzeul Național Brukenthal, Sibiu                          | Cimec    |
|      | Tavă | Datare: al doilea sfert al secolului al XVIII-lea Școală: Atelier vienez Descoperit: Buzău Material: argint | Platou circular, cu buza în acolada. | Muzeul Național Brukenthal, Sibiu                          | Cimec    |
|      | Tavă | Datare: al doilea sfert al secolului al XVIII-lea Școală: Atelier vienez Descoperit: Sibiu Material: argint | Platou oval, cu marginele ondulate și buza în acoladă. Pe partea dorsală a platoului sunt gravate inițialele proprietarului, ale soției sale și anul căsătoriei, probabil, iar în exteriorul bordurii piesei, blazonul proprietarului (stemă cu sirenă, surmontată de o coroană baronială). | Muzeul Național Brukenthal, Sibiu                          | Cimec    |
|      | Tavă Autor: JCK | Datare: al doilea sfert al secolului al XVIII-lea Școală: Atelier german (Lubeck?) Descoperit: Sibiu Material: argint | Platou oval, cu marginele ondulate și buza în acoladă. Pe piesă este ștanțată sigla de meșter „JCK”, o marcă de oraș (Lubeck, Germania?) - un vulturul bicefal înscris într-un cerc - și o marcă austriacă (ulterioară) de calitate a argintului, în formă de floare, cu profilul Dianei în interior. În exteriorul bordurii piesei este gravat blazonul proprietarului (stemă cu sirenă, surmontată de o coroană baronială). | Muzeul Național Brukenthal, Sibiu                          | Cimec    |
|      | Solniță Autor: JCK | Datare: al doilea sfert al secolului al XVIII-lea Școală: Atelier german (Lubeck?) Descoperit: Sibiu Material: argint | Două solnițe identice, cu corpul bombat, sprijinit pe trei piciorușe arcuite. Pe fiecare dintre solnițe este ștanțată sigla de meșter „JCK”, o marcă de oraș (Lübeck, Germania?) - un vulturul bicefal înscris într-un cerc - și o marcă austriacă (ulterioară) de calitate a argintului, în formă de floare, cu profilul Dianei în interior. | Muzeul Național Brukenthal, Sibiu                          | Cimec    |
|      | Bombonieră Autor: AK | Datare: 1881 Școală: Atelier rusesc Descoperit: Buzău Material: argint | Bombonieră ovală, tip coșuleț, sprijinită pe patru piciorușe sferice și susținută de o toartă lată; decor gravat - într-un medalion central - cu o clădire oficială pe care flutură un steag, înconjurată de brâuri de motive vegetale stilizate și motive geometrice. (Alături de marca meșterului AK și anul 1881 sunt ștanțate și alte mărci de calitate a argintului.) | Muzeul Național Brukenthal, Sibiu                          | Cimec    |
|      | Lighean | Datare: 1813 Școală: Atelier vienez Descoperit: Sibiu Material: argint | Lighean oval, cu pereții înalți, ușor alungiți și răsfrânți înspre părțile laterale de pe diametrul lung. Pe partea dorsală sunt ștanțate marca orașului Viena (A: „Alt Wien”, cifra 13 - reprezentând caliatea argintului și anul „1813”), precum și marca unui meșter/atelier neidentificat. | Muzeul Național Brukenthal, Sibiu                          | Cimec    |
|      | Solniță | Datare: sfârșitul secolului al XVIII-lea - începutul secolului al XIX-lea Școală: Ateliercentral-european Descoperit: Sibiu Material: argint | Solniță ovoidală, cu picior conic și două tortițe arcuite, terminate în cap de șarpe. | Muzeul Național Brukenthal, Sibiu                          | Cimec    |
|      | Sfeșnic Autor: LA | Datare: 1836; 1855 Școală: Atelier vienez Descoperit: Buzău Material: argint | Sfeșnic cu trei brațe și un buton detașabil în formă de ghindă; decor liniar sinuos și motive florale stilizate. Pe sfeșnic este ștanțată sigla meșterului LA și marca orașului Viena cu data 1836, iar pe buton marca orașului Viena cu data 1855. | Muzeul Național Brukenthal, Sibiu                          | Cimec    |
|      | Sfeșnic Autor: LA; AB | Datare: 1836; 1857 Școală: Atelier vienez Descoperit: Buzău Material: argint | Sfeșnic cu trei brațe și un buton detașabil în formă de ghindă; decor liniar sinuos și motive florale stilizate. Pe sfeșnic este ștanțată sigla meșterului LA și marca orașului Viena cu data 1836, iar pe buton marca orașului Viena cu data 1857. | Muzeul Național Brukenthal, Sibiu                          | Cimec    |
|      | Bombonieră Autor: IM | Datare: 1813 Școală: Atelier vienez Descoperit: Sibiu Material: argint | Bombonieră cu capac și două tortițe răsucite din sârmă de argint; compoziție ornamentală cu motive florale presate și ajurate, câte un mascheron profilat sub fiecare totiță și un buchet de flori din argint ca buton al capacului. Pe capac este gravat blazonul proprietarului. Pe piesă sunt ștanțate de asemenea marca orașului Viena, cu data „1813” și cifra „13” - indicând calitatea argintului -, precum și o ștampilă de verificare a argintului (în formă de cartuș cu literele VR înscrise în interior). | Muzeul Național Brukenthal, Sibiu                          | Cimec    |
|      | Cafetieră Autor: IM | Datare: 1813 Școală: Atelier vienez Descoperit: Sibiu Material: argint | Cafetieră cu capac, decorată cu motive florale presate și o protomă de om profilată sub toarta din lemn vopsit negru. Pe piesă este gravat blazonul proprietarului și inițialele „VA”. Pe piesă sunt ștanțate de asemenea marca orașului Viena, cu data „1813” și cifra „13” indicând calitatea argintului, precum și o ștampilă de verificare a argintului (în formă de cartuș cu literele VR înscrise în interior). | Muzeul Național Brukenthal, Sibiu                          | Cimec    |
|      | Cafetieră Autor: FK; ATF | Datare: 1815 Școală: Atelier vienez Descoperit: Sibiu Material: argint | Cafetieră cu capac, decorată cu motive florale presate și o toartă înaltă, arcuită. Pe piesă sunt ștanțate marca orașului Viena, cu data „1815” și cifra „13” indicând calitatea argintului, precum și o ștampilă de impozitare (în formă de cerc). | Muzeul Național Brukenthal, Sibiu                          | Cimec    |
|      | Cafetieră Autor: FK; ATF | Datare: 1815 Școală: Atelier vienez Descoperit: Sibiu Material: argint | Cafetieră cu capac, decorată cu motive florale presate și o toartă înaltă, arcuită. Pe piesă sunt ștanțate marca orașului Viena, cu data „1815” și cifra „13” indicând calitatea argintului, precum și o ștampilă de impozitare (în formă de cerc). | Muzeul Național Brukenthal, Sibiu                          | Cimec    |
|      | Zaharniță Autor: LI (?) | Datare: 1826 Școală: Atelier vienez Descoperit: Sibiu Material: argint | Zaharniță cu capac și corpul circular, bombat, sprijinit pe trei piciorușe (în formă de labe de leu, cu terminații în frunze pe corpul vasului); un brâu vegetal stilizat marchează umărul vasului și o ghindă din argint este nitută în locul butonului de pe capac. | Muzeul Național Brukenthal, Sibiu                          | Cimec    |
|      | Cafetieră Autor: Schleissner | Datare: prima treime a secolului al XIX-lea Școală: Atelier german (Hanau) Descoperit: Sibiu Material: argint | Corp ovoidal, sprijinit pe trei piciorușe arcuite, țeavă de scurgere cu terminație în formă de cap de struț, toartă din lemn negru și butonul capacului în formă de ghindă. | Muzeul Național Brukenthal, Sibiu                          | Cimec    |
|      | Tavă Autor: Schleissner | Datare: prima treime a secolului al XIX-lea Școală: Atelier german (Hanau) Descoperit: Sibiu Material: argint | Tavă ovală, cu patru piciorușe sferice și bordură verticală decorată cu motive vegetale presate și geometrice traforate. | Muzeul Național Brukenthal, Sibiu                          | Cimec    |
|      | Zaharniță | Datare: prima jumătate a secolului al XIX-lea Școală: Atelier central-european Descoperit: Sibiu Material: aur; argint | Formă ovoidală, cu peretele împărțit în fâșii late pe verticală, sprijinită pe patru piciorușe, decorate cu un mănunchi de frunze de lauri. Pe piesă este ștanțată o marcă de oraș, neidentificată (triunghiulară, cu litera P și coroană), însoțită de o marcă indescifrabilă. | Muzeul Național Brukenthal, Sibiu                          | Cimec    |
|      | Zaharniță | Datare: mijlocul secolului al XIX-lea Școală: Atelier central-european Descoperit: Sibiu Material: argint | Formă circulară, susținută de patru piciorușe sferice turtite, cu pereții împărțiți în registre late verticale - sugerând forma unui bostan; pe umerii vasului se desfășoară un brâu sinuos, iar pe buza îngustă, un lanț de ove; butonul capacului este ovoidal. Două mărci neidentificate (de oraș și de atelier) sunt ștanțate pe piesă. | Muzeul Național Brukenthal, Sibiu                          | Cimec    |
|      | Ceșcuță Autor: VN | Datare: primul sfert al secolului al XIX-lea Școală: Atelier vienez Descoperit: Sibiu Material: argint | Două cănițe (păhărele de ou), în formă ovoidală, decorate cu un brâu de busturi de putti înaripați și câte o tortiță sinuoasă, cu terminație în cap de vultur. Alături de sigla meșterului VN, neidentificat, sunt ștanțate o marcă de calitate a argintului în formă de floare (cu profilul Dianei în interior și litera „A”, care indică orașul Viena) și o marcă de impozitare (patrată, cu un „V” în interior). | Muzeul Național Brukenthal, Sibiu                          | Cimec    |
|      | Zaharniță | Datare: prima jumătate a secolului al XIX-lea Școală: Atelier central-european (Cehia ?) Descoperit: Sibiu Material: aur; argint | Formă ovoidală, cu peretele decorat cu motive florale, patru piciorușe arcuite din frunze de acant și butonul capacului în formă de mugur de floare. Pe vas sunt ștanțate: o marcă indescifrabilă de atelier, cifra „800” de calitate a argintului și o marcă ulterioară cehoslovacă (practicată între ca. 1929-1942), care indică și ea calitatea argintului de 800 ‰. | Muzeul Național Brukenthal, Sibiu                          | Cimec    |
|      | Zaharniță | Datare: a doua jumătate a secolului al XIX-lea Școală: Atelier central-european Descoperit: Sibiu Material: argint | Formă sferică, decorată cu buchete de flori și o pasăre drept buton al capacului. | Muzeul Național Brukenthal, Sibiu                          | Cimec    |
|      | Casetă Autor: AW | Datare: 1833 Școală: Atelier vienez Descoperit: Sibiu Material: aur; argint | Formă dreptunghiulară, decorată cu brâuri de ove și motive vegetale stilizate, prevăzută cu închizătoare pentru cheiță în formă de scut; caseta este aurită în interior. Pe piesă sunt ștanțate marca orașului Viena cu data („A 1833”) și sigla meșterului AW. | Muzeul Național Brukenthal, Sibiu                          | Cimec    |
|      | Ceainic Autor: T & C | Datare: 1835 Școală: Atelier vienez Descoperit: Buzău Material: argint; fildeș | Formă piriformă, amplu bombată în partea de jos, peretele ușor ondulat pe verticală, buza răsfrântă, țeavă de scurgere arcuită și piciorușe tip frunze de acant; toarta și butonul capacului sunt din fildeș. | Muzeul Național Brukenthal, Sibiu                          | Cimec    |
|      | Cafetieră Autor: WJ | Datare: 1863 Școală: Atelier vienez Descoperit: Buzău Material: argint; fildeș | Formă piriformă, cu peretele ușor ondulat pe verticală, buza răsfrântă, țeavă de scurgere arcuită, piciorușe tip frunze de acant și o floare din argint drept buton al capacului; toarta este din fildeș. | Muzeul Național Brukenthal, Sibiu                          | Cimec    |
|      | Casetă Autor: TJ | Datare: mijlocul secolului al XIX-lea Școală: Atelier central-european Descoperit: Sibiu Material: argint | Formă dreptunghiulară, cu pereții ondulați, patru piciorușe și buton tip floare, cu o omidă deasupra (din care un mic fragment este rupt). Alături de sigla de meșter „TJ”, sunt ștanțate pe piesă două mărci minuscule de impozitare (una cu litera „R” și respectiv, cu litera „P” în interior, fiecare cu coroană deasupra), precum și o marcă de oraș (cu litera „L” în interior). | Muzeul Național Brukenthal, Sibiu                          | Cimec    |
|      | Zaharniță Autor: FV | Datare: 1856 Școală: Atelier vienez Descoperit: Sibiu Material: argint | Formă piriformă, susținută de piciorușe arcuite și două tortițe; decor „Rocaille” și brâu de frunze de acant în jurul buzei. Lipsește capacul. Sigla meșterului argintar „FV” este însoțită și de marca orașului Viena (A) și cifra 13 (reprezentând calitatea argintului). | Muzeul Național Brukenthal, Sibiu                          | Cimec    |
|      | Ceainic Autor: FV | Datare: ca. 1845 Școală: Atelier vienez Descoperit: Sibiu Material: argint | Formă piriformă, susținută de patru piciorușe, toartă și țeavă de scurgere ușor arcuite; decor „Rocaille” și brâu de frunze de acant în jurul buzei. Sigla meșterului argintar „FV” este însoțită și de marca orașului Viena (A) și cifra 13 (reprezentând calitatea argintului). | Muzeul Național Brukenthal, Sibiu                          | Cimec    |
|      | Bombonieră Autor: CB | Datare: 1821 Școală: Atelier vienez Descoperit: Sibiu Material: argint | Formă sferică turtită, susținută de un picior tronconic înalt și două tortițe arcuite; decor floral, dispus între ove alungite și buză cu ove ajurate; buton floral pe capac. Sigla meșterului CB este însoțită de marca orașului Viena (A), de ștampila cu datare și de o marcă de impozitare (cu inițialele VR în cartuș). | Muzeul Național Brukenthal, Sibiu                          | Cimec    |
|      | Bombonieră Autor: GR | Datare: 1844 Școală: Atelier vienez Descoperit: Sibiu Material: argint | Formă circulară, cu buza răsfrântă și picior masiv; decor cu motive florale. Pe cupă sunt gravate inițialele proprietarilor (fiind probabil cadou de căsătorie): „GK . AB”. Sigla meșterului GR este însoțită de marca orașului Viena (A) și data (1844). | Muzeul Național Brukenthal, Sibiu                          | Cimec    |
|      | Bombonieră Autor: TL | Datare: mijlocul secolului al XIX-lea Școală: Atelier vienez Descoperit: Sibiu Material: argint | Formă de coșuleț, cu toartă înaltă; decor încărcat, realizat cu motivul „Rocaille” și al frunzei de acant, în stil Neorococo. Sigla de meșter TL este însoțită de marca orașului Viena - litera „A” (Alt Wien), cifra „13” (indicând titlul aliajului de argint) și anul, descifrabil parțial ([185(?)]). | Muzeul Național Brukenthal, Sibiu                          | Cimec    |
|      | Cană cu capac Autor: HGS | Datare: prima treime a secolului al XIX-lea Școală: Atelier central-european Descoperit: Sibiu Material: argint; lemn; turnat; gravat;aurit | Cană de vin din argint, parțial aurit, cu capac, decorată cu arabescuri vegetale, un mascaron cu figură umană sub buză și un miel drept buton pe capac; toartă din lemn vopsit negru. (Set cu T. 1423.) | Muzeul Național Brukenthal, Sibiu                          | Cimec    |
|      | Cană cu capac | Datare: prima treime a secolului al XIX-lea Școală: Atelier central-european Descoperit: Sibiu Material: argint; lemn; turnat; gravat;aurit | Cană de apă/vin din argint, parțial aurit, cu capac, decorată cu arabescuri vegetale, un mascaron cu figură umană sub buză și un miel drept buton pe capac; toartă din lemn vopsit negru. (Set cu T. 1422.) | Muzeul Național Brukenthal, Sibiu                          | Cimec    |
|      | Copca Autor: Necunoscut | Datare: sec al 18-lea Școală: Atelier transilvănean Descoperit: Sibiu Material: argint | Set de 6 copci identice, cu 10 cârlige "moș și babă". Copcile sunt decorate cu motive vegetale și central, cu câte o figură umană stilizată, cu aripi. | Muzeul National Brukenthal - Sibiu, Sibiu                  | Cimec    |
|      | Copca Autor: Necunoscut | Datare: secolul al XVI-lea Școală: Atelier central-european (transilvănean ?) Descoperit: Sibiu Material: aur; argint; | O pereche de copci din argint turnat, aurit, în formă patrulobă, cu elemente decorative goticizante. | Muzeul National Brukenthal - Sibiu, Sibiu                  | Cimec    |
|      | Copca Autor: Necunoscut | Datare: secolul al XVIII-lea Școală: Atelier transilvănean Descoperit: Sibiu Material: argint; 1 turcoaz | Copcă circulară din argint aurit, decorată cu motive vegetale și un caboșon central cu un turcoaz. | Muzeul National Brukenthal - Sibiu, Sibiu                  | Cimec    |
|      | Veriga de lanț Autor: Necunoscut | Datare: secolul al XVIII-lea Școală: Atelier transilvănean Descoperit: Sibiu Material: argint; 1 piatră roșie | Verigă de lanț din argint aurit, decorată cu motive vegetale, caboșon central cu o piatră de culoare roșie. | Muzeul National Brukenthal - Sibiu, Sibiu                  | Cimec    |
|      | Copcă (cârlige) Autor: Necunoscut | Datare: secolele XVII - XVIII Școală: Atelier transilvănean Descoperit: Sibiu Material: argint | Set de 11 cârlige de copci turnate, cu capăt zoomorf (posibil șarpe). | Muzeul National Brukenthal - Sibiu, Sibiu                  | Cimec    |
|      | Colier cu pandantiv Autor: Necunoscut | Datare: ca. 1850 Școală: Atelier central-european Descoperit: Sibiu Material: argint; păr uman | Colier împletit din păr de femeie (la modă în Europa-centrală, în special în Austria în prima jumătate a secolului al XIX-lea), intercalat cu sfere mici din argint aurit; atașat, un pandantiv în același stil, în formă de cruce. | Muzeul National Brukenthal - Sibiu, Sibiu                  | Cimec    |
|      | Ac de voal Autor: Necunoscut | Datare: secolul al XIX-lea Școală: Atelier transilvănean Descoperit: Româînia Material: argint; 3 sticle roșii (lipsește a 4-a piatră, centrală); email albastru | Ac de voal, specific portului popular săsesc. | Muzeul National Brukenthal - Sibiu, Sibiu                  | Cimec    |
|      | Ac de voal Autor: Necunoscut | Datare: secolul al XIX-lea Școală: Atelier transilvănean Material: argint; 4 sticle roșii; email | Ac de voal, specific portului popular săsesc. | Muzeul National Brukenthal - Sibiu, Sibiu                  | Cimec    |
|      | Ac de voal Autor: Necunoscut | Datare: secolul al XIX-lea Școală: Atelier transilvănean Material: argint; 5 sticle roșii | Ac de voal, specific portului popular săsesc. | Muzeul National Brukenthal - Sibiu, Sibiu                  | Cimec    |
|      | Ac de voal Autor: Necunoscut | Datare: secolul al XIX-lea Școală: Atelier transilvănean Material: alamă; 4 sticle roșii; email | Ac de voal, specific portului popular săsesc. | Muzeul National Brukenthal - Sibiu, Sibiu                  | Cimec    |
|      | Ac de voal Autor: Necunoscut | Datare: secolul al XIX-lea Școală: Atelier transilvănean Material: alamă; 4 sticle roșii; email | Ac de voal, specific portului popular săsesc. | Muzeul Național Brukenthal, Sibiu                          | Cimec    |
|      | Ac de voal Autor: Necunoscut | Datare: secolul al XIX-lea Școală: Atelier transilvănean Material: alamă; 4 sticle roșii; email | Ac de voal, specific portului popular săsesc. | Muzeul Național Brukenthal, Sibiu                          | Cimec    |
|      | Ac de voal Autor: Necunoscut | Datare: secolul al XIX-lea Școală: Atelier transilvănean Descoperit: Cisnădie Material: alamă; 4 sticle roșii; email | Ac de voal, specific portului popular săsesc. | Muzeul Național Brukenthal, Sibiu                          | Cimec    |
|      | Ac de voal Autor: Necunoscut | Datare: cca. 1700 Școală: Atelier transilvănean Material: argint; 1 sticlă roșie; email | Ac de voal, specific portului popular săsesc, în stil renascentist târziu sau Baroc timpuriu. (Piese similare în Tezaurul MNB: T. 210, T. 211, T. 215, T. 218, T. 228, T. 551, T. 552) | Muzeul Național Brukenthal, Sibiu                          | Cimec    |
|      | Ac de voal Autor: Necunoscut | Datare: ca. 1700 Școală: Atelier transilvănean Material: argint; 1 sticlă roșie; email | Ac de voal, specific portului popular săsesc, în stil renascentist târziu sau Baroc timpuriu. (Piese similare în Tezaurul MNB: T. 210, T. 211, T. 215, T. 218, T. 228, T. 550, T. 552) | Muzeul Național Brukenthal, Sibiu                          | Cimec    |
|      | Ac de voal Autor: Necunoscut | Datare: ca. 1700 Școală: Atelier transilvănean Material: argint; 1 sticlă roșie; email | Ac de voal, specific portului popular săsesc, în stil renascentist târziu sau Baroc timpuriu. (Piese similare în Tezaurul MNB: T. 210, T. 211, T. 215, T. 218, T. 228, T. 550, T. 551) | Muzeul Național Brukenthal, Sibiu                          | Cimec    |
|      | Ac de voal Autor: Necunoscut | Datare: secolul al XIX-lea Școală: Atelier transilvănean Descoperit: Sibiu Material: argint; 1 sticlă roșie | Ac de voal, specific portului popular săsesc. | Muzeul Național Brukenthal, Sibiu                          | Cimec    |
|      | Pahar de breaslă Autor: Fenescher, Seimen | Datare: sfârșitul secolului al XVI-lea Școală: Atelier sibian Descoperit: Sibiu Material: argint; aurit parțial; turnat; ciocănit; gravat | Corp cilindric, larg evazat înspre gură; un șnur răsucit din argint, încadrat de un brâu dublu de crini stilizați marchează mijlocul paharului, motiv decorativ ce se repetă și la bază; sub buză este gravată o bordură vegetală. | Muzeul Național Brukenthal, Sibiu                          | Cimec    |
|      | Pahar de breaslă Autor: Kersten, Peter | Datare: 1586 Școală: Atelier sibian Descoperit: Sibiu Material: aur; argint | Corp cilindric, larg evazat înspre gură; un șnur răsucit din argint, încadrat de un brâu dublu de crini stilizați marchează mijlocul paharului, motiv decorativ ce se repetă și la bază; sub buză este gravată o bordură vegetală. Semnul Uniunii frățiilor de constructori, zidari și pietrari este gravat alături de anul 1586. | Muzeul Național Brukenthal, Sibiu                          | Cimec    |
|      | Tablă de împărtășanie | Datare: 1628 Școală: Atelier sibian Descoperit: Sibiu Material: argint; lemn | Tabla de argint în formă ovală, aplicată pe o placă de lemn. Bordură de vrejuri sinuoase, surmontate de un cap de putto înaripat. Pe bordura tablei este gravată o inscripție a donatorului, în latină, iar pe suprafața medalionului central un pasaj în limba germană din Biblie; pe partea dorsală a tablei este lipită o foaie de hârtie, tipărită cu textul cuminecării. | Muzeul Național Brukenthal, Sibiu                          | Cimec    |
|      | Cataramă | Datare: Sec. XVII Școală: Atelier transilvănean Descoperit: Sibiu Material: aur; argint; aurit; turnat | Cataramă mică (copcă), folosită la încheiatul unei haine bărbătești (costum de vânător), decorată cu un cerb șezând și motive vegetale stilizate. Set cu piesa nr. inv. T. 348. | Muzeul Național Brukenthal, Sibiu                          | Cimec    |
|      | Cataramă | Datare: Sec. XVII Școală: Atelier transilvănean Descoperit: Sibiu Material: aur; argint; aurit; turnat | Cataramă mică (copcă), pentru încheiatul unei haine bărbătești (costum de vânător), decorată cu un bust de vînător și motive vegetale stilizate. Set cu piesa nr. inv. T. 347. | Muzeul Național Brukenthal, Sibiu                          | Cimec    |
|      | Pictură Autor: Philippi, Georg | Datare: 1738 Școală: Atelier urban Descoperit: Retiș Material: lemn de brad, pictare, tâmplărie | În centrul tabloului, încadrat în coloane și bolți pictate, este pictată răstignirea, înconjurată de ghirlande. Tablou este asemănător cu alte lucrări de același fel din localități apropiate Retișului cum ar fi Vărd, Apolod, Viișoara sau Seleuș. Stratul de vopsea lipsește în multe locuri iar materialul prezintă multe carii. Tabloul provine din perioada declinului sculpturii altarelor săsești. Prezintă o compoziție structurală a renașterii cu ornamentație barocă neechilibrată. Tabloul este confecționat din lemn de brad, pictat, fragment dintr-un altar dispărut. Inscripție: „Zur Ehre Gottes, Zierde seines Hauses und zum ewigen Andenken verehret Andreas Sonher u. seine Eheliebste Susanna Sognerin. Exist. Past. Joh. Roch 1738 Atrefix Georg Ph... Schassburgensis”. | Consistoriul Superior al Bisericii Evanghelice C.A., Sibiu | Cimec    |
|      | Recipient de ulei și oțet | Datare: prima jumătate a secolului al XVIII-lea Școală: atelier Porumbacu de Sus Material: sticlă; suflat manual în formă, lipit, tăiat, șlefuit, lustruit, recopt | Sticlă incoloră transparentă suflată în formă; două corpuri piriforme cu gâtul ușor curbat, afrontate, prinse pe același picior; picior răsucit cu talpă discoidală concavă pe suprafața de aderență; decor cu sticlă roșie filată în interiorul piciorului. | Muzeul Național Brukenthal, Sibiu                          | Cimec    |
|      | Pahar de logodnă | Datare: 1724 Școală: Atelier boemian Material: sticlă; suflat manual în formă, tăiat, șlefuit, lustruit, recopt, gravat | Sticlă incoloră transparentă (groasă, cu impurități) suflată în formă; corp tronconic fațetat; decor prin tăiere și prin gravare la polizor și cu acid; paharul este împărțit în patru câmpuri orizontale: primul decorat cu lentile ovale mari, tăiate, al doilea cu lentile ovale mici tăiate în suprafață corodată cu acid, al treilea cu motive vegetale, al patrulea ca și al doilea, doar cu lentile mai mari; pe părți opuse două medalioane suprapun cele patru câmpuri orizontale, ambele cu rame corodate cu acid și decorate cu lentile mici ovale; în primul este reprezentată o acvilă bicefală cu sceptrul într-o gheară și spada în cealaltă, coroană deasupra și caracterele C VI pe piept (Carol VI, 1711-1740); în cel de-al doilea, în partea de jos este reprezentată o stemă cu soarele și luna de o parte și de alta unui personaj care ține în mână un falchion, deasupra ei un coif încoronat, cu viziera închisă (îndreptat spre stânga), iar deasupra coroanei un turn cu același personaj cu falchion în față (blazonul familiei Intoch ?); de o parte și de alta a turnului sunt scrise inițialele I. L.; pe fundul paharului într-un inel de lentile ovale, două turturele pe o inimă cu anul 1724 dedesubt. | Muzeul Național Brukenthal, Sibiu                          | Cimec    |
|      | Pahar de logodnă (?) | Datare: prima jumătate a secolului al XVIII-lea (?) Material: sticlă; suflat manual în formă, tăiat, șlefuit, lustruit, recopt, gravat | Sticlă incoloră transparentă suflată în formă; corp tronconic; decor gravat cu roata; motive vegetale și florale în jurul buzei și al bazei; pe corp medalion, cu monograma LD, încadrat de reprezentarea unor copaci; deasupra medalionului două turturele față în față. | Muzeul Național Brukenthal, Sibiu                          | Cimec    |
|      | Pocal cu capac | Datare: Primele decenii ale secolului al XVIII-lea Școală: Boemia Material: sticlă; suflat manual în formă, tăiat, șlefuit, lustruit, recopt, gravat | Sticlă incoloră transparentă suflată în formă (cu numeroase bule de aer pe capac); corp oval, picior cu talpă discoidală, capac cu buton, fațetate; decor prin tăiere și prin gravare cu roata; motive florale și vegetale pe corp și pe capac; pe corp, într-un medalion delimitat prin motive vegetale se află o stemă cu scut în formă de inimă cu patru registre (câmpuri): în primul sunt gravate romburi, în al doilea un steag cu o acvilă pe el, în al treilea doi pești și în al patrulea o figură umană; deasupra blazonului se află o coroană ducală; în interiorul piciorului fire de sticlă roșu-rubin și urme de auriu; parțial nefinisat pe capac. | Muzeul Național Brukenthal, Sibiu                          | Cimec    |
|      | Pahar de logodnă | Datare: 1750 Școală: Atelier Porumbacu de Sus Material: sticlă; suflat manual în formă, tăiat, șlefuit, lustruit, recopt | Sticlă incoloră transparentă (cu impurități) suflată în formă; corp tronconic mai larg la gură; decor pictat cu email negru și ocru; motive vegetale stilizate de jur împrejurul buzei; între două ramuri sunt reprezentate două păsări (turturele) față în față, pe o inimă; pe partea cealaltă poartă inscripția: „Vivat / Franciscus Czekelius / Wer? Ist der uns beyde / so verliebte Scheide. / Anno 1750". | Muzeul Național Brukenthal, Sibiu                          | Cimec    |
|      | Canceu cu "secret" | Datare: A doua jumătate a secolului al XVIII-lea Școală: Atelier Porumbacu de Sus Material: sticlă; suflat manual în formă, modelat, lipit, tăiat, șlefuit, lustruit, recopt | Sticlă incoloră transparentă suflată în formă; corp bombat, gât tronconic, picior scurt cu talpă discoidală concavă pe suprafața de aderență; de buză sunt prinse benzi late de sticlă (decorate cu motive liniare) curbate și dispuse radial până la tubul central ce străbate vertical interiorul vasului; partea terminală a benzilor ciobită; talpă și toartă aplicate plastic. | Muzeul Național Brukenthal, Sibiu                          | Cimec    |
|      | Pahar cu picior | Datare: A doua jumătate a secolului al XVIII-lea Școală: Atelier Porumbacu de Sus Material: sticlă; suflat manual în formă, modelat, lipit, tăiat, șlefuit, lustruit, recopt, gravat                                                                                               | Sticlă incoloră transparentă suflată în formă; corp tronconic mai larg la gură; picior scurt cu talpă discoidală, atașat plastic; decor prin gravare cu roata; pe o parte sunt reprezentate 6 femei cu diverse obiecte în mâini și un bărbat culcat în fața lor; pe partea opusă poartă următorul text: „Sie 6ph Weiber schlagen sich / um ein bar hosen Jaem- / merl”ch we””l keinen man- / sie koenen krügen so- / müssen die hosen / sie vorgnügen”. | Muzeul Național Brukenthal, Sibiu                          | Cimec    |
|      | Pahar de meșter | Datare: 1775 Școală: Atelier Porumbacu de Sus Material: sticlă; suflat manual în formă, modelat, tăiat, șlefuit, lustruit, recopt, gravat | Sticlă incoloră transparentă suflată în formă; corp tronconic; decor prin gravare cu roata; motive vegetale și florale și medalion cu reprezentarea unei unelte de fierar (?) (foale); sub buză este gravat textul „Vivat Michael Schuster 1775”. | Muzeul Național Brukenthal, Sibiu                          | Cimec    |
|      | Pahar-figurină - cizmă | Datare: A doua jumătate a secolului al XVIII-lea Școală: Atelier Porumbacu de Sus Material: sticlă; suflat manual în formă, modelat, lipit, tăiat, șlefuit, lustruit, recopt | Sticlă verzuie transparentă, cu bule de aer, suflată în formă; corp tronconic cu elemente aplicate plastic (vârful cizmei și pintenul); gură lărgită cu cioc de turnare. | Muzeul Național Brukenthal, Sibiu                          | Cimec    |
|      | Pahar-figurină - femeie | Datare: A doua jumătate a secolului al XVIII-lea Școală: Atelier Porumbacu de Sus Material: sticlă; suflat manual în formă, modelat, lipit, tăiat, șlefuit, lustruit, recopt | Sticlă incoloră transparentă suflată în formă de optic; corp modelat ca femeie cu rochie, cu elemente aplicate plastic (pălărie, sâni și mâini sprijinite pe șolduri); marginea rochiei evazată este gura paharului, paharul neavând astfel suprafață de sprijin când este plin; decor cu caneluri verticale în optic și mici romburi pe borul pălăriei realizate prin presare. | Muzeul Național Brukenthal, Sibiu                          | Cimec    |
|      | Capră | Datare: A doua jumătate a secolului al XVIII-lea Școală: Atelier Porumbacu de Sus Material: sticlă; modelat, lipit, tăiat, șlefuit, lustruit, recopt | Sticlă transparentă cu nuanță verzuie, cu numeroase imperfecțiuni și urme de zgură, modelată plastic; corp cu numeroase elemente aplicate plastic pentru a sugera o capră. | Muzeul Național Brukenthal, Sibiu                          | Cimec    |
|      | Pasăre | Datare: A doua jumătate a secolului al XVIII-lea Școală: Atelier Cârțișoara (?) Material: sticlă; suflat manual în formă, modelat, lipit, tăiat, șlefuit, lustruit, recopt | Sticlă incoloră transparentă cu numeroase imperfecțiuni, suflată în formă și modelată plastic; corp cu numeroase elemente aplicate plastic pentru a sugera o pasăre; picior de susținere cu talpă discoidală; creastă și coadă pictate albastru-cobalt. | Muzeul Național Brukenthal, Sibiu                          | Cimec    |
|      | Pahar | Datare: A doua jumătate a secolului al XVIII-lea Școală: Atelier boemian (?) Material: sticlă; suflat manual în formă, modelat, lipit, tăiat, șlefuit, lustruit, recopt, gravat | Sticlă incoloră transparentă suflată în formă și posibil presată în forma de optic; corp tronconic mai larg la gură; decor în tehnica Zwischengoldglas (foiță de aur pe piesă de sticlă transparentă, gravată și acoperită cu un strat de sticlă simplă); la baza paharului o bandă îngustă a fost decorată cu motive vegetale stilizate; suprafața paharului a fost împărțită în trei registre (scene) despărțite prin reprezentări de copaci; prima scenă (ordinea scenelor este incertă) prezintă un bărbat în costum specific de orășean (început de sec. XVIII) cu toiag și un coș în spate, care se îndreaptă spre o casă; a doua prezintă același personaj, dar purtând în coșul din spate o femeie de data aceasta îndreptându-se spre ceea ce pare a fi reprezentarea unui diavol; a treia scenă prezintă doar diavolul ducând femeia spre intrarea unei peșteri din care par a ieși flăcări; deasupra fiecărui registru sunt scrise câteva rânduri după cum urmează (în aceeași ordine): 1. „Daβ dem trachen uon Halβz Ist mir lieber wie alls”, 2. „Dir teuffell zum neuen Jahr mein weib mit haut und har schenkend dich bitt /: gib acht las? lauffen nur nit?” 3. „Kum alte kum kum/: Hir/: mach immer brum brum”. | Muzeul Național Brukenthal, Sibiu                          | Cimec    |
|      | Ploscă | Datare: A doua jumătate a secolului al XVIII-lea Școală: Atelier Porumbacu de Sus Material: sticlă, suflat manual în formă; lipit; tăiat; șlefuit; lustruit; recopt; pictat | Sticlă incoloră și roșie transparentă suflată în formă; corp oval îngustat spre bază, aplatizat; gât scurt cu buză ușor evazată, profilată; fără suprafață de sprijin; după aplicarea stratului de sticlă roșu-rubin, un nou strat de sticlă incoloră a fost aplicat; decor argintiu în stil rococo cu motive florale și vegetale și monograma C. S. pe suprafața roșie și trei inele argintii pe gâtul sticlei. | Muzeul Național Brukenthal, Sibiu                          | Cimec    |
|      | Casetă | Datare: A doua jumătate a secolului al XIX-lea ? Școală: atelier boemian (?) Material: sticlă; alamă; fier; suflat manual în formă; tăiat; șlefuit; lustruit; recopt; tăiat; turnat                                                                                                | Sticlă (groasă, de bună calitate) incoloră transparentă, suflată în formă; formă dreptunghiulară; decor prin tăiere; motive geometrice; montură de alamă la capac și la bază, cu încuietoare; patru piciorușe scurte; montura decorată prin turnare cu motive vegetale și florale stilizate, repetitive; piesa este însoțită de o cheie de 3 cm lungime, care nu intră în orificiul încuietorii. | Muzeul Național Brukenthal, Sibiu                          | Cimec    |
|      | Pahar de breaslă | Datare: 1806 Școală: Atelier Porumbacu de Sus Material: sticlă; suflat manual în formă; lipit; tăiat; șlefuit; lustruit; recopt; gravat | Sticlă incoloră transparentă (cu bule de aer și impurități) suflată în formă și sticlă roșu-rubin; corp tronconic mai larg la gură; picior scurt, aplicat plastic, cu talpă discoidală; decor prin gravare și prin marcarea gurii cu fir de sticlă roșu-rubin; motive vegetale repetitive în partea de sus a corpului și motive florale stilizate pe corp; tot pe corp are gravate simbolul breslei țesătorilor (două suveici), iar pe partea opusă textul: „VIVAT / SOL LEBEN DIE / ERNSAME LAIN / WEBER=GUMFT / 1806”. | Muzeul Național Brukenthal, Sibiu                          | Cimec    |
|      | Recipient de narghilea | Datare: Prima jumătate a secolului al XIX-lea Material: sticlă; alamă; suflat manual în formă; lipit; tăiat; șlefuit; lustruit; recopt; turnat; bătut; incizat | Sticlă transparentă cu tentă gălbuie; corp piriform fațetat; pe buza vasului este un un capac cu tub de alamă, cu decor mărunt presat, cu un alt orificiu deasupra; în interior, prinsă de capac, se află o tijă din același material (alamă); decor în formă de fagure format din figuri geometrice cu cinci și șase laturi obținute din lentile tăiate suprapus, lustruite. | Muzeul Național Brukenthal, Sibiu                          | Cimec    |
|      | Cupă cu soclu | Datare: 1825, 1840 datare secundară Material: sticlă, lemn; suflat manual în formă; lipit; tăiat; șlefuit; lustruit; recopt; gravat; strunjit; lăcuit; incizat | Sticlă incoloră și roșie transparentă cu numeroase imperfecțiuni (bule de aer și fire de zgură) suflată în formă; corp în formă de caliciu; picior cu noduli și inele prins într-un soclu din lemn furniruit; sticla roșie difuzează în cea incoloră pe picior și la baza cupei; baza cupei profilată, cu caneluri care dau acestei porțiuni aspect de floare; pe cupă se află patru medalioane gravate care poartă inițialele B.B., I.W., M.F. și inscripția VIVAT, iar sub cea din urmă și anul 1825; trei dintre laturile soclului poartă următoarele inscripții: Iohan Nanga, Ano 1840, Denisen Mei. | Muzeul Național Brukenthal, Sibiu                          | Cimec    |
|      | Pahar | Datare: Prima jumătate a secolului al XIX-lea Școală: Atelier Porumbacu de Sus (?) Material: sticlă, suflat manual în formă; tăiat; șlefuit; lustruit; recopt; tăiat; pictat | Sticlă incoloră transparentă suflată în formă; corp cilindric; decor prin tăiere, pe corp și pe suprafața de sprijin și pictură cu email ocru și cu auriu pe corp; motive geometrice și florale stilizate (tăiere) și motive florale și vegetale (pictare). | Muzeul Național Brukenthal, Sibiu                          | Cimec    |
|      | Canceu | Datare: A doua jumătate a secolului al XIX-lea ? Școală: Atelier Porumbacu de Sus (?) Material: sticlă, cânepă, ceară, hârtie; suflat manual în formă; lipit; tăiat; șlefuit; lustruit; recopt; modelat                                                                            | Sticlă incoloră transparentă suflată în formă; corp bitronconic; gât lung cilindric cu buza evazată; bază profilată, probabil aplicată plastic; toartă aplicată plastic; de jur-împrejurul piesei, pe exterior, mai puțin pe toartă, a fost aplicată o sfoară ceruită; decorul a fost realizat prin impresiuni în acest strat sau prin aplicarea altor straturi de ceară peste, în diverse culori și forme; pe partea opusă torții, un medalion de hârtie a fost prins în ceară și mărginit cu o bandă îngustă de ceară, cu impresiuni; medalionul are în partea de jos reprezentarea unei biserici (?), iar în partea de sus reprezentarea Maicii Domnului cu Pruncul pe un nor, cu îngerași de o parte și de alta; între acest medalion și toartă, de o parte și de alta, sunt lucrate în relief, în ceară colorată (galben, roșu, verde închis și diverse combinații), buchete de flori; piesa a fost spartă și lipită la o dată necunoscută. | Muzeul Național Brukenthal, Sibiu                          | Cimec    |
|      | Cristelniță | Datare: 1856 Școală: Atelier sibian Descoperit: Bârghiș Material: lemn; tei; clei; strunjire; aurire | Cristelniță, în formă de pocal cu picior tronic înalt, nod sferic, cupă și capac. Este confecționată din lemn de brad cleiit din bucăți. Tila filetată din interiorul corpului, care leagă piciorul cu nodul și cupa s-a strunjit din lemn de carpăr. Cele 8 ornamente stilizate după frunze de akanthus, aplicate pe capacul cristelniței, au fost sculptate din lemn de tei, cele de pe cupă, din lemn de brad. Nodul, ornamentele și bila centrală de pe capac sunt îmbrăcate în foiță de aur. Restul corpului a fost vopsit după o restaurare nereușită în albastru. Cupa poartă patru inscripții în limba germană care se referă la familia donatoare: "Verehret von Leonh. Wagner und seiner Gattin Catharina geb. Orent 1856". În cupă se păstrează o strachină din cositor în care se pune apa sființită pentru botez. Cristelnița are o înălțime de 130 cm, diametrul gurii fiind de 58 cm, greutatea de 47 kg. | Consistoriul Superior al Bisericii Evanghelice C.A., Sibiu | Cimec    |
|      | Strană Autor: Reychmuth, Johannes (?) | Datare: 1537 Material: lemn de brad; tâmplărie | Strana preoților cu șase locuri și strana epitropilor cu trei locuri sunt în stil gotic, cu șase, respectiv trei panouri cu intarsie și ornamente florale. Stranele sunt demontate în bucăți. Seamănă cu cele din Băgaciu și Biertan, pe această bază stabilindu-se autorul. | Consistoriul Superior al Bisericii Evanghelice C.A., Sibiu | Cimec    |
|      | Sfeșnic de biserică | Datare: 1752 Școală: Atelier transilvănean Material: Cositor | Sfeșnicul are talpa înaltă, tripartită, cu profiluri baroce, sprijinită pe trei piciorușe sferice. Fusul are formă de balustră. Suportul lumânării este plan, circular. Decorul dispus pe talpă este realizat prin turnare și constă dintr-un cartuș oval, înconjurat de motive de frunze de acant formând volute. Pe două din laturi este inscripția: 1: „ZUR EHRE / GOTTES / UND GEBRAUCH / DER EVANGE / ELISABETEN / KIRCHE VEHR / REHT”; 2: „1:7:5:2: / GEORGI / BEER”. | Muzeul Național Brukenthal, Sibiu                          | Cimec    |
|      | Sfeșnic de biserică | Datare: mijlocul sec. XVIII Școală: Atelier transilvănean Material: Cositor | Sfeșnicul are talpa înaltă, tripartită, sprijinită pe trei suporți sferici. Laturile au în partea centrală câte o protuberanță emisferică. Fusul are forma unei balustre, iar suportul lumânării are formă de calotă sferică. | Muzeul Național Brukenthal, Sibiu                          | Cimec    |
|      | Sfeșnic de biserică | Datare: 1752 Școală: Atelier transilvănean Material: Cositor | Sfeșnicul are talpa înaltă, tripartită, cu profiluri baroce, sprijinită pe trei piciorușe sferice. Fusul are formă de balustră. Suportul lumânării este plan, circular. Decorul, dispus pe talpă, este realizat prin turnare și constă dintr-un cartuș oval, înconjurat de motive de frunze de acant formând volute. Pe două din laturi este inscripția: 1: „ZUR EHRE / GOTTES / UND GEBRAUCH / DER EVANGE / ELISABETEN / KIRCHE VEHR / REHT”; 2: „1:7:5:2: / GEORGI / BEER”. | Muzeul Național Brukenthal, Sibiu                          | Cimec    |
|      | Sfeșnic de biserică | Datare: mijlocul sec. XVIII Școală: Atelier transilvănean Material: Cositor | Sfeșnicul are talpa înaltă, tripartită, sprijinită pe trei suporți sferici. Laturile au în partea centrală câte o protuberanță emisferică. Fusul este de forma unei balustre, iar suportul lumânării de calotă sferică. | Muzeul Național Brukenthal, Sibiu                          | Cimec    |
|      | Candelă | Datare: sec. XVIII Școală: Atelier transilvănean Material: Cositor | Candela are gâtul tronconic, buza dreaptă, umărul ușor tronconic, iar corpul, în formă de jumătate de ou, are în partea inferioară forma unui fruct de ananas. Vasul are trei toarte ce pornesc de la jumătatea corpului. Ele sunt ușor supraînălțate, în formă de șarpe al cărui cap este așezat pe umărul candelei. În dreptul buzei, mănușile au câte un inel pentru agățat lanțul. În jurul buzei și al umărului, candela este decorată cu câte un brâu de mici palmete. | Muzeul Național Brukenthal, Sibiu                          | Cimec    |
|      | Sfeșnic | Datare: prima jumătate a sec. XIX Școală: Atelier transilvănean Material: Cositor | Sfeșnicul are corpul piriform, gâtul lung, talpa bombată, cu două trepte. Toarta se termină în partea de jos cu trei frunze alungite, iar în cea superioară cu o cruce. Vasul este decorat prin turnare: gâtul cu brâie cu motive geometrice, corpul cu motive vegetale, iar talpa cu un brâu circular de rozete și frunze dispuse radiar, simetric, pe o tijă dreaptă și un alt brâu, cu linii. Sfeșnicul este așezat într-o casetă din piele roșie, capitonată cu mătase de aceeași culoare și are inscripția: „HERMANNSTADT, JULIUS ERÖS, JUWELIER”. O toartă lipsă. | Muzeul Național Brukenthal, Sibiu                          | Cimec    |
|      | Cană cu capac | Datare: 1710 Școală: Atelier transilvănean Material: Cositor | Cana are formă cilindrică, talpa bombată, capacul bombat cu streașină proeminentă. Butonul este sferic, iar șarniera în formă de palmetă. Toarta este decorată prin turnare cu două figuri omenești nude, între vrejuri de viță de vie și ciorchini de struguri. Corpul este decorat prin incizare cu linie în zigzag: frontal două genii înaripate susțin o cunună de frunzulițe foarte stilizate în care se află un pieptene de postăvar și data 1710; lateral este figurată câte o floare pe un vrej curb, cu frunze mici, alungite. Sub buză este gravată inscripția: „NEV IAHRSCH GESCHENCK VON DER EHRLICHEN / TVCHMACHER GESELLEN BRUDERSCHAFFT / GEORGIUS MOLNER / IOHANES DITERICH”. | Muzeul Național Brukenthal, Sibiu                          | Cimec    |
|      | Cană cu capac | Datare: 1704 Școală: Atelier transilvănean Material: Cositor | Cana are formă cilindrică. Talpa înaltă și bombată este decorată, ca și capacul (în jurul butonului și pe margine) și corpul vasului (sub buză), cu un brâu de linii în zigzag. Capacul este bombat, cu buton în formă de leu, iar șarniera are forma unei palmete ajurate. Toarta este decorată cu două figuri omenești nude, între vrejuri de viță de vie și ciorchini de struguri. Placheta este ornamentată cu un vas din care se revarsă vrejuri înfrunzite, arcuite, ce pornesc dintr-o frunză mare, dispusă central. Decorul cănii este realizat cu linii mici, în zigzag. Frontal sunt reprezentați doi lei heraldici, flancați de câte o floare, care încrucișează spadele deasupra însemnului breslei șelarilor. Inscripția încadrează în partea superioară decorul: „IOHANES - TEILER / ADAMUS - BEIER / 17 - 04”. | Muzeul Național Brukenthal, Sibiu                          | Cimec    |
|      | Cană cu capac | Datare: 1571 Școală: Atelier transilvănean Material: Cositor | Cana are formă tronconică, talpa mică, puțin bombată, decorată pe margine cu un brâu de palmete ștanțate. Același brâu decorează și marginea capacului. Acesta este plan, butonul format din trei discuri suprapuse, șarniera scundă, simplă. Toarta este decorată prin turnare cu două figuri omenești nude, între vrejuri de viță de vie și ciorchini de struguri și este terminată cu o mască. Placheta este ornamentată cu un vas din care se revarsă vrejuri înfrunzite, arcuite, pornind dintr-o frunză mare, dispusă central. Corpul cănii este decorat cu linie în zigzag. În partea opusă toartei este figurat un cal înșeuat, cu frâul fluturând, iar lateral câte o floare stilizată pe un vrej drept, cu multe frunze înguste, alungite. Sub buză a fost sgraffitată data „1571”. | Muzeul Național Brukenthal, Sibiu                          | Cimec    |
|      | Capac | Datare: 1699 Școală: Atelier transilvănean Material: Cositor | Capacul are marginea ușor lățită, iar butonul sferic. În centru, între două ramuri cu frunze, este inscripția: „AGAR / 1699”, surmontată de o coroană. | Muzeul Național Brukenthal, Sibiu                          | Cimec    |
|      | Buiotă | Datare: sec. XVIII Școală: Atelier transilvănean Material: Cositor | Buiota are formă paralelipipedică, cu laturile înguste convexe spre umăr. Umărul este orizontal, dreptunghiular, iar gâtul cilindric, scurt, cu spirală de înșurubare. Capacul, de formă cilindrică, este surmontat de o ureche masivă, prismatică, în care este fixat mânerul cu profil de balustră teșită. | Muzeul Național Brukenthal, Sibiu                          | Cimec    |
|      | Flacon | Datare: 1796 Școală: Atelier transilvănean Material: Cositor | Flaconul are formă cilindrică, cu baza lobată. Corpul este străbătut de caneluri verticale ce-l împart în registre cu suprafața ușor curbată. Umărul vasului este arcuit, gâtul scurt, cilindric, cu spirală de înșurubare. Pe corp sunt incizate inițialele: „I.I.H (SAU F.F.H.) / 1796”. Dopul lipsește. | Muzeul Național Brukenthal, Sibiu                          | Cimec    |
|      | Flacon | Datare: sec. XVII Școală: Atelier transilvănean Material: Cositor | Flaconul are formă de hexaedru, fiecare latură fiind împărțită, printr-o baghetă reliefată, în două registre verticale, egale, cu secțiunea semicirculară. Spre umăr, laturile se curbează ușor. Umărul este orizontal, gâtul scurt, cilindric, cu spirală de înșurubare. Dopul este alcătuit dintr-un cilindru surmontat de un mosor; mânerul este plat, prins într-un nit. Laturile sunt alternativ ornamentate și neornamentate. Decorul constă din câte o meandră cu frunze trilobe și volute, dispusă vertical. | Muzeul Național Brukenthal, Sibiu                          | Cimec    |
|      | Tavă | Datare: sec. XIX Școală: Atelier sibian Material: Cositor | Tava are formă eliptică, buza festonată, îngroșată, iar marginea oblică, arcuită. Corpul este înclinat și ondulat, fundul plan, nediferențiat. Corpul și marginea sunt decorate cu caneluri verticale, paralele, dispuse radiar, pornind de la intrândurile festonului buzei. Pe laturile înguste este lipită câte o mănușă trapezoidală, arcuită în jos, din bară cu profil de balustră. | Muzeul Național Brukenthal, Sibiu                          | Cimec    |
|      | Sfeșnic | Datare: sec. XVIII Școală: Atelier transilvănean Material: Cositor | Fragmentul de sfeșnic are talpa în formă de calotă sferică turtită, piciorul tronconic, fusul piriform. Piciorul și fusul sunt ornamentate prin turnare cu caneluri dispuse radiar. Lipsește lăcașul lumânării. | Muzeul Național Brukenthal, Sibiu                          | Cimec    |
|      | Buiotă | Datare: a doua jum. a sec. XVIII - încep. sec. XIX Școală: Atelier transilvănean Material: Cositor | Buiota are formă paralelipipedică, cu muchiile curbe. Capacul este înșurubat pe gâtul mic, cilindric, iar mânerul are profilul unei balustre teșite. În jurul gâtului sunt incizate la strung benzi alcătuite din grupuri de cercuri concentrice. Pe una din laturi este inscripția: „Sophia. Schneider”. | Muzeul Național Brukenthal, Sibiu                          | Cimec    |
|      | Castron de sufertaș | Datare: 1758 Școală: Atelier transilvănean Material: Cositor | Castronul de sufertaș are formă cilindrică, buza aplatizată și ușor îngroșată spre exterior. La bază are o bordură puternic reliefată. Cele două toarte sunt orizontale, cu trei lobi, perforate în centru pe o porțiune dreptunghiulară. Toartele sunt lipite de vas în zona mediană, între cele două incizii circulare. Pe corp sunt incizate circular două linii, între care este gravată, între două ramuri cu frunze stilizate, inscripția: „I.S. / 1758”. | Muzeul Național Brukenthal, Sibiu                          | Cimec    |
|      | Castron de sufertaș | Datare: 1834 Școală: Atelier sibian Material: Cositor | Castronul de sufertaș are formă cilindrică, gura aplatizată și îngroșată. Fundul este plan, cu talpa profilată. Cele două toarte orizontale au trei lobi, iar în centru sunt perforate în formă dreptunghiulară. Corpul are patru incizii circulare, grupate două câte două, iar între ele este inscripția „Sam Schnell / 1834”. | Muzeul Național Brukenthal, Sibiu                          | Cimec    |
|      | Castron | Datare: înc. sec. XIX Școală: Atelier transilvănean Material: Cositor | Castronul are formă circulară, cu trei piciorușe din bare de secțiune dreptunghiulară, terminate în volute. Corpul este scund, concav, buza plană, răsfrântă. Fundul și buza castronului se diferențiază printr-o mică treaptă. | Muzeul Național Brukenthal, Sibiu                          | Cimec    |
|      | Castron de sufertaș | Datare: 1817 Școală: Atelier transilvănean Material: Cositor | Castronul de sufertaș are de formă cilindrică, buza aplatizată și ușor îngroșată spre exterior. La bază, vasul are o bordură puternic reliefată. Cele două toarte sunt orizontale, cu trei lobi, perforate în centru pe o porțiune dreptunghiulară. Toartele sunt lipite de vas în zona mediană, între cele două incizii circulare. Pe corp sunt incizate circular două linii, între care este gravată, între două ramuri cu frunze stilizate, inscripția: „M: ZINK / 1817”. | Muzeul Național Brukenthal, Sibiu                          | Cimec    |
|      | Castron | Datare: sec. XVIII Școală: Atelier transilvănean Material: Cositor | Supiera are formă eliptică, talpa relativ înaltă, piciorul cilindric, gros și scurt, gâtul scurt cu pereții drepți, buza dreaptă, ușor îngroșată. Corpul are două trepte, partea inferioară fiind străbătută, ca și talpa și capacul vasului, de caneluri verticale ce realizează registre radiare, bombate. Pe umăr este o treaptă festonată. Capacul are forma unui clopot foarte larg, cu marginea festonată și corpul străbătut de caneluri ce pornesc din jurul butonului. Butonul este format din bare arcuite, dispuse sub formă de floare. Pe laturile înguste este aplicată prin lipire câte o toartă formată din două bare arcuite, unite printr-o a treia, cu profil de balustră. | Muzeul Național Brukenthal, Sibiu                          | Cimec    |
|      | Castron | Datare: prima jum. a sec. XIX Școală: Atelier sibian Material: Cositor | Castronul are formă circulară, cu buza aplatizată, corpul cilindric și o mică talpă inelară. Vasul are două mănuși arcuite în sus, din bară cu profil de balustră. | Muzeul Național Brukenthal, Sibiu                          | Cimec    |
|      | Castron de sufertaș | Datare: 1817 Școală: Atelier transilvănean Material: Cositor | Castronul de sufertaș are formă cilindrică, buza aplatizată și ușor îngroșată. La bază are o bordură puternic reliefată. Cele două toarte sunt orizontale, cu trei lobi, perforate în centru pe o porțiune dreptunghiulară. Toartele sunt lipite de vas în zona mediană, între cele două incizii circulare. Pe corp sunt incizate circular două linii, între care este gravată, între două ramuri cu frunze stilizate, inscripția: „M: ZINK / 1817”. | Muzeul Național Brukenthal, Sibiu                          | Cimec    |
|      | Castron Autor: A.L.M. | Datare: 1796 Școală: Atelier sibian Material: Cositor | Castronul are formă circulară, buza dreaptă, puțin îngroșată pe revers. Corpul este alcătuit din trei cilindri despărțiți prin două trepte. Fundul este plan, nediferențiat. Toartele sunt din bară de secțiune hexagonală, decorate cu profil de volute și cochilii. În centru este decorat cu insigna breslei cizmarilor surmontată de o coroană, flancată de doi șerpi cu cozile formând volute și de două ramuri stilizate. Data: 1796 încadrează insigna breslei. Pe corpul castronului, în interior, este gravată inscripția: „NEU: IAHRS. GESCHENK. / HN: MICH: ORELD. / ALT: GESEL: MICH: ROHT: IUNG: ALT: GESEL: BALTES: GROSS.”. | Muzeul Național Brukenthal, Sibiu                          | Cimec    |
|      | Castron | Datare: sec. XVIII Școală: Atelier sibian Material: Cositor | Castronul are formă circulară, cu buza aplatizată, răsfrântă. Corpul vasului este înalt, concav, iar fundul în formă de calotă sferică turtită, cu o mică talpă inelară. Toartele, dispuse orizontal, sunt din bare cu profil de volute și cochilii. | Muzeul Național Brukenthal, Sibiu                          | Cimec    |
|      | Castron | Datare: sec. XVIII Școală: Atelier occidental Material: Cositor | Castronul are formă circulară, marginea cilindrică, buza îngroșată, corp concav cu o mică treaptă. Fundul are formă de calotă sferică foarte turtită. Lateral sunt lipite două toarte supraînălțate, din bare cu profil de volută. | Muzeul Național Brukenthal, Sibiu                          | Cimec    |
|      | Tavă | Datare: sec. XVIII Școală: Atelier transilvănean Material: Cositor | Tava are formă eliptică, cu marginea orizontală, buza festonată și îngroșată pe revers. Corpul vasului este mic, concav și se termină în partea de jos printr-o treaptă. Fundul tăvii este plan, nediferențiat. Toartele, arcuite în jos, sunt din bară metalică decorată cu volute slab conturate. | Muzeul Național Brukenthal, Sibiu                          | Cimec    |
|      | Castron | Datare: sec. XVIII Școală: Atelier sibian Material: Cositor | Castronul este circular, cu marginea cilindrică și buza ușor îngroșată. Corpul vasului este concav, cu pereții puțin înclinați, iar fundul are formă de calotă sferică foarte turtită. Mănușile sunt formate dintr-o succesiune de ove alternativ concave și convexe. O mănușă lipsă. | Muzeul Național Brukenthal, Sibiu                          | Cimec    |
|      | Recipient de gheață | Datare: sf. sec. XVIII - înc. sec. XIX Școală: Atelier transilvănean Material: Cositor | Vasul are formă cilindrică. Capacul este ușor bombat și se îmbucă deasupra buzei. Mânerul este format dintr-o bară de secțiune circulară. Sub buză este realizat neglijent un chenar de incizii. | Muzeul Național Brukenthal, Sibiu                          | Cimec    |
|      | Cană cu capac | Datare: sec. XVII Școală: Atelier sighișorean Material: Cositor | Cana de servit (schenkkanne) are formă tronconică. Talpa este foarte îngustă, inelară, sprijinită pe trei piciorușe turnate, lipite de vas, în formă de labă stilizată și volute. Capacul, ușor bombat, are butonul în formă de leu în ronde-bosse, iar șarniera, o mască de faun terminată printr-o balustră. Aceeași mască este dispusă și în partea inferioară a toartei. Toarta este decorată prin turnare cu un vrej înfrunzit formând volute în care se înscriu flori stilizate. Placheta poartă o acvilă bicefală. Corpul cănii este împărțit în trei registre orizontale, delimitate prin brâie în relief dublate de benzi striate. | Muzeul Național Brukenthal, Sibiu                          | Cimec    |
|      | Cercel | Datare: a doua jumătate a secolului XVII Școală: Atelier transilvănean Descoperit: Sibiu Material: argint; 6 topaze; 1 turcoaz; 3 granate; 2 almandine; turnat; aurit; email; caboșoane                                                                                            | Cercel cu formă și ornamentație în stil renascentist târziu. | Muzeul Național Brukenthal, Sibiu                          | Cimec    |
|      | Cercel | Datare: a doua jumătate a secolului XVII Școală: Atelier transilvănean Descoperit: Sibiu Material: argint; 6 topaze; 1 turcoaz; 3 granate; 2 almandine; turnat; aurit; email; caboșoane                                                                                            | Cercel cu formă și ornamentație în stil renascentist târziu. | Muzeul Național Brukenthal, Sibiu                          | Cimec    |
|      | Ac | Datare: Sec. XVII Școală: Atelier transilvănean Descoperit: Sibiu Material: argint; 1 sticlă roșie; turnat; filigran; email (albastru, maro, negru, alb); aurit | Ac de voal cu formă și ornamentație în stil renascentist târziu. | Muzeul Național Brukenthal, Sibiu                          | Cimec    |
|      | Pandantiv | Datare: Sec. XIX Școală: Atelier transilvănean Descoperit: Sibiu Material: metal comun (alamă); 3 olivine (peridot); 2 sticle verzi; 2 perluțe; alamă; turnat | Pandantiv de formă de fundă plată, de care este prins un pandantiv turnat cu motive vegetale, decorat cu caboșoane cu pietre semiprețioase (olivine). | Muzeul Național Brukenthal, Sibiu                          | Cimec    |
|      | Colier | Datare: Sec. XIX Școală: Atelier transilvănean Descoperit: Sibiu Material: argint; lucrat manual; aurit; pietre prețioase: 21 ametiste rozalii, 3 peridoturi verzi, 1 peridot verzui-albăstrui, 1 safir alb, 6 perle, 1 perlă mare în mijloc, 1 rubin; turnat; aurit; caboșoane    | Pandantiv bogat decorat cu pietre semiprețioase și perle, prins într-un lănțișor lucrat “inimioară”, în patru rânduri, prins cu verigi de argint. | Muzeul Național Brukenthal, Sibiu                          | Cimec    |
|      | Corset | Datare: Sec. XVIII Școală: Atelier transilvănean Descoperit: Sibiu Material: argint; perluțe din argint; 3 pietre incolore; aurit; turnat; caboșoane | Închizătoare corset de formă bombată, decorată cu perluțe turnate în argint, bordură din filigran și o fundă vegetală din argint. Una din cele patru pietre incolore din caboșoanele de argint lipsește. | Muzeul Național Brukenthal, Sibiu                          | Cimec    |
|      | Corset | Datare: Sec. XVIII Școală: Atelier transilvănean Descoperit: Sibiu Material: argint; perluțe din argint; 1 piatră incoloră; aurit; turnat; caboșon | Închizătoare de corset de formă bombată, decorată cu perluțe turnate în argint, bordură din filigran și o fundă vegetală din argint. | Muzeul Național Brukenthal, Sibiu                          | Cimec    |
|      | Nasture | Datare: Sec. XVIII Școală: Atelier transilvănean Descoperit: Sibiu Material: argint; aurit; turnat; gravat | Nasture de formă ovoidală, decorat cu striațiuni gravate. | Muzeul Național Brukenthal, Sibiu                          | Cimec    |
|      | Copcă | Datare: Sec. XVIII Școală: Atelier transilvănean Descoperit: Sibiu Material: argint; piatră verde (0,05 kt); turnat; aurit; caboșon | Copcă cu decor vegetal și un caboșon central cu o piatră verde; două cârlige de prindere în lateral. | Muzeul Național Brukenthal, Sibiu                          | Cimec    |
|      | Copcă | Datare: Sec. XVIII Școală: Atelier transilvănean Descoperit: Sibiu Material: argint; piatră verde (0,05 kt); turnat; aurit; caboșon | Copcă cu decor vegetal și un caboșon central cu o piatră verde; două cârlige de prindere în lateral. | Muzeul Național Brukenthal, Sibiu                          | Cimec    |
|      | Copcă | Datare: Sec. XVII Școală: Atelier transilvănean Descoperit: Sibiu Material: argint; turnat, aurit; email albastru, verde | Copcă cu decor vegetal turnat și floral pictat cu email. | Muzeul Național Brukenthal, Sibiu                          | Cimec    |
|      | Copcă | Datare: Sec. XVII Școală: Atelier transilvănean Descoperit: Sibiu Material: argint; turnat, aurit; email albastru, verde | Copcă cu decor vegetal turnat și floral pictat cu email. | Muzeul Național Brukenthal, Sibiu                          | Cimec    |
|      | Ac | Datare: Sec. XVIII Școală: Atelier transilvănean Descoperit: Sibiu Material: argint; 6 topaze; 1 sticlă; turnat; aurit | Ac de voal cu decor floral, cu petale din caboșoane din argint cu topaze și o sticlă central, imitație de perlă. | Muzeul Național Brukenthal, Sibiu                          | Cimec    |
|      | Ac | Datare: Sec. XVIII Școală: Atelier transilvănean Descoperit: Sibiu Material: argint; 3 olivine (peridot); 4 perle; aurit; caboșoane | Ac de voal cu decor floral, cu petalele formate din perle și caboșoane cu olivine. | Muzeul Național Brukenthal, Sibiu                          | Cimec    |
|      | Ac | Datare: Sec. XVIII Școală: Atelier transilvănean Descoperit: Sibiu Material: argint; 5 almandine; aurit; email (albastru, negru); turnat; gravat | Ac de voal cu decor floral, cu petalele formate din caboșoane cu almandine, intercalate de perle din argint; caboșonul central este înconjurat de petale mici din argint pictate cu emai albastru și negru. | Muzeul Național Brukenthal, Sibiu                          | Cimec    |
|      | Ac | Datare: Sec. XVII Școală: Atelier transilvănean Descoperit: Sibiu Material: argint; perle; 4 perle; 3 sticle verzi; 1 sticlă roșie; aurit; email; filigran | Ac de voal cu formă florală stilizată, ornamentată cu perle, filigran de argint, caboșoane cu sticlă verde și petale emailate. | Muzeul Național Brukenthal, Sibiu                          | Cimec    |
|      | Ac | Datare: Sec. XVIII Școală: Atelier transilvănean Descoperit: Sibiu Material: argint; 7 turcoaze; 6 perle; 12 perluțe din argint; aurit parțial | Ac de voal cu coronamentul florii decorat cu șapte turcoaze montate în argint, șase perle naturale prinse în știfturi din argint și douăsprezece perluțe turnate din argint. | Muzeul Național Brukenthal, Sibiu                          | Cimec    |
|      | Ac | Datare: Sec. XIX Școală: Atelier transilvănean Descoperit: Sibiu Material: argint; 5 perle; 1 sticlă roșie (0,75 kt.); turnat; aurit; email | Ac de voal cu formă vegetală, decorată cu perle și central, un caboșon cu piatră roșie. | Muzeul Național Brukenthal, Sibiu                          | Cimec    |
|      | Ac | Datare: Sec. XVIII Școală: Atelier transilvănean Descoperit: Sibiu Material: argint; 28 perle; sticlă (0,1 kt.); alte materiale (2 g); turnat; aurit; email | Ac de voal de formă circulară, cu decor floral din perluțe, o sticlă roșie central, email și broderie textilă. | Muzeul Național Brukenthal, Sibiu                          | Cimec    |
|      | Ac | Datare: Sec. XVIII Școală: Atelier transilvănean Descoperit: Sibiu Material: argint; 1 sticlă roșie; turnat, aurit; email | Ac de voal cu formă florală, cu petalele emailate și central, un caboșon cu sticlă roșie. | Muzeul Național Brukenthal, Sibiu                          | Cimec    |
|      | Ac | Datare: Sec. XVIII Școală: Atelier transilvănean Descoperit: Sibiu Material: argint; sticlă roșie; turnat, aurit; email | Ac de voal cu formă florală, cu petalele emailate și central, un caboșon cu sticlă roșie. | Muzeul Național Brukenthal, Sibiu                          | Cimec    |
|      | Ac | Datare: Sec. XIX Școală: Atelier transilvănean Descoperit: Sibiu Material: argint; 4 sticle roșii; turnat; aurit; email | Ac de voal în formă de floare, cu petale din sticlă roșie, perle din argint și email. | Muzeul Național Brukenthal, Sibiu                          | Cimec    |
|      | Broșă | Datare: Sec. XIX Școală: Atelier transilvănean Descoperit: Mediaș Material: argint; turcoaze; 3 sticle roșii; 7 topaze; turnat; cizelat; aurit | Broșă cu ornamentație cu sticle roșii, topaze, frunze stilizate turnate, lănțișor și două inimioare din argint aurit. | Muzeul Național Brukenthal, Sibiu                          | Cimec    |
|      | Ac | Datare: Sec. XVII Școală: Atelier transilvănean Descoperit: Sibiu Material: argint; 1 sticlă roșie; turnat; filigran, aurit; email | Formă circulară, cu bordură filigranată; decor în formă de floare, cu o piatră roșie central și petale emailate multicolor. | Muzeul Național Brukenthal, Sibiu                          | Cimec    |
|      | Ac | Datare: Sec. XIX Școală: Atelier transilvănean Descoperit: Sibiu Material: argint; email; 4 sticle roșii; turnat | Ac de voal în formă de floare, cu petale din sticlă roșie, perle din argint și email. | Muzeul Național Brukenthal, Sibiu                          | Cimec    |
|      | Cingătoare Maitz | Datare: Sec. XIX Școală: Atelier transilvănean Descoperit: Sibiu Material: metal comun; textile (catifea vișinie, brocart auriu); turnat, argintat | Cingătoare tip „Maitz”, cu cordon din catifea roșie și broderie aurie, pe care sunt aplicați butoni florali, turnați din argint. Catarama este turnată, are ornamente vegetale și imitație de filigran. | Muzeul Național Brukenthal, Sibiu                          | Cimec    |
|      | Cingătoare Maitz Autor: Eystach, Samuel | Datare: mijlocul secolului al XVIII-lea Școală: Atelier sibian Descoperit: Sibiu Material: argint; 9 turcoaze; 9 pietre carneol; 1 peridot; turnat; filigran; gravat; aurit | Cingătoare de tip „Maitz”, cu cordon din catifea roșie și broderie aurie, pe care sunt aplicați butoni florali, turnați din argint și decorați cu pietre semiprețioase. Suprafața cataramei este turnată cu frunze de acant stilizate, presărate cu pietre semiprețioase, înconjurate de petale de flori emailate. | Muzeul Național Brukenthal, Sibiu                          | Cimec    |
|      | Cană cu capac | Datare: 1678 Școală: Atelier sighișorean Material: Cositor | Cana are formă cilindrică. Talpa, lată și plană, este decorată, ca și marginea capacului, cu un brâu de palmete ștanțate. Capacul este plan cu o protuberanță conică în centru, butonul are forma unei jumătăți de mosor, iar șarniera este formată dintr-o bară aplatizată, arcuită. Toarta este decorată prin turnare cu un vrej drept cu două flori stilizate și frunze arcuite. Placheta este ștearsă. Corpul cănii este decorat, ca și capacul, cu chenare striate, delimitate de incizii orizontale strunjite. SGRAFFITO: "A.G. 1678 G.G.". | Muzeul Național Brukenthal, Sibiu                          | Cimec    |
|      | Cană cu capac | Datare: 1748 Școală: Atelier transilvănean Material: Cositor | Cana are formă cilindrică, talpa înclinată și bombată, cu trei trepte. Capacul este bombat, cu streașină proeminentă asemenea tălpii. Butonul este sferic, șarniera sub formă de palmetă, peste care se află o mască. Toarta este ornamentată prin turnare cu motive florale și un pelican și se termină în partea de jos sub forma unui scut decupat. Pe corpul cănii, sub buză și în jurul bazei, este incizat câte un brâu de meandre. Corpul vasului este împărțit în opt registre hexagonale, verticale, cu suprafețele ușor curbate, delimitate prin ciocănire. Conturul registrelor este dublat de meandre realizate cu linie punctată. În partea opusă toartei este incizată sumar o raniță și data "1748". | Muzeul Național Brukenthal, Sibiu                          | Cimec    |
|      | Cană cu capac | Datare: sec. XVII Școală: Atelier transilvănean Material: Cositor | Cana are formă tronconică. Talpa este înaltă și bombată, capacul bombat. Butonul are forma unei sfere turtite surmontată de două discuri, iar șarniera are formă de palmetă. Toarta este decorată prin turnare cu flori pe vrejuri arcuite și o mască și se termină cu un scut. Placheta, aproape ștearsă, reprezintă scena răstignirii lui Iisus. Sub buză și la bază, corpul cănii este decorat cu câte o bandă între meandrele căreia sunt romburi. În partea opusă toartei sunt reprezentați un bărbat și o femeie înveșmântați în costume de la mijlocul secolului XVII. Bărbatul ține în mână un trident, iar femeia poartă o coroană. Personajele sunt flancate de câte un motiv floral stilizat sub care se află o pasăre. | Muzeul Național Brukenthal, Sibiu                          | Cimec    |
|      | Cană cu capac | Datare: prima jumătate a sec. XVIII (SGRAFITO: 1708) Școală: Atelier transilvănean Material: Cositor | Cana are formă ușor tronconică, cu talpa înaltă, bombată. Toarta, terminată în partea de jos cu o mască, este decorată prin turnare cu motive florale, volute, iar în partea de sus cu un pelican hrănindu-și puii. Placheta reprezintă un vas din care pornesc trei frunze, deasupra căruia se arcuiesc două vrejuri cu frunze trilobe. Pe corp, sub buză și la bază, se află câte un brâu striat. Capacul lipsește. Datat sgraffito: "1708". | Muzeul Național Brukenthal, Sibiu                          | Cimec    |
|      | Cană cu capac | Datare: 1748 Școală: Atelier transilvănean Material: Cositor | Cana are formă cilindrică, talpa înclinată și bombată, cu trei trepte. Capacul este bombat, cu streașină proeminentă asemenea tălpii. Butonul este sferic, șarniera în formă de palmetă, peste care se află o mască. Toarta este ornamentată prin turnare cu motive florale și un pelican și se termină în partea de jos în formă de scut decupat. Pe corpul cănii, sub buză și în jurul bazei, este incizat câte un brâu de meandre. Corpul vasului este împărțit în opt registre hexagonale, verticale, cu suprafețele ușor curbate, delimitate prin ciocănire. Conturul registrelor este dublat de meandre realizate cu linie punctată. În partea opusă toartei este reprezentată sumar o raniță și data "1748". | Muzeul Național Brukenthal, Sibiu                          | Cimec    |
|      | Castron de sufertaș | Datare: sec. XVIII Școală: Atelier transilvănean Material: Cositor | Castronul are formă eliptică, corpul cu pereți drepți, decorați prin turnare cu caneluri paralele, verticale. Porțiunile delimitate se arcuiesc în afară. Buza este ușor răsfrântă, festonată, aplatizată. Fundul este plan, diferențiat. Mănușile sunt dispuse orizontal, au trei lobi și sunt perforate în centru pe o porțiune dreptunghiulară. Pe revers inițialele: "F:S:". | Muzeul Național Brukenthal, Sibiu                          | Cimec    |
|      | Castron de sufertaș | Datare: sec. XVIII Școală: Atelier transilvănean Material: Cositor | Castronul are formă eliptică, corpul cu pereți drepți, decorați prin turnare cu caneluri paralele, verticale. Porțiunile delimitate se arcuiesc în afară. Buza este ușor răsfrântă, festonată, aplatizată. Fundul este plan, diferențiat. Mănușile sunt dispuse orizontal, au trei lobi și sunt perforate în centru pe o porțiune dreptunghiulară. Pe revers inițialele: "F:S:". | Muzeul Național Brukenthal, Sibiu                          | Cimec    |
|      | Castron de sufertaș | Datare: sec. XVIII Școală: Atelier transilvănean Material: Cositor | Castronul are formă eliptică, corpul cu pereți drepți, decorați prin turnare cu caneluri paralele, verticale. Porțiunile delimitate se arcuiesc în afară. Buza este ușor răsfrântă, festonată, aplatizată. Fundul este plan, diferențiat. Mănușile sunt dispuse orizontal, au trei lobi și sunt perforate în centru pe o porțiune dreptunghiulară. Pe revers inițialele: "F:S:". | Muzeul Național Brukenthal, Sibiu                          | Cimec    |
|      | Pahar | Datare: 1844 Școală: Atelier transilvănean Material: Cositor | Paharul este tronconic. Decorul constă din două benzi formate din câte două incizii strunjite, plasate sub buză și la bază. Între ele este reprezentat un butoi încadrat de inscripția "M.Z. / 1844". | Muzeul Național Brukenthal, Sibiu                          | Cimec    |
|      | Oală cu capac | Datare: sec. XIX Școală: Atelier transilvănean Material: Cositor | Oala pentru tutun este cilindrică, cu buza ușor îngroșată. Capacul are forma unei calote sferice, iar butonul este sferic. Corpul vasului este străbătut de trei brâie incizate circular. În interiorul capacului sunt sgrafiate datele: "16800/1955" (nr. Vechi de inventar și data intrării în colecție). | Muzeul Național Brukenthal, Sibiu                          | Cimec    |
|      | Sfeșnic | Datare: sec. XVIII Școală: Atelier transilvănean Material: Cositor | Sfeșnicul are talpa în formă de calotă sferică turtită, piciorul tronconic, fusul piriform. Lăcașul lumânării este cilindric, așezat pe un suport circular, ușor concav. Talpa, fusul și piciorul sunt străbătute de caneluri realizate prin turnare. | Muzeul Național Brukenthal, Sibiu                          | Cimec    |
|      | Flacon | Datare: începutul sec. XVII Școală: Atelier transilvănean Material: Cositor | Flacon prismatic, spre umăr, laturile înguste se curbează ușor. Umărul este orizontal, iar gâtul scurt, cilindric, cu spirală de înșurubare. Decorul este realizat cu linie în zigzag. Pe una din laturi este reprezentat un cerb alergând, pe un fundal de volute cu frunze și lalele; pe a doua o volută cu lalele mici și alte flori mari, foarte stilizate. Laturile înguste sunt decorate cu șiruri de semiove. | Muzeul Național Brukenthal, Sibiu                          | Cimec    |
|      | Cană cu capac Autor: A.B. | Datare: sec. XVIII Școală: Atelier sibian Material: Cositor | Cana are corpul tronconic, talpa înaltă, bombată. Pe corp este gravat în linie zigzag un decor reprezentând, în partea opusă toartei, un cocoș, iar în dreapta și în stânga acestuia, câte o floare mare. Capacul este bombat, cu streașină lată. Butonul are forma unui ciorchine, iar șarniera a unei palmete duble. Toarta nu este decorată și se termină jos cu un scut decupat. Placheta este ștearsă și nu poate fi interpretată. | Muzeul Național Brukenthal, Sibiu                          | Cimec    |
|      | Cafetieră | Datare: a doua jumătate a sec. XVIII Școală: Atelier occidental (?) Material: Cositor | Cafetiera are formă piriformă, gâtul este cilindric înalt, talpa îngustă. Capacul este bombat, cu o treaptă, iar butonul are formă de mosor surmontat de o mică sferă. Ciocul de turnare, de secțiune triunghiulară, pornește de pe umărul vasului având o linie sinuoasă. Toarta, din bară aplatizată, are mai multe arcuiri. Talpa, corpul, gâtul și capacul vasului sunt decorate cu muchii puțin reliefate, paralele, arcuite în mai multe sensuri. | Muzeul Național Brukenthal, Sibiu                          | Cimec    |
|      | Cană cu capac | Datare: 1718 Școală: Atelier transilvănean Descoperit: Daia (Sighișoara) Material: Cositor | Cana are formă tronconică. Talpa este mică, în două trepte, a doua fiind bombată. Capacul este plat, cu buton sferic, iar șarniera, foarte arcuită, are formă de palmetă. Toarta este decorată prin turnare cu două figuri umane, nude, între vrejuri de viță de vie și ciorchini de struguri. Corpul cănii este decorat cu linie în zigzag, motive florale. Deasupra decorului este inscripția: "GABET GERG. UNCH / 1718". | Muzeul Național Brukenthal, Sibiu                          | Cimec    |
|      | Cană cu capac | Datare: 1572 Școală: Atelier transilvănean Material: Cositor | Cana de transportat lichide (schleifkrug) are forma unei sfere turtite. Gâtul este cilindric, ușor evazat spre buză și împărțit în două registre printr-o bandă profilată și linii incizate circular. Capacul este plan, decorat pe margine cu un brâu de palmete ștanțate și cu o friză de denticuli reliefați. Corpul și gâtul cănii sunt încinse cu brâie de baghete dispuse orizontal. Pe pântec, în partea opusă toartei, este aplicat un mâner din alamă. Butonul vasului are forma unui leu, iar șarniera are profil de balustră. Toarta, lată și aplatizată, este decorată prin turnare cu un motiv de grilaj. Pe gâtul vasului este aplicat un scut decupat pe care este incizată inscripția: "1572 / D.K.I. / v.d.". Placheta are formă de rozetă. | Muzeul Național Brukenthal, Sibiu                          | Cimec    |
|      | Cafetieră | Datare: a doua jumătate a sec. XVIII Școală: Atelier occidental Material: Cositor | Cafetiera are formă piriformă, cu capacul în formă de calotă sferică, iar butonul în formă de mosor. Ciocul de turnare pornește de la jumătatea pântecului, arcuindu-se spre vârf. În partea opusă ciocului este lipită toarta din lemn, arcuită sub formă de semn de întrebare, prinsă în mănuși cilindrice, metalice. | Muzeul Național Brukenthal, Sibiu                          | Cimec    |
|      | Flacon | Datare: 1722 Școală: Atelier transilvănean Material: Cositor | Flaconul este prismatic. Laturile înguste se arcuiesc spre umărul orizontal. Gâtul este cilindric, cu spirală de înșurubare. Dopul are forma unui cap omenesc grotesc. Laturile mari sunt ornamentate cu câte o acvilă bicefală încoronată, ținând în fiecare ghiară câte o sabie; în partea de jos sunt arabescuri cu multe volute și flori stilizate. Coroana este flancată de inițialele "G.B." și poartă data "1722". Laturile înguste au ornamente diferite: o latură are volute înguste, formând un vrej cu frunze și flori stilizate; cealaltă, o tulpină curbată, purtând o floare mare, stilizată și mai multe vrejuri cu frunze lungi și arcuite. | Muzeul Național Brukenthal, Sibiu                          | Cimec    |
|      | Cană cu capac | Datare: sec. XVII Școală: Atelier transilvănean Material: Cositor | Cănița de băut are formă tronconică, evazată spre bază. Capacul este ușor bombat, cu buton alcătuit dintr-o sferă turtită înfiptă într-o mică baghetă, iar șarniera este plată, în formă de palmetă. Toarta este decorată prin turnare cu un vrej drept, cu frunze ovale, volute și două flori stilizate. Corpul este decorat cu benzi de incizii strunjite. | Muzeul Național Brukenthal, Sibiu                          | Cimec    |
|      | Flacon | Datare: începutul sec. XVII Școală: Atelier sibian Material: Cositor | Flaconul are formă de prismă, fiecare latură fiind împărțită, printr-un tor de secțiune semicirculară, în două segmente verticale, egale. Spre umărul circular, plan, muchiile laturilor se arcuiesc. Flaconul are gâtul cilindric, scurt, în care se înșurubează dopul în formă de cap de om. Din două în două laturi torul este flancat de câte un motiv ornamental în relief: o meandră dispusă vertical, formată din volute. Circular, pe umărul vasului, este inscripția: "Aus Heltaus 1893. 250 fl.". | Muzeul Național Brukenthal, Sibiu                          | Cimec    |
|      | Castron | Datare: sec. XVIII Școală: Atelier transilvănean Material: Cositor | Castronașul are formă circulară, cu trei piciorușe în formă de labe. Corpul este concav, buza puternic răsfrântă în afară, surmontată de un cilindru scund. Corpul și fundul au incizate la strung benzi concentrice. | Muzeul Național Brukenthal, Sibiu                          | Cimec    |
|      | Cană cu capac | Datare: sec. XVIII Școală: Atelier transilvănean Material: Cositor | Cana are formă tronconică, talpa lată, și ușor bombată formând mai multe trepte. Capacul, decorat cu ove, este bombat, are streașina pronunțată, buton sferic. Șarniera are formă de palmetă terminată printr-o volută. Toarta este decorată cu un pelican și motive florale și se termină jos printr-un scut decupat. Corpul cănii este împărțit în opt registre eliptice, verticale, delimitate prin ciocănire, cu suprafețele ușor curbate și contururile subliniate prin chenare de linii zigzagate. Sub buză este inscripția: "VEHREHRET HANNES SCHIPPEN", iar pe corp a fost sgraffiat apocrif: "I. Filtsch 1840". | Muzeul Național Brukenthal, Sibiu                          | Cimec    |
|      | Cană cu capac | Datare: sec. XVII Școală: Atelier sighișorean Material: Cositor | Cănița are formă tronconică, evazată la bază. Capacul este plan, butonul în formă de mosor, iar șarniera este formată din două sfere alăturate. Corpul vasului este înconjurat de benzi orizontale, striate. Toarta nu este decorată. Placheta, foarte ștearsă, este decorată cu motive de vrejuri de viță de vie pornind dintr-un vas. | Muzeul Național Brukenthal, Sibiu                          | Cimec    |
|      | Tavă | Datare: sec. XVIII Școală: Atelier transilvănean Material: Cositor | Tava are formă eliptică, sprijinită pe patru piciorușe din bare arcuite spre exterior. Buza este răsfrântă, aplatizată, subliniată printr-o canelură. Corpul și fundul tăvii sunt străbătute de muchii radiare ce pornesc din centrul vasului și se accentuează spre buză. | Muzeul Național Brukenthal, Sibiu                          | Cimec    |
|      | Castron | Datare: sec. XVIII Școală: Atelier transilvănean Material: Cositor | Castronul este circular, cu buza aplatizată și festonată în bucle ce formează, două câte două, acolade rotunjite. Corpul este alcătuit din două segmente sferice inegale, despărțite printr-o treaptă marcată pe avers printr-o incizie strunjită. Fundul este plan și ușor înălțat. | Muzeul Național Brukenthal, Sibiu                          | Cimec    |
|      | Cristelniță | Datare: 1750 Școală: Atelier transilvănean Material: Cositor | Cristelnița are cupa în formă de calotă sferică cu buza ușor îngroșată. Talpa este circulară, ușor bombată, iar fusul este format din trei noduri sferice turtite. Sub buză, sub două incizii circulare, se află inscripția: "Verehret Frau CATHARINA AXMANIN Keszlerin / 1750". | Muzeul Național Brukenthal, Sibiu                          | Cimec    |
|      | Cană cu capac | Datare: 1733 Școală: Atelier transilvănean Material: Cositor | Cana are formă cilindrică, cu talpa înaltă, cu două trepte. Capacul este bombat, cu trei trepte. Butonul este format dintr-o sferă, două discuri unite printr-o baghetă și un con. Șarniera este sferică. Toarta este decorată prin turnare cu motive vegetale, o mască și un pelican hrănindu-și puii. Corpul cănii este împărțit în șase registre eliptice verticale, delimitate prin ciocănire, formând suprafețe curbe. În jurul bazei, buzei, capacului și conturului registrelor sunt incizate brâie de opturi și meandre. Frontal este reprezentată o unealtă de postăvar și inscripția: "HAN: Frö / 1733". | Muzeul Național Brukenthal, Sibiu                          | Cimec    |
|      | Castron | Datare: sec. XVIII Școală: Atelier transilvănean Material: Cositor | Castronul este circular, cu buza aplatizată și festonată în bucle formând, două câte două, acolade rotunjite, încadrate de câte o buclă ascuțită. Corpul este alcătuit din două segmente sferice inegale, despărțite printr-o treaptă. Fundul este plan și ușor înălțat printr-o treaptă. | Muzeul Național Brukenthal, Sibiu                          | Cimec    |
|      | Tavă Autor: A.H | Datare: 1699 Școală: Atelier sibian Material: Cositor | Platoul are formă circulară cu marginea lată, corpul adânc, concav, fundul ușor convex, nediferențiat. Decorul este realizat prin gravare cu linii în zigzag și se împarte în trei registre: margine, corp și fund. Pe margine sunt trei medalioane cu figuri de animale, iar între medalioane motive vegetale stilizate. În centrul platoului este gravată o acvilă bicefală. Pe margine, în medalion, este gravată inscripția: "GABE AUS / DER TÖPER / ZECH / 1699". | Muzeul Național Brukenthal, Sibiu                          | Cimec    |
|      | Tavă | Datare: 1787 Școală: Atelier sibian Material: Cositor | Platoul are formă circulară, marginea ușor concavă, buza îngroșată și subliniată prin două incizii gravate la strung. Corpul este concav, vertical, iar fundul plan, nediferențiat. Decorul, realizat cu linii în zigzag mărunt și mijlociu, este plasat pe margine și în centru. Pe margine este inscripția: "NEU. IAHRS. GESCHENK. / LADEN. MEISTER. MICH. FEISNEKER / 17 ALT. GESELL. IOH. GEORG. GERGER. 87", iar în continuare sunt reprezentate animale alergând, alternând cu flori. În centrul platoului, doi lei heraldici susțin unelte dispuse radiar în jurul unei ploști. Dedesubt sunt reprezentate două veverițe pe ramuri. | Muzeul Național Brukenthal, Sibiu                          | Cimec    |
|      | Tavă | Datare: 1766 Școală: Atelier transilvănean Material: Cositor | Platoul are formă circulară, cu marginea concavă și relativ îngustă, corpul scund, concav, iar fundul plan, nediferențiat. Decorul este gravat în linii de mici zigzaguri. Pe margine sunt alternate animale reprezentate alergând, lalele și grupuri de flori cu vrejuri arcuite. În centru, într-un chenar cu flori, doi lei heraldici susțin o cunună de frunze foarte stilizate, surmontate de o coroană. În interiorul cununii sunt gravate semne ale breslei zidarilor și data "1766" flancată de literele "A. / D.". Deasupra cununii este gravată inscripția: "NEÜ IAHRS GESCHENCK / GEOR. KRAEMER.". | Muzeul Național Brukenthal, Sibiu                          | Cimec    |
|      | Tavă | Datare: 1780 Școală: Atelier transilvănean Material: Cositor | Platoul este plan, circular. Marginea este oblică, lată și se arcuiește ușor spre buza îngroșată și subliniată de incizii strunjite. Corpul vasului este concav, iar fundul plan, nediferențiat. Pe margine este gravată inscripția: "Mühler Zunfft / 1780". | Muzeul Național Brukenthal, Sibiu                          | Cimec    |
|      | Tavă | Datare: 1756 Școală: Atelier transilvănean Material: Cositor | Platoul are formă circulară, marginea ușor concavă, iar buza îngroșată. Corpul și fundul formează o calotă sferică foarte turtită. Decorul este executat cu linie cu zigzag mărunt sau foarte mare. Pe margine sunt figurate alternativ animale, flori izolate și meandre în buclele cărora sunt flori foarte stilizate. Corpul platoului este decorat cu o meandră continuă, în buclele căreia sunt lalele stilizate. În centru sunt gravați doi lei heraldici înaripați ce susțin o cunună de frunze stilizate, în interiorul căreia sunt reprezentate însemne ale breslei cizmarilor. Sub cunună sunt flori și volute pe un fond incizat în formă de grătar. Inscripții: pe margine: "NEU IAHRS GESCHENCK / 1756"; central, deasupra cununii: "H. GEORGIUS SCHUSTER GESEL. WATT. / IOHAN STENZEL IOHAN SADTLER". | Muzeul Național Brukenthal, Sibiu                          | Cimec    |
|      | Tavă | Datare: 1620 Școală: Atelier transilvănean Material: Cositor | Platoul este adânc, circular, cu marginea lată, oblică și ușor arcuită. Corpul este concav, înalt, iar fundul plan, nediferențiat. Decorul este executat prin incizare cu linie profundă, largă, dar inegală, în zigzag. Pe margine este o bandă meandrică, cu flori și frunze de lalele foarte stilizate, întreruptă de un scut în care este inscripția: "ANNO / 1620". În centrul platoului, în interiorul unui chenar circular de arcuri în acoladă executate prin incizii scurte, paralele, este gravată o rozetă mare, cu șase petale, având între petale câte o lalea foarte stilizată. | Muzeul Național Brukenthal, Sibiu                          | Cimec    |
|      | Farfurie | Datare: 1751 Școală: Atelier transilvănean Material: Cositor | Farfuria este plană, circulară. Marginea se arcuiește spre buza subliniată printr-o incizie strunjită. Corpul formează un mic trunchi de con, iar fundul este plan, nediferențiat. Pe margine este reprezentată o cunună de frunze stilizate și o unealtă de postăvar. Decorul este flancat de inscripția: "ANDREAS HUBES / 1751". | Muzeul Național Brukenthal, Sibiu                          | Cimec    |
|      | Farfurie | Datare: mijlocul sec. XVIII Școală: Atelier brașovean Material: Cositor | Farfuria este plană, circulară, cu corpul concav. Marginea este lată, oblică, buza îngroșată și subliniată cu benzi striate, concentrice. Corpul vasului este gravat cu benzi identice cu cele de pe margine. Fundul farfuriei este plan, nediferențiat. Pe reversul marginii sunt gravate inițialele: "P.R.", "M.B.". | Muzeul Național Brukenthal, Sibiu                          | Cimec    |
|      | Farfurie | Datare: sfârșitul sec. XVIII - începutul sec. XIX Școală: Atelier sibian Material: Cositor | Farfuria este puțin adâncă, circulară, cu corpul scund, concav, iar pereții oblici. Fundul este plan, nediferențiat. Buza este subliniată pe revers printr-o incizie strunjită și festonată pe avers în bucle grupate două câte două în formă de acoladă. De la intrândurile festonului pornesc muchii oblice, care străbat radiar toată marginea, formând registre ușor concave. | Muzeul Național Brukenthal, Sibiu                          | Cimec    |
|      | Farfurie | Datare: sfârșitul sec. XVIII - începutul sec. XIX Școală: Atelier sibian Material: Cositor | Farfuria este circulară, puțin adâncă. Buza este festonată cu o succesiune de bucle în acoladă. De la intrândurile acestora pornesc muchii oblice, paralele, ce străbat radiar marginea. Corpul farfuriei este ușor concav, iar fundul plan, nediferențiat. În centru este un brâu ornamental striat cu burinul. | Muzeul Național Brukenthal, Sibiu                          | Cimec    |
|      | Farfurie | Datare: 1866 Școală: Atelier sibian Material: Cositor | Farfuria este adâncă, circulară, cu marginea lată, arcuită spre buză. Buza este îngroșată și subliniată prin incizii strunjite. Corpul vasului este concav, iar fundul plan, nediferențiat. Marginea și centrul farfuriei sunt decorate cu câte un chenar striat cu burinul. Pe margine este inscripția: "18 I.F. 66". | Muzeul Național Brukenthal, Sibiu                          | Cimec    |
|      | Farfurie | Datare: 1835 Școală: Atelier sibian Material: Cositor | Farfuria este plană, circulară, cu marginea ușor arcuită spre buza îngroșată, subliniată printr-o incizie strunjită. Corpul este scund, ușor concav, fundul plan, nediferențiat. Pe margine, încadrată de două ramuri stilizate, este gravată inscripția: "C.B. / 1835". În centrul farfuriei este un decor floral executat prin gravare cu linie în zigzag. | Muzeul Național Brukenthal, Sibiu                          | Cimec    |
|      | Farfurie | Datare: 1796 Școală: Atelier sibian Material: Cositor | Farfuria este plană, circulară, cu marginea arcuită spre buza marcată de o incizie gravată superficial și decorată cu o bandă striată cu burinul. Corpul vasului este scund, concav, înclinat, iar fundul plan, nediferențiat. Pe margine sunt gravate două ramuri stilizate, cu frunze dispuse în spic, iar între ele este inscripția: "M.F. / 1796". În centrul farfuriei, înconjurată de chenare striate, este reprezentată, prin gravare cu zigzaguri mărunte, o acvilă bicefală, cu coroană, glob și spadă. | Muzeul Național Brukenthal, Sibiu                          | Cimec    |
|      | Farfurie | Datare: 1803 Școală: Atelier sibian Material: Cositor | Farfuria este plană, circulară, cu marginea arcuită spre buză. Corpul este concav, iar fundul plan, nediferențiat. Marginea este decorată cu două benzi concentrice, striate cu burinul și poartă inscripția: "A.B. / 1803". În centrul farfuriei, în interiorul unui chenar identic cu cele de pe margine, este gravată cu linie în zigzag mărunt o acvilă bicefală, cu spadă, sceptru și coroană. | Muzeul Național Brukenthal, Sibiu                          | Cimec    |
|      | Farfurie | Datare: 1797 Școală: Atelier sibian Material: Cositor | Farfuria este plană, circulară, cu marginea oblică, foarte puțin arcuită spre buza îngroșată. Corpul vasului este scund, concav, iar fundul plan, nediferențiat. Marginea este decorată cu o bandă striată și poartă inscripția: "C.H. 17=97". În centrul farfuriei, în interiorul unui medalion format din chenare striate, este gravat cu linie zigzagată un trandafir stilizat, pe un vrej arcuit. | Muzeul Național Brukenthal, Sibiu                          | Cimec    |
|      | Farfurie | Datare: sec. XVIII Școală: Atelier sibian Material: Cositor | Farfuria este plană, circulară, cu marginea arcuită spre buza îngroșată și subliniată printr-o incizie strunjită. Corpul vasului este concav și înclinat, iar fundul plan, nediferențiat. Marginea este decorată cu un chenar striat cu burinul. În centrul farfuriei, în mijlocul a două benzi concentrice identice cu cele de pe margine, sunt gravate cu linie de mici zigzaguri trei lalele stilizate, pe vrejuri cu frunze. Tulpina este gravată cu linie de zigzaguri foarte mari. | Muzeul Național Brukenthal, Sibiu                          | Cimec    |
|      | Buiotă | Datare: sec. XVIII Școală: Atelier transilvănean Material: Cositor | Buiota este eliptică, formată din două părți egale, lipite între ele cu liant de cositor. Fundul este plat, iar partea superioară este ușor bombată și are în centru un mic orificiu circular cu capac discoidal, înfiletat. Mânerul este format dintr-o bară de alamă arcuită. Interiorul buiotei este șamotat. | Muzeul Național Brukenthal, Sibiu                          | Cimec    |
|      | Farfurie | Datare: 1803 Școală: Atelier sibian Material: Cositor | Farfuria este circulară, puțin adâncă, cu marginea arcuită spre buza conturată printr-o incizie. Corpul este concav, iar fundul plan, nediferențiat. Decorul este executat prin gravare în linie de zigzaguri pronunțate. Pe margine sunt figurate animale reprezentate alergând, alternate cu flori și vrejuri arcuite. Între două ramuri cu frunze stilizate în formă de spic sunt inițialele: "P.L.M." . În centrul farfuriei, în aceeași tehnică, este gravată o cunună de frunze, surmontată de o coroană și flancată de câte o floare stilizată. În cunună este figurată o roată de moară și data 1803. | Muzeul Național Brukenthal, Sibiu                          | Cimec    |
|      | Farfurie | Datare: 1821 Școală: Atelier sibian Material: Cositor | Farfuria este plană, circulară, cu marginea arcuită spre buza îngroșată și subliniată printr-o incizie. Corpul vasului este concav, iar fundul plan, nediferențiat. Pe margine este inscripția : "Gestiftet von der Brüderschaft im September 1821 Carl Friedrich v. Liegnitz Altgesell Aug: Herold v. Leipzig Oertengesell". În centrul farfuriei este reprezentată o șa cu valtrap, iar sub aceasta o meandră cu frunze alungite, ondulate. | Muzeul Național Brukenthal, Sibiu                          | Cimec    |
|      | Farfurie | Datare: a doua jumătate a sec. XVIII Școală: Atelier sibian Material: Cositor | Farfuria este plană, circulară, iar buza îngroșată și subliniată printr-o incizie. Pe marginea arcuită ușor spre buză este gravată inscripția: "NEÜ IARS GESCHENR ALT GE / IOHANES MESS CUN MICHEL ECKART". Corpul este foarte scund și oblic, iar fundul plan, nediferențiat. În centrul farfuriei este reprezentată o insignă a breslei butnarilor, înconjurată de o cunună de frunze cu câte o rozetă în partea de sus și de jos. Cununa este surmontată de o coroană și susținută de doi lei heraldici înaripați. În dreapta și stânga lor sunt inițialele "G.", "B". Sub coroană este gravată o volută dublă, cu frunze și flori stilizate. | Muzeul Național Brukenthal, Sibiu                          | Cimec    |
|      | Farfurie | Datare: sfârșitul sec. XVIII - începutul sec. XIX Școală: Atelier sibian Material: Cositor | Farfuria este puțin adâncă, de formă circulară, corpul scund, concav, iar fundul plan, nediferențiat. Marginea este ușor arcuită spre interior, îngroșată și festonată în bucle formând două câte două o acoladă. De la intrândurile festonului pornesc muchii paralele, oblice, care străbat radiar toată marginea, formând registre ușor concave. | Muzeul Național Brukenthal, Sibiu                          | Cimec    |
|      | Farfurie | Datare: sfârșitul sec. XVIII - începutul sec. XIX Școală: Atelier sibian Material: Cositor | Farfuria este circulară, puțin adâncă. Buza este festonată cu o succesiune de bucle în acoladă. De la intrândurile acestora pornesc muchii oblice, paralele, ce străbat radiar marginea. Corpul farfuriei este ușor concav, iar fundul plan, nediferențiat. În centru este un brâu ornamental striat cu burinul. | Muzeul Național Brukenthal, Sibiu                          | Cimec    |
|      | Farfurie | Datare: 1738, MAI, 4 Școală: Atelier transilvănean Material: Cositor | Farfuria este plană, circulară. Marginea este lată, orizontală, ușor arcuită spre buza îngroșată și subliniată printr-o incizie. Corpul vasului este mic, concav, iar fundul plan, nediferențiat. Pe margine este inscripția: "ZUM EWIGEN ANDENCKEN / VON JOHANNES EILSCH / ANNO 1.7.3.8. DIE. 4 MAY". | Muzeul Național Brukenthal, Sibiu                          | Cimec    |
|      | Patenă | Datare: prima jumătate a sec. XIX Școală: Atelier transilvănean Material: Cositor | Patena este plană, circulară, lucrată prin presarea unei table subțiri din cositor. Marginea este plată, cu buza realizată prin răsfrângerea tablei și poartă inscripția: "A B C D E F G H I J K L M N O P Q R S T U V W Y Z". În centru sunt două busturi, în profil, afrontate. Bărbatul poartă o uniformă de început de secol xix, iar femeia o rochie empire. Deasupra personajelor este inscripția: "OSCAR / JOSEPHINE", sub care sunt figurate trei rozete. Inscripțiile și decorul sunt realizate în relief. | Muzeul Național Brukenthal, Sibiu                          | Cimec    |
|      | Farfurie | Datare: 1757 Școală: Atelier transilvănean Material: Cositor | Farfuria este plană, circulară, cu corpul concav, fundul plan, nediferențiat, marginea dreaptă, buza îngroșată. Pe margine este gravată inscripția "1.7.D.B.57", iar în centru sunt figurate cu linii în zigzag, trei lalele strânse într-un buchet. | Muzeul Național Brukenthal, Sibiu                          | Cimec    |
|      | Farfurie | Datare: 1757 Școală: Atelier transilvănean Material: Cositor | Farfuria este plană, circulară, cu marginea dreaptă, buza îngroșată. Corpul vasului este concav, iar fundul plan, nediferențiat. Pe margine sunt două chenare striate între care este gravată inscripția: "17 DA = ROTH. 57". În centrul farfuriei este gravat cu linie în zigzag un decor vegetal înconjurat de un brâu striat similar celui de pe margine. | Muzeul Național Brukenthal, Sibiu                          | Cimec    |
|      | Farfurie | Datare: 1792 Școală: Atelier transilvănean Material: Cositor | Farfuria este plană, circulară, cu marginea ușor înclinată și buza îngroșată. Corpul vasului este ușor concav, iar fundul plan, nediferențiat. Pe margine este gravată inscripția: "SCHUSTER 1792 BRUDERSCH: TELLER". Data este încadrată de două ramuri de brad stilizate. | Muzeul Național Brukenthal, Sibiu                          | Cimec    |
|      | Farfurie | Datare: a doua jumătate a sec. XVIII Școală: Atelier sibian Material: Cositor | Farfuria este plană, circulară. Marginea este aproape orizontală, buza îngroșată pe revers, corpul concav, vertical, iar fundul plan, nediferențiat. Pe margine, revers, este incizată monograma: "I:M:". | Muzeul Național Brukenthal, Sibiu                          | Cimec    |
|      | Farfurie Autor: A.L.M. | Datare: a doua jumătate a sec. XVIII Școală: Atelier sibian Material: Cositor | Farfuria este circulară, cu marginea oblică, iar corpul ușor concav și înclinat. Fundul este plan și nediferențiat. Suprafața interioară a farfuriei este decorată cu spirale închise, realizate foarte superficial, cu linii subțiri, obținându-se jocuri de lumină și umbră. | Muzeul Național Brukenthal, Sibiu                          | Cimec    |
|      | Farfurie Autor: A.L.M. | Datare: a doua jumătate a sec. XVIII Școală: Atelier sibian Material: Cositor | Farfuria este circulară, cu marginea oblică, iar corpul ușor concav și înclinat. Fundul este plan și nediferențiat. Suprafața interioară a farfuriei este decorată cu spirale închise, realizate foarte superficial, cu linii subțiri, obținându-se jocuri de lumină și umbră. | Muzeul Național Brukenthal, Sibiu                          | Cimec    |
|      | Farfurie | Datare: 1711 Școală: Atelier transilvănean Material: Cositor | Farfuria este adâncă, circulară, cu marginea lată și puțin oblică. Buza este îngroșată și subliniată printr-o incizie strunjită. Corpul și fundul vasului formează o calotă sferică foarte turtită. Pe margine este gravată inscripția: "OFFERT IN USUM ALB. ECCL. IUSTINA CON. ANNO 1711". | Muzeul Național Brukenthal, Sibiu                          | Cimec    |
|      | Farfurie | Datare: prima jumătate a sec. XVIII Școală: Atelier transilvănean Material: Cositor | Farfuria este puțin adâncă, de formă circulară, corpul și fundul formând o calotă sferică turtită. Marginea este lată și plană, iar buza îngroșată pe revers. Marginea și corpul vasului sunt decorate cu benzi striate, delimitate de incizii. Farfuria este decorată cu o plachetă lipită în centru, reprezentând un vas din care pornesc trei flori și două vrejuri arcuite, cu frunze. | Muzeul Național Brukenthal, Sibiu                          | Cimec    |
|      | Cană cu capac | Datare: 1678 Școală: Transilvănean Descoperit: Transilvania Material: Cositor | Cana are formă cilindrică, talpa lată și bombată, cu marginea ușor răsfrântă. Capacul este bobmat, cu streașina pronunțată, butonul în formă de ciorchine, iar șarniera alcătuită dintr-o palmetă dublă. Toartă, nedecorată, se termină în partea de jos printr-un scut decupat, placheta este decorată cu un vas din care se revarsă vrejuri înfrunzite, arcuite, pornind dintr-o frunză mare, centrală, corpul cănii este decorat în jurul bazei și a buzei cu câte un chenar striat, delimitat de incizii strunjite, în partea opusă toartei este reprezentată o cunună de frunze stilizate in interiorul căreia figurează semnul breslei cizmarilor, în cunună este plasată inscripția: "Gabet/ 1678/ die 18 may", iar lateral, de o parte și de alta "Georgius / Schuster". | Muzeul Național Brukenthal, Sibiu                          | Cimec    |
|      | Cană cu capac | Datare: 1679 Școală: Transilvănean Descoperit: Transilvania Material: Cositor | Cănița are formă cilindrică, talpa este înaltă și bombată, ca și capacul, acesta având streașina pronunțată. Butonul are formă de ciorchine, iar șarniera de palmetă. Toarta, terminată cu un scut, este decorată prin turnare cu motive de volute și flori pornind dintr-un vas în formă de amforă și un personaj așezat pe un butoi, ținând în mână o cupă, placheta este foarte ștearsă, se distinge vag un vas, din care se revarsă vrejuri curbe, sub buză este gravată circular inscripția: "Gabet aest: Keslerin", iar pe corp, în dreapta opusă toartei "Dorothea / Klognerin / 1.6.7.9.". Înconjurată de o cunună. | Muzeul Național Brukenthal, Sibiu                          | Cimec    |
|      | Cană cu capac | Datare: sec. XVIII Școală: Occidental Material: Cositor | Cana de bere (Lichtenhaier - Bierkrugen) are formă tronconică, lucrată din lemn, ferecată în cositor decupat sub forma unor vrejuri înfrunzite în care se află doi papagali care incadrează frontal un scut, capacul este plan, decorat prin turnare cu un brâu cu motive florale, dublat de un brâu de jumătăți de ove și o bandă cu incizii paralele. În centrul capacului este gravat un scut. Toarta este arcuită, nedecorată, terminată printr-o balustră, iar șarniera are forma unei sfere mari. | Muzeul Național Brukenthal, Sibiu                          | Cimec    |
|      | Cană liturgică | Datare: 1718 Școală: Transilvănean Descoperit: Transilvania Material: Cositor | Cana are corpul bombat, aproape sferic, gâtul cilindric, înalt, buza dreaptă, ușor îngroșată, talpa plană, circulară, iar piciorul scurt, cilindric. Țeava de turnare, așezată vertical, are secțiune hexagonală, pornind de la jumătatea corpului cănii, capacul este plan, iar butonul și șarniera sunt sferice. Toarta este decorată prin turnare cu motive florale foarte șterse. Pe corp, încadrând locul de pornire a țevii, este gravată inscripția: "D.O.M.S. / Mnema Iohannis Decani Celebrata Ferebat/Haec Demetrina Tibi Munera Turba Dei / A.O.R. MDCC XIIX". | Muzeul Național Brukenthal, Sibiu                          | Cimec    |
|      | Flacon | Datare: A doua jumătate a sec. XVII Școală: Transilvănean Descoperit: Transilvania Material: Cositor | Flaconul în formă de ploscă are talpa mică, eliptică, corpul plat, discoidal, cele două fețe au câte două brâie reliefate, concentrice, ce formează trei registre cu motive florale și geometrice, iar spre centru, raze, centrul vasului, pe ambele fețe, are și șapte perforații dispuse sub forma de rozetă, gâtul flaconului este mic, cilindric, cu spirală de înșurubat, iar dopul, realizat prin turnare, are forma unui cap de om. | Muzeul Național Brukenthal, Sibiu                          | Cimec    |
|      | Pocal de ceremonie | Școală: Sibian Descoperit: Sibiu Material: Cositor | POCALUL DE BREASLĂ (WILLKOMEN) ARE TALPA ÎNALTĂ, EMISFERICĂ, PICIORUL ȘI FUSUL ÎN FORMĂ DE MOSOR SCUND, NODUL OVIFORM. PARTEA INFERIOARĂ A CUPEI ARE FORMA UNEI JUMĂTĂȚI DE OU, IAR CEA SUPERIOARĂ DE SEGMENT DE SFERĂ TURTIT. GÂTUL ESTE TRONCONIC, EVAZAT SPRE GURĂ. CAPACUL, ÎN FORMĂ DE CALOTĂ SFERICĂ STRĂBĂTUTĂ DE MUCHII CONCENTRICE, ARE O MICĂ STREAȘINĂ PLANĂ. BUTONUL, APLICAT ULTERIOR, ESTE ALCĂTUIT DIN FIGURA RONDE-BOSSE A UNUI BĂRBAT CU COIF ȘI HAINĂ MILITARĂ ROMANĂ. INSCRIPȚII: PE GÂT: "DISER EHRBAHRE. GESELLEN. WILLKOMEN. IST DENEN. EHRBAHREN REIMER. GESELLEN. AUFGERICHT WORDEN IM IAHR 1777 DEN 31 AUGUST WIE FOLGT". INSCRIPȚIA CONTINUĂ PE CORP ÎN PATRU REGISTRE VERTICALE: 1: "IOH. MICH: PLANZ / GELERNT / PRESBURG / GEORG HOCHMEISTER / M.S. / HERM:STAT"; 2: "FRANTZ HUBNER / G: IN / LEIDMIRIZ / TEITSH BÖHMEN / SAMUEL FENKESCH / M.S. / HERM:STAT"; 3: "IOSEPH GRAND / G. IN / TEMISWAR / PROKOP GROSSEI / G. IN / MINCHENGRAZ"; 4: "IOH. NEIDLICH / G. IN / SCHESSBURG / IOH. ORCHND M: S: V / HERM:STAT / IOH. FLEISCHER / G. IN / HERM:STAT". ÎN PARTEA INFERIOARĂ A CUPEI INSCRIPȚIA CONTINUĂ DISPUSĂ ORIZONTAL: "IÜNGER / DANIEL: FENEKES. Ioh. SANDER HAMRICH MM: SS V HERMSTAT". PE CORPUL VASULUI AU FOST LIPITE ULTERIOR PATRU MONEDE (ULTERIOARE ANULUI 1777) PRINSE CU INELE. MONEDE: Moneda nr. 1. Francisc I (1792- 1835), taler, Transilvania, atelierul Alba Iulia. Av. FRANCISCVS • I • D • G AVSTRIAE IMPERATOR; cap laureat spre dr.; sub umăr E; Rv. HVN • BOH • LOMB • ET VEN – GAL • LOD • IL • REX • A • A • 1819; vultur bicefal cu scut având armele austro-lorene. Moneda nr. 2: Maximilian I Iosif, rege al Bavariei (1806 – 1825), Kronentaler. Av. MAXIMILIANUS IOSEPHUS BAVARIAE REX; cap spre dr.; Rv. PRO-DEO-ET POPULO/1814 în exergă; sceptru și sabie încrucișate, timbrate de coroană regală. Moneda nr. 3 Maximilian III Iosif, Bavaria (1745 – 1777), taler. D(ei) • G(ratia) • MAX(imilianus) • IOS(ephus) • U(trius) • B(avariae) • - D(ux) • S(ancti) • R(omani) • I(mperii) • A(rchidapifer) • & • EL(ector) • L(andgravius / Limburgi) • L(uxemburgi); bust cu perucă lungă, drapat, cu Lâna de aur, spre dr.; Rv.: PATRONA – BAVARIAE / 1761; Madona cu Pruncul, în glorie. Moneda nr. 4 Maria Theresia, posesiunile italiene (1740 – 1780), Kronentaler Av. MAR • THERESIA D : G – [R IMP] GERM • HUNG • BOH • REX; coroanele regale ale Austriei, Boemiei, Ungariei și pălăria de arhiduce al Austriei între brațele crucii Sf. Andrei; Rv. ARCH • AUST • DUX • BURG • - • [BR] AB • COM • FLAND 1766; scut timbrat de coroană ducală, scartelat, în cartierul 1 armele Ungariei, în cartierul 2 armele Boemiei, în cartierul 3 leu rampant, în cartierul 4 dragonul Casei d'Este, în mijloc scut cu armele austro-brabantiene. | Muzeul Național Brukenthal, Sibiu                          | Cimec    |
|      | Pocal | Datare: 1774 Școală: Transilvănean Material: Cositor | Pocalul are talpa circulară, înaltă, iar cupa și piciorul sunt tronconice, nodul este sferic, cupa este decorată cu patru registre verticale, ușor bombate, delimitate prin ciocănire, ele conțin motive ornamentale și texte după cum urmează: 1. Hat Gestifft / I: AND: W; 2. ȘA;3. ANNO/1774; 4. Heliant în tratare naturalistă. Capacul este emisferic, cu trei trepte ușoare, iar butonul în formă de ghindă. | Muzeul Național Brukenthal, Sibiu                          | Cimec    |
|      | Cutie de maslu | Datare: Sf. Sec. XVII - Înc. Sec. XVIII Școală: Nürnberg Descoperit: Nürnberg, Germania Material: Cositor | Cutia de maslu, de fomă paralelipipedică, se sprijină pe patru picioare turnate, în formă de labe. Laturile cutiei au în partea de jos un soclu reliefat, iar în partea superioară o cornișă. Ele sunt decorate cu câte o mască înconjurată de volute și buchete de fructe cu relieful foarte șters. Capacul este plan, glisant, ornamentat cu un personaj feminin, redat în picioare, cu fața îndreptată în sus și mâinile împreunate într-un gest de rugă. În stânga sa este o amforă, iar fundalul este un peisaj vag, foarte șters, pe capac este lipit un buton în formă de delfin. Cutia are în interior patru compartimente cu pereți din tablă de cositor. | Muzeul Național Brukenthal, Sibiu                          | Cimec    |
|      | Patenă | Datare: 1745 Școală: Brașovean Descoperit: Brașov Material: Cositor | Patena este adâncă, de formă circulară, cu marginea lată, orizontală, corpul este concav, iar fundul plan, nediferențiat, buza este subliniată de un brâu de mici palmete ce se întrepătrund, iar marginea, spre corp, de un brâu de ove. Între aceste chenare sunt opt medalioane eliptice, delimitate de câte o ghirlandă de palmete și despărțite printr-o mască înconjurată de volute și buchete de fructe. În medalioane sunt reprezentate simbolic, prin personaje și atribute, cele patru anotimpuri și cele patru elemente însoțite de inscripții: AESTAS/AQUA/VER/HYEMS/TERRA/AUTOMNUS/AER. În centrul sucupei, într-un medalion circular de ove și baghete este figurat un copil nud, șezând pe o draperie, printre flori și scaieți și sprijinindu-și corpul pe un craniu. În dreapta lui este un sfeșnic cu lumânarea stinsă, iar în stânga, o clepsidră. În jurul medalionului este inscripția: "Hodie Mihi cras tibi". Pe reversul imaginii este sgraffiată inscripția: "Daniel Czeydner 1745". | Muzeul Național Brukenthal, Sibiu                          | Cimec    |
|      | Patenă | Datare: A doua jumătate a sec. XVI Școală: Nürnberg Descoperit: Nürnberg, Germania Material: Cositor | Patena este adâncă, circulară, marginea este lată și plană, buza îngroșată, corpul concav, fundul plan cu o protuberanță centrală în formă de calta sferică. Decorul are aspect de meplat și este plasat pe margine și în jurul protuberanței centrale. Pe margine sunt trei registre verticale, marcate prin linii drepte, formând cadre dreptunghiulare, cu următoarele teste: 1: "mensch das wiss"; 2: "drinck und iss";3: "gott nit vergiss". În jurul chenarelor este un decor din arabescuri geometrice și vegetale pe fond ușor granulat. Alternativ cu aceste registre sunt alte trei terminate lateral, prin arce în acoladă, conținând tot motive de arabescuri geometrice și vegetale pe fond granulat. În jurul protuberanței centrale este un chenar cu aceleași motive de arabescuri pe revers incizate inițialele de propietar "CSR". | Muzeul Național Brukenthal, Sibiu                          | Cimec    |
|      | Farfurie | Datare: Sec. XIX Școală: Sibian Descoperit: Sibiu Material: Cositor | Farfuria este plană, circulară, cu marginea concavă și buza îngroșată, subliniată printr-o incizie strunjită. Corpul vasului este cocav, iar fundul plan, nediferențiat. În centrul farfuriei, înconjurat de un chenar striat, este gravat cu linie în zigzag un buchet de flori: un trandafir mare și trei mici campanule, cu frunze redate naturalist. | Muzeul Național Brukenthal, Sibiu                          | Cimec    |
|      | Farfurie | Datare: 1802 Școală: Sibian Descoperit: Sibiu Material: Cositor | Farfuria este circulară, corpul scund și concav, buza îngroșată, iar marginea dreaptă, puțin înclinată. Fundul vasului este plan, nediferențiat, pe margine este incizată inscripția: "Ledrer: ZUNFT/1.8.0.2. " | Muzeul Național Brukenthal, Sibiu                          | Cimec    |
|      | Farfurie | Datare: 1802 Școală: Sibian Descoperit: Sibiu Material: Cositor | Farfuria este circulară, corpul scund și concav, buza îngroșată, iar marginea dreaptă, puțin înclinată. Fundul este plan, nediferențiat, pe margine este incizată inscripția: "Ledrer: ZUNFT/1.8.0.2.". | Muzeul Național Brukenthal, Sibiu                          | Cimec    |
|      | Farfurie | Datare: Sec. XVIII Școală: Transilvănean Material: Cositor | Farfuria este plană, circulară, cu marginea lată, ușor oblică, corpul vasului este scund și concav, iar fundul plan, nediferențiat. Buza farfuriei este ușor îngroșată pe revers. | Muzeul Național Brukenthal, Sibiu                          | Cimec    |
|      | Farfurie | Datare: 1752 Școală: Sibian Descoperit: Sibiu Material: Cositor | Farfuria este plană, circulară, cu marginea arcuită spre buza îngroșată și subliniată prin incizii strunjite. Corpul vasului este concav, înclinat, iar fundul plan și nediferențiat. Pe margine este incizată inscripția: "Ledrer Zunft/1.7.5.5." | Muzeul Național Brukenthal, Sibiu                          | Cimec    |
|      | Castron | Datare: 1802 Școală: Sibian Descoperit: Sibiu Material: Cositor | Castronul are formă circulară, corpul concav și înclinat. Marginea este scundă, cilindrică, buza inelară, iar fundul este format dintr-o calotă sferică foarte turtită, castronul are două mănuși formate din două baghete unite printr-o bară cu profil de balustră. Pe corpul vasul, pe revers, este gravată inscripția: "Ledrer Zunft / 1802" | Muzeul Național Brukenthal, Sibiu                          | Cimec    |
|      | Castron Autor: A.L.M. | Datare: A doua jumătate a sec XVIII - Începutul sec. XIX Școală: Sibian Descoperit: Sibiu Material: Cositor | Castronul este circular, cu marginea cilindrică și buza ușor răsfrântă, corpul vasului este tronconic foarte înclinat și cu o mică treaptă în partea inferioară, iar fundul are forma unei calote sferice turtite. Castronul are două mănuși cu profil de volute, aplicate prin lipire. | Muzeul Național Brukenthal, Sibiu                          | Cimec    |
|      | Cană cu capac | Datare: 1701 Școală: Transilvănean Material: Cositor | Cana are formă cilindrică, capacul este bombat, cu streașină proeminentă, iar butonul este alcătuit din patru discuri unite printr-o baghetă. Șarniera are formă de palmetă. Talpa este înaltă și bombată toarta nu este decorată. Placheta este ornamentată cu o acvilă bicefală, sub buză și în partea inferioară vasul este decorat cu o bandă de romburi, iar pe capac și pe talpă, cu ove. De o parte și de alta a toartei sunt reprezentate lalele cu frunze arcuite terminat în volute. Într-o cunună de frunze stilizate, sub care este un nod de panglică, este inscripția: "Munuso/Andreas/Lutsch/Oblatu/Anno/1701". | Muzeul Național Brukenthal, Sibiu                          | Cimec    |
|      | Sceptru | Datare: 1722 Școală: Transilvănean Descoperit: Sibiu Material: Cositor | Sceptrul (IRTENSTAB) are formă de buzdugan, cu măciulia în formă de sferă ușor turtită, terminată printr-un buton plat, discoidal. Sceptrul este gol în interior, cu un capac care se deșurubează. Mânerul este cilindric, împărțit în trei segmente prin benzi în relief, registrul 1 are benzi realizate la strung, delimitând spații striate, iar registrul 2 stema Sibiului, unelte, data "1722" și inițialele "L.K.B." | Muzeul Național Brukenthal, Sibiu                          | Cimec    |
|      | Cană cu capac Autor: A.K. | Datare: 1629 Școală: Sibian Descoperit: Sibiu Material: Cositor | Cana are formă tronconică, talpa este lată și înclinată, decorată ca și buza vasului și marginea capacului, cu un brâu de palmete ștanțate, corpul este decorat cu trei brâie incizate la strung, delmitând registre punctate, capacul este plan, cu o rozetă în interior, butonul este plan, discoidal, iar șarniera în forma de mască. Placheta este decorată cu motive de vrejuri de vită de vie ce pornesc dintr-un vas. Toarta nu este decorată. Pe buton este incizată inscripția: "H.G. 1629" | Muzeul Național Brukenthal, Sibiu                          | Cimec    |
|      | Flacon | Datare: Sec. XVII Școală: Transilvănean Material: Cositor | Flaconul este prismatic, cu baza dreptunghiulară, laturile ușor curbate, formează în dreptul umărului câte o treaptă pronunțată. Umărul este orizontal, gâtul scurt, cilindric, cu spirală pentru înșurubat, dopul este tronconic, iar veriga lipsește. Decorul este obținut prin turnare. Pe laturile mari sunt trei registre verticale, încadrate de baghete, iar în partea de sus de un arc în acoladă. În registrele laterale sunt volute simple, iar în cel central un vrej vertical, cu flori, frunze și boboci stilizați. Laturile mici au câte două registre verticale, delimitate tot de baghete și decorate cu meandre simple. | Muzeul Național Brukenthal, Sibiu                          | Cimec    |
|      | Farfurie | Datare: Sec. XVIII Școală: Transilvănean Material: Cositor | Farfuria este circulară, cu marginea lată, dreaptă, corpul vasului este mic, concav, iar fundul plan, nediferențiat, pe revers este sgraffiată cu litere chirilice inscripția: "Aici stă ban(ul) lui (Du)m(ne)z(eu) Pomiana la biserica Sadu" | Muzeul Național Brukenthal, Sibiu                          | Cimec    |
|      | Farfurie | Datare: Sec. XVIII Școală: Sibian Descoperit: Sibiu Material: Cositor | Farfuria este circulară, cu marginea lată, ușor oblică și buza îngroșată, subliniată printr-o incizie strunjită, corpul este concav, iar fundul plan, nediferențiat. | Muzeul Național Brukenthal, Sibiu                          | Cimec    |
|      | Comodă Autor: Zaharides, Georg | Datare: Sec. XIX Școală: Atelier sibian Material: Lemn de brad placat cu furnir de nuc și rădăcină de nuc, încrustații cu furnir de paltin și fructifer | Comoda cu patru sertare, cel superior cu fața rabatabilă pentru scriere. La broaște încrustații din furnir de paltin, în fromă de scut. Intarsieri cu paltini și fructiferi, în benzi împletite și pe stâlpii laterali ce figurează motivul unei colonete, soclul drept, fără picioare. | Muzeul Național Brukenthal, Sibiu                          | Cimec    |
|      | Dulap | Datare: Sec. XVIII, anii 1770 Școală: Atelier sibian Material: Carcasa din lemn de brad și nuc, placată cu furnir de nuc și rădăcină de nuc, intarsii cu paltin și alun | Piesă cu remarcabilă calități artistice. Dulapul are două uși și în soclu două sertare. Se sprijină pe cinci picioare scurte (trei în față) sculptate în volute legate într-o centură sinuoasă, de factură rococo. Cornișa urmează la mijloc o linie de val în care este antrenată și forma ușilor și motivul intarsiat în furnirul ce le plachează pe acestea. Lesenele sunt înguste și retrase spre interior. Stinghia de pe axul central al ușilor este o baghetă simplă. Ușile sunt fixate prin câte trei balamale. Sildurile sunt din tabla de alama ajurată, negravata, în interior polițe. | Muzeul Național Brukenthal, Sibiu                          | Cimec    |
|      | Fotoliu | Datare: c. 1840 Școală: Atelier sibian Material: Carcasa din lemn de brad, placat cu furnir de nuc și rădăcină de nuc, tapițerie inițială din rips roșu, retapit | Fotoliu în maniera a l'antique. Spătarul constă dintr-o curbură concava tapițată și care formează și brațele fotoliului susținută de doi montanți curbi care coboară sub cadrul șezutei care se sprijină pe o a doua curbură, în X ce formează picioarele. În antichitatea română genul acesta de scaun era rezervat magistrațiilor, modelul fiind preluat în secolul XIX atât din reprezentările antice cât și din artefacturile pâstrate din evul mediu cu rame de jilțuri în X. Fotoliu identic cu AD. 232/1 | Muzeul Național Brukenthal, Sibiu                          | Cimec    |
|      | Măsuță | Datare: Sec. XIX; 2/2 Școală: Atelier sibian Material: Carcasa din lemn de brad furniruit cu nuc și rădăcină de nuc, traversa strunjită lustruită în negru | Piesa fină, caracteristică interiorului burghez sibian din a doua jumătate a secolului XIX, ingrijit lucrată. Tăblița mesei a fost lucrată în maniera stilului rococo, cu lobii colțurilor elegant ieșite în afară. Târgul mesei este prevăzut cu un sertar. Două picioare sinuos traforate și așezate pe tălpi sunt întărite de o traversă strunjită vopsită în negru. | Muzeul Național Brukenthal, Sibiu                          | Cimec    |
|      | Vitrină | Datare: 1840-1850 Școală: Atelier sibian Material: Carcasa din lemn de rășinoase placată cu furnir de nuc și de cireș, oglindă șlefuită; sticlă | Vitrina de formă paralelipipedică, cu trei fețe vitrate, spatele placat cu oglindă. Ușa mare, frontală este flancată de leșene canelate terminate la colțuri cu câte o apliă circulară, strunjită, în forma de pateră. În interior două polițe mari, iar o policioară, în partea superioară este sprijinită pe două balustre. | Muzeul Național Brukenthal, Sibiu                          | Cimec    |
|      | Birou | Datare: Sec. XIX Școală: Atelier sibian Material: Carcasa din lemn de brad placat cu furnir de nuc, mahon și păr, silduri din bronz | Birou cu tăblița mesei de scris fixată pe două corpuri laterale formate din câte trei sertare suprapuse. Sub tăblița mesei, între cele două corpuri mai este un sertar central. Cele șapte sertare au silduri și maniere inelare din alamă cu o fundiță deasupra. Biroul se sprijină în patru picioare în corp masiv, trapezoidal, decorate cu câte patru butoni sculptați. Tăblia furniruită are un chenar delimitat prin benzi drepte. | Muzeul Național Brukenthal, Sibiu                          | Cimec    |
|      | Birou | Material: Lemn de brad placat cu furnir de nuc, lemn de abanos lustruit | Măsuța cu blat circular susținută de un stâlp hexagonal din care se ramifica trei picioare fixate pe o plintă triunghiulară. Picioarele curbate și stâlpul hexagonal sunt negre, pe când blatul, târgul mesei în care este și un sertar mascat și plinta sunt furniruite. | Muzeul Național Brukenthal, Sibiu                          | Cimec    |
|      | Masă | Datare: Sfârșitul de secol XVIII/Începutul de secol XIX Școală: Atelier sibian Material: Carcasa din lemn de brad placata cu furnir de nuc, chenar în benzi | Măsută de joc cu picioare drepte, ușor subțiate spre talpă. Inserția picioarelor în târgul mesei se face într-o manșeta ieșită în relief. Tot în târgul mesei este un sertar compartimentat în interior. Blatul mesei are în furnir un chenar în benzi drepte. | Muzeul Național Brukenthal, Sibiu                          | Cimec    |
|      | Dulap | Datare: Sec. XIX, mijlocul Școală: Atelier sibian Material: Carcasă din lemn de brad placată cu furnir de nuc, uși vitrate, silduri din bronz | Dulap cu două uși placat cu furnir de nuc. Fiecare ușă este împărțită în patru ochiuri, cel din partea de jos este furniruit, celelalte trei sunt vitrate. Este prevăzut cu o cornișă ușor evazată, rotunjită la colțuri. Pe mijloc ușile se închid cu o șipcă rotunjită. Interiorul este vopsit. Picioarele specifice stilului biedermeier. Dulapul biblioteca era adesea folosit și ca dulap de lenjerie, interiorul părții vitrete fiind acoperit de perdeluțe. | Muzeul Național Brukenthal, Sibiu                          | Cimec    |
|      | Consolă | Datare: Sec. XIX;2/2 Școală: Atelier sibian Material: Carcasă din lemn de rășinoase placat cu furnir de nuc și rădăcină de nuc, picioare sculptate | Consola cu blatul sinuos, în maniera rococo, pe trei dintre laturi, latura a patra, de la zid, fiind dreaptă. Târgul mesei și el unduit este prevâzut cu un sertar frontal; tăblița mesei și târgul sunt furniruite. Două picioare frontale, elegant curbate în "S" de factură rococo, sculptate în nuc și lustruite se sprijină pe o traversă sculptată ce se termină pe podea în două bucle. Un picior drept stabilizează echilibrul consolei fiind prind pe mijlocul laturei din spate. | Muzeul Național Brukenthal, Sibiu                          | Cimec    |
|      | Comodă | Datare: Sec. XIX Școală: Atelier sibian Material: Lemn de rășinoase, furnir de nuc, intarsieri cu furniruri fructifere, sculptură lemn de baga, lustruire | Comodă cu trei sertare furniruită cu nuc. Pe montanți în partea sertarului superior și deasupra piciorului intarsiat motivul "diamantului tăiat". Între cele două ieșinduri ale montantului, de-a lungul sertarelor 2-3 două coloane frontale din bagă neagră la extremități terminate cu bustul și labele câte unui "hermine feminine" sculptate și aurite. Comoda se sprijină pe patru picioare în trunchi de piramidă, specifice stilului. | Muzeul Național Brukenthal, Sibiu                          | Cimec    |
|      | Oglindă | Datare: Sec. XIX Școală: Atelier sibian Material: Carcasa ramei din lemn de brad placată cu furnir de nuc; oglindă șlefuită | Oglinda de formă dreptunghiulară are două componente: o ramă masivă cu o scotie mulurată spre interior este furniruită, și oglinda propriu-zisă este șlefuită. | Muzeul Național Brukenthal, Sibiu                          | Cimec    |
|      | Paravan | Datare: Sec. XIX Școală: Atelier sibian Material: Lemn de brad placat cu furnir de nuc; balamale din alamă | Paravan format din patru foi (canate), fixate între ele prin balamale. Fiecare foaie este formată dintr-un cadru furniruit, împârțit în patru tăblii: tăblița din partea de jos este furniruită, iar celelalte trei sunt vitrate. Tăbliile sunt fixate cu baghete rotunjite. | Muzeul Național Brukenthal, Sibiu                          | Cimec    |
|      | Covor turcesc | Datare: Sfârșitul Secolului XIX Școală: Turcia, Anatolia, Mudjur Descoperit: jud. Sibiu Material: Lână | Câmpul central cu fond verde prezintă în timpane două vase rituale și un mihrab roșu cu fronton geometrizat, lipsit de alte elemente ornamentale. În partea superioară a câmpului apare o taktă cu șir de creneluri, ornament specific acestui centru de producție. Chenarul central este decorat cu romburi. Bordura mult lâțită poartă romburi care inchid rozete florale. Chenarul exterior repetă șirul de crenelui ale takei, alternate cu mici motive vegetale | Muzeul Național Brukenthal, Sibiu                          | Cimec    |
|      | Covor turcesc | Datare: Sfârșitul secolului XIX Școală: Anatolian, Melas sau Bergamo Material: Lână | Câmpul central este fragmentat cu douâ medalioane (casete) păstrate, cu fond verde, care prezintâ abras. Casetele închid medalioane cu fond roșu marcate de motive geometrizate. În interior medalioanele au ornamentație geometrică. Chenarele au pe fond portocaliu și respectiv negru șiruri de S-uri. Bordura are pe fond verde casete rombice cu decorație stelată. | Muzeul Național Brukenthal, Sibiu                          | Cimec    |
|      | Covor anatolian | Datare: Sfârșitul secolului XIX Școală: Atelier turcesc Kula Descoperit: jud. Sibiu Material: Lână și mătase | Câmpul central cu fond galben, decorat cu motive vegetale mărunte, este fragmentat asimetric cu un mihrab și o takta cu fond albastru. Takta perzintă motive vegetale mult stilizate printre care se distinge și arborele vieții. Axul central al mihrabului este subliniat cu motive vegetale iar la bază sa apară un și de vase rituale. Chenarele sunt dublate iar bordura galbenă prezintă rozete florale situate între frunze în formă de paranteză. | Muzeul Național Brukenthal, Sibiu                          | Cimec    |
|      | Covor cu medalioane | Descoperit: jud. Sibiu Material: Lână | Câmpul central este decorat cu șiruri de medalioane rombice, galbene și albastre, care închid elementele vegetalte stilizate. Prezintă chenare interioare mult îngustate. Bordura cu fond galben este decorată cu un brâu zigzagat. | Muzeul Național Brukenthal, Sibiu                          | Cimec    |
|      | Covor persan | Descoperit: jud. Sibiu Material: Lână și bumbac | Câmpul central cu fond alb este decorat cu șiruri orizontale de motive botah (sămânța vieții) printre alte motive vegetale mărunte. Chenarul central este mult lâțit în detrimentul bordurii. Ca și chenarul marginal (dublat pe lungimea covorului) este decorat cu motive vegetale. Bordura cu fond roșu reprezintă de asemenea motive vegetale printre care se disting rozete florale mari. | Muzeul Național Brukenthal, Sibiu                          | Cimec    |
|      | Ciboriu | Datare: Sfârșitul Secolului al XIV-lea Școală: Atelier sibian | Talpă circulară, plată, cu marginea tăiată vertical; picior mic, cilindric; decorat cu toruri; nod sferic, format din două calote canelate; cupa semisferică și capacul prins în șarnieră formează o sferă. Suprafața corpului sferic al piesei este decorată cu linii punctate adânc, a căror întretăiate formează către o stea. Capacul are un disc aplicat în partea superioară, pe care a fost atașat probabil un turnuleț. | Muzeul Național Brukenthal, Sibiu                          | Cimec    |
|      | Hrismatoriu | Datare: Sfârșitul Secolului al XIV-lea Școală: Atelier transilvănean | Talpă circulară, din care pornește direct piciorul conic; fus cilindric înalt, nod sferic; corpul este format din cele trei recipiente pentru uleiuri sfinte; lipsește turnulețul de pe capac. | Muzeul Național Brukenthal, Sibiu                          | Cimec    |
|      | Monstranță | Datare: Sec. XV Școală: Atelier sibian | Talpă hexalobă; fus hexagonal, înalt, suplu, pornind ușor arcuit direct din talpă; nod schițat printr-o mică proeminență prismatică, hexagonală; corpul vasului este format dintr-un recipient cilindric, prevăzut cu două capace cu gemulețe de sticlă; recipientul este susținut de un trunchi piramidal, inversat, gravat; coronamentul este în forma unei nișe, cu cornșă ajurată și acoperiș piramidal, pe care este montată crucea cu Isus răstignit. | Muzeul Național Brukenthal, Sibiu                          | Cimec    |
|      | Ciboriu | | Talpă și picior hexagonale, cu suprafețe concave; fus hexagonal; nod sferic turtit, crestat; cupa prismatică hexagonală cu marginile profilate în toruri; capacul în trunchi de piramidă are în vârf o cruce cu brațe trilobate. | Muzeul Național Brukenthal, Sibiu                          | Cimec    |
|      | Hrismatoriu | Datare: Sfârșitul Secolului al XIV - Începutul Secolului XV Școală: Atelier transilvănean | Talpă rotundă, picior conic îndesat, fus cilindric; nod sferic crestat, unele porțiuni fiind hașurate; corpul vasului, cu cele trei recipiente cilindrice pentru uleiurile sfinte, împreună cu capacul treflat și acoperișul conic scund - cu o mică sferă în vârf, crează imaginea unui turn gros, masiv, față de silueta zveltă a celorlalte piese contemporane. | Muzeul Național Brukenthal, Sibiu                          | Cimec    |
|      | Hrismatoriu | Datare: Sfârșitul Secolului al XIV-lea - Începutul Secolului al XV-lea Școală: Atelier transilvănean | | Muzeul Național Brukenthal, Sibiu                          | Cimec    |
|      | Hrismatoriu | Datare: Sfârșitul Secolului al XIV-lea - Începutul Secolului al XV-lea Școală: Atelier transilvănean | | Muzeul Național Brukenthal, Sibiu                          | Cimec    |
|      | Pocal | Datare: Sec. XVI Școală: Atelier transilvănean | | Muzeul Național Brukenthal, Sibiu                          | Cimec    |
|      | Canapea | Datare: sec. XIX Școală: Atelier sibian Descoperit: Sibiu Material: carcasă din lemn de brad și fag placat cu furnir de nuc și rădăcină de nuc, braț rabatabil, tapițat cu pânză verde, în faza de lucru                                                                           | Canapeaua/ divanul era una dintre cele mai importante piese de mobilier in locuința germana, iar o astfel de piesă era pentru o famile înstărită. Centura dreaptă, lineară servește ca și contrapunct unei structuri sinuoase, dar solide, ce se bazează pe compunerea de linii curbe, atât la spătar, cât mai ales la laterale, care dau nota de eleganță. Spătarul curbat, cu o tapițerie sinuoasă ce marchează spațiul pentru două persoane se sprijină pe montanții ce se termină în spate cu două picioare paralelipipedice, specifice stilului. Picioarele frontale formate din doi pilaștrii pătrați, suprapuși, separați printr-o stinghie neagră, susțin buclele masive, furniruite, ale celor doi montanți. Laterala dreaptă, dintre montant și spătar, tapițată într-un pronunțat stil "a grandes oreilles", este una rabatabilă. La eleganța acestei piese concură atât partea de calitate a ebenistului prin folosirea unui furnir de bună calitate cât și a tapițerului care completează linia artistică a piesei. | Muzeul Național Brukenthal, Sibiu                          | Cimec    |
|      | Canapea | Datare: sec. XIX Școală: Atelier sibian Descoperit: Sibiu Material: lemn de brad și fag, sculptat în relief plat, furnir de nuc, tapițeria din rips de mătase albastră | Canapea/ divan/ pentru două persoane, alonjabilă prin rabatarea lateralei drepte. Spătarul este curbat în două unde line ce se întâlnesc la mijloc într-o palmetă trilobată flancată de doi butoni strunjiți. Picioarele, pătrățoase, fac corp comun cu montanții tronconici canelați ce se termină cu motivul unei semiscoici lobate. Brațele canapelei, dintre montanți, sunt tapițate, drepte, brațul drept putând fi rabatat. Ținuta severă, dar foarte îngrijită apropie piesa de linia sud germană a biedermeierului. | Muzeul Național Brukenthal, Sibiu                          | Cimec    |
|      | Fotoliu rococo | Datare: sec. XVIII;2/2 Școală: Atelier de breslaș sibian Descoperit: Sibiu Material: lemn de fag sculptat; tapițeria, în fază de lucru (chingi, arcuri, sfoară) mai nouă și neterminată                                                                                            | Cadru de fotoliu cu picioarele din față "en cabriole". Cele din spate "en sabre" fac corp comun cu montanții spătarului. Conturul superior al spătarului este trilobat, pe lobul central este sculptat motivul scoicii. O scândură mediană decupată sinuos, în formă de vază, furniruită, întărește rezistența spătarului. Cotierele brațelor terminate în față într-o volută răsucită în afară se sprijină pe câte un suport lucrat în aceleași sinuozitati ca și picioarele din față. Pe vechile chingi ale șezutei au fost legate în sec. XIX ?/ XX ? arcuri oțeloase în ideea tapițării moderne a acesteia. | Muzeul Național Brukenthal, Sibiu                          | Cimec    |
|      | Scaun de sufragerie | Datare: sec. XIX;1/2 Școală: Atelier sibian Descoperit: Sibiu Material: lemn de fag și brad placat cu furnir de nuc și rădăcină de nuc, părți strunjite și lustruite în negru, ansamblări în coadă de rândunică și încleiere, tapițat cu rips roșu pe arcuri în spirală și chingi  | Picioarele din față ale scaunului sunt ușor tronconice în muchii drepte ce se subțiază în partea de jos, iar picioarele din spate "en sabre" fac corp comun cu montanții curbi ai spătarului ce se dublează de la mijloc cu două ornamente în formă de "S" în sculptură inversă, legați, la mijloc, printr-o traversă strunjită, lustruită negru. Cei doi montanți și două ornamente decorative susțin spătarul concav, în formă de riniche placat cu furnir de rădăcină de nuc. | Muzeul Național Brukenthal, Sibiu                          | Cimec    |
|      | Scaun de sufragerie | Datare: Sec. XIX; 2/2 Școală: Atelier sibian Descoperit: Sibiu Material: lemn de fag și brad placat cu furnir de nuc și rădăcină de nuc, părți strunjite și lustruite în negru, ansamblări în coadă de rândunică și încleiere, tapițat cu rips roșu pe arcuri în spirală și chingi | Picioarele din față ale scaunului sunt ușor tronconice în muchii drepte ce se subțiază în partea de jos, iar picioarele din spate "en sabre" fac corp comun cu montanții curbi ai spătarului ce se dublează de la mijloc cu două ornamente în formă de "S" în sculptură inversă, legați, la mijloc, printr-o traversă strunjită, lustruită negru. Cei doi montanți și două ornamente decorative susțin spătarul concav, în formă de riniche placat cu furnir de rădăcină de nuc. | Muzeul Național Brukenthal, Sibiu                          | Cimec    |
|      | Scaun de sufragerie | Școală: Atelier sibian Descoperit: Sibiu Material: lemn de fag și brad placat cu furnir de nuc și rădăcină de nuc, părți strunjite și lustruite în negru, ansamblări în coadă de rândunică și încleiere, tapițat cu rips roșu pe arcuri în spirală și chingi                       | Picioarele din față ale scaunului sunt ușor tronconice în muchii drepte ce se subțiază în partea de jos, iar picioarele din spate "en sabre" fac corp comun cu montanții curbi ai spătarului ce se dublează de la mijloc cu două ornamente în formă de "S" în sculptură inversă, legați, la mijloc, printr-o traversă strunjită, lustruită negru. Cei doi montanți și două ornamente decorative susțin spătarul concav, în formă de riniche placat cu furnir de rădăcină de nuc. | Muzeul Național Brukenthal, Sibiu                          | Cimec    |
|      | Dulap de perete | Datare: sec. XIX; inceput Școală: Atelier sibian ? Descoperit: Sibiu Material: carcasă din lemn de brad placat cu furnir de nuc, paltin, stejar, intarsieri, gravură și valorări cu tușuri, oglindă, geam                                                                          | Dulap/vitrină de încastrat în perete, cu ușa frontală vitrată. Spațiul interior al lateralelor placat cu furnir, fundul dulapului placat cu oglindă. Rama ușii și frontonul triunghiular pur decorativ sunt placate cu furnir de nuc și alte esențe. Dacă timpanul triunghiular are decor clasicizant atât în panoul oval unde a fost desenat cu baiț negru o scenă cu ruine cât și în friza de ove ce marchează chenarul frontonului, lateralele din chenarul ușii au decor empire fiind realizate din tușuri și esențe diferite de furniruri două hermesuri egiptene. | Muzeul Național Brukenthal, Sibiu                          | Cimec    |
|      | Sekretar biedermeier | Datare: sec. XIX; 1/4 Școală: Atelier sibian Descoperit: Sibiu Material: carcasă din lemn de fag placată cu furnir de rădăcină de nuc, marchetarie în romburi, abanos lustruit, oglindă șlefuită, fildeș, mânere din bronz                                                         | Secretaire dintr-un singur corp vertical placat cu furnir de nuc și rădăcină de nuc. Deasupra cornișei proeminente este un sertar mascat de trei trepte curbe. Sub ea un fronton simplu, denticular sub care se află un sertar. Sub sertar o ușă rabatabilă deschide spațiul biroului: în interiorul biroului o nișă poligonală flancată de colonete negre din abanos, canelate, cu marchetarie în romburi și triunghiuri în partea de jos, iar pereții nișei sunt construiți din oglinzi montate în semihexagon deschis, având deasupra o balustradă din colonete de fildeș ce maschează un sertar. Fiecare laterală a nișei este flancată de câte cinci sertărașe prevăzute cu butoni de fildeș și câte un spațiu deschis compartimentat pentru scrisori. În exterior ușa este intarsiată cu un filon de paltin. Sub ușa rabatabilă sunt trei sertare. | Muzeul Național Brukenthal, Sibiu                          | Cimec    |
|      | Cană de vin Autor: CSK | Datare: Sec. XVII;1/2 Școală: Atelier bistrițean Material: cositor; turnat; gravat; ștanțat | Corp cilindric, cu suprafața exterioară gravată cu motive vegetale stilizate; capac plat, cu șarnieră arcuită în S și buton conic spiralat; talpă îngustă, ușor bombată; toartă plată, arcuită în S. În interiorul cănii este ștanțată o plachetă cu un vultur bicefal. Inscripție: CSK - siglă de meșter. | Muzeul Național Brukenthal, Sibiu                          | Cimec    |
|      | Cană de vin | Datare: Sec. XVII;1/2 Școală: Atelier sighișorean Material: cositor; turnat; gravat; ștanțat | Corpul cilindric, ușor evazat spre bază, cu peretele gravat cu motive vegetale stilizate; capac plat, cu șarnieră arcuită în S și buton mic trapezoidal; talpa îngustă, ușor bombată, ștanțată cu palmete vegetale; toartă plată, larg arcuită în bucla superioară. | Muzeul Național Brukenthal, Sibiu                          | Cimec    |
|      | Potir | Datare: Sec. XIX Școală: Atelier transilvănean Material: sticlă | Cupa scundă, larg evazată înspre gură, este realizată din sticlă incoloră, iar talpa mare, nodul sferic și fusul înalt sunt din sticlă colorată cu albastru de cobalt. Pe cupă sunt gravate liboluri liturgice și inițiala S a donatorului sau a comanditarului piesei. | Muzeul Național Brukenthal, Sibiu                          | Cimec    |
|      | Covor turcesc | Datare: Cca 1700 Școală: Atelier anatolian Descoperit: Turcia Material: lână; nod kilim | Fragment kilim de bordură ce închide pe fond ocru motive rombice roșii și motive florale cu lalele dispuse simetric. | Muzeul Național Brukenthal, Sibiu                          | Cimec    |
|      | Covor cu ornamente sferice "chintamani" (în registrul inventar Artă Decorativă apare: Covor Kugelteppich cu Blitz Muster) Autor: Teodor Tuduc | Datare: mijlocul sec. XX Școală: Fals după atelier anatolian Ușak, atelier transilvănean (Brașov sau Satu Lung, jud. Brașov) Descoperit: Mediaș, jud. Sibiu Material: Lână, nod ghiordes, cca. 1300 noduri/dm2                                                                     | Covor cu ornamente sferice „chintamani”. Câmpul central: fond alb-gălbui cu grupuri de câte trei ornamente sferice grupate în chintamani (trei ornamente sferice grupate triunghiular) negre, fiecare grup fiind subliniat de câte două linii meandrice. Chenarul central: fond alb-gălbui ornamentat cu mici motive florale dispuse între vrejuri geometrizate. Culorile dominante: negru, albastru și roșu. Bordură: fond alb-gălbui cu palmete florare mari, ușor geometrizate. Culori dominante: roșu, ocru și albastru. Chenarul marginal: fond alb-gălbui ornamentat cu mici motive florale dispuse între vrejuri geometrizate, central pe laturile lungi apar și frunze. Culorile dominante: negru, albastru și roșu. | Muzeul Național Brukenthal, Sibiu                          | Cimec    |